# Liste gewidmeter Gräber auf dem Wiener Zentralfriedhof

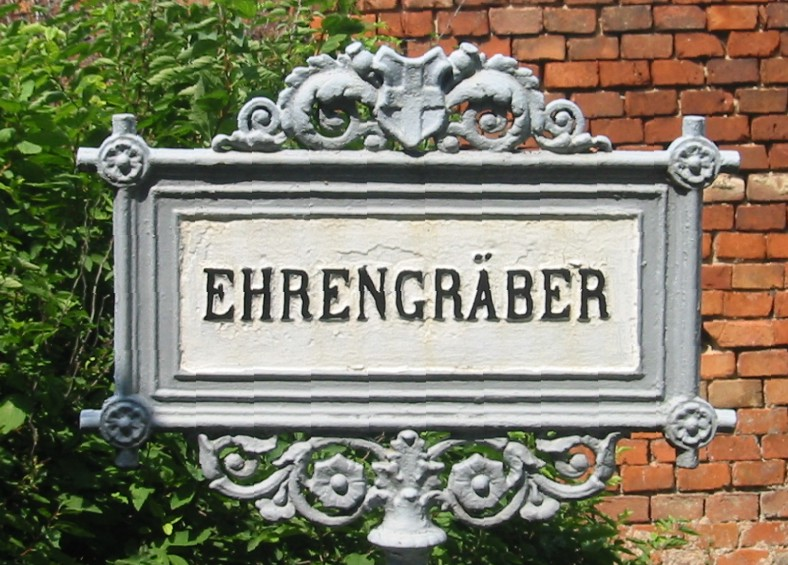
Ehrengräber auf dem Wiener Zentralfriedhof

Die Liste gewidmeter Gräber auf dem Wiener Zentralfriedhof bietet einen Überblick über die gewidmeten Grabstellen auf dem Wiener Zentralfriedhof im 11. Wiener Gemeindebezirk Simmering.

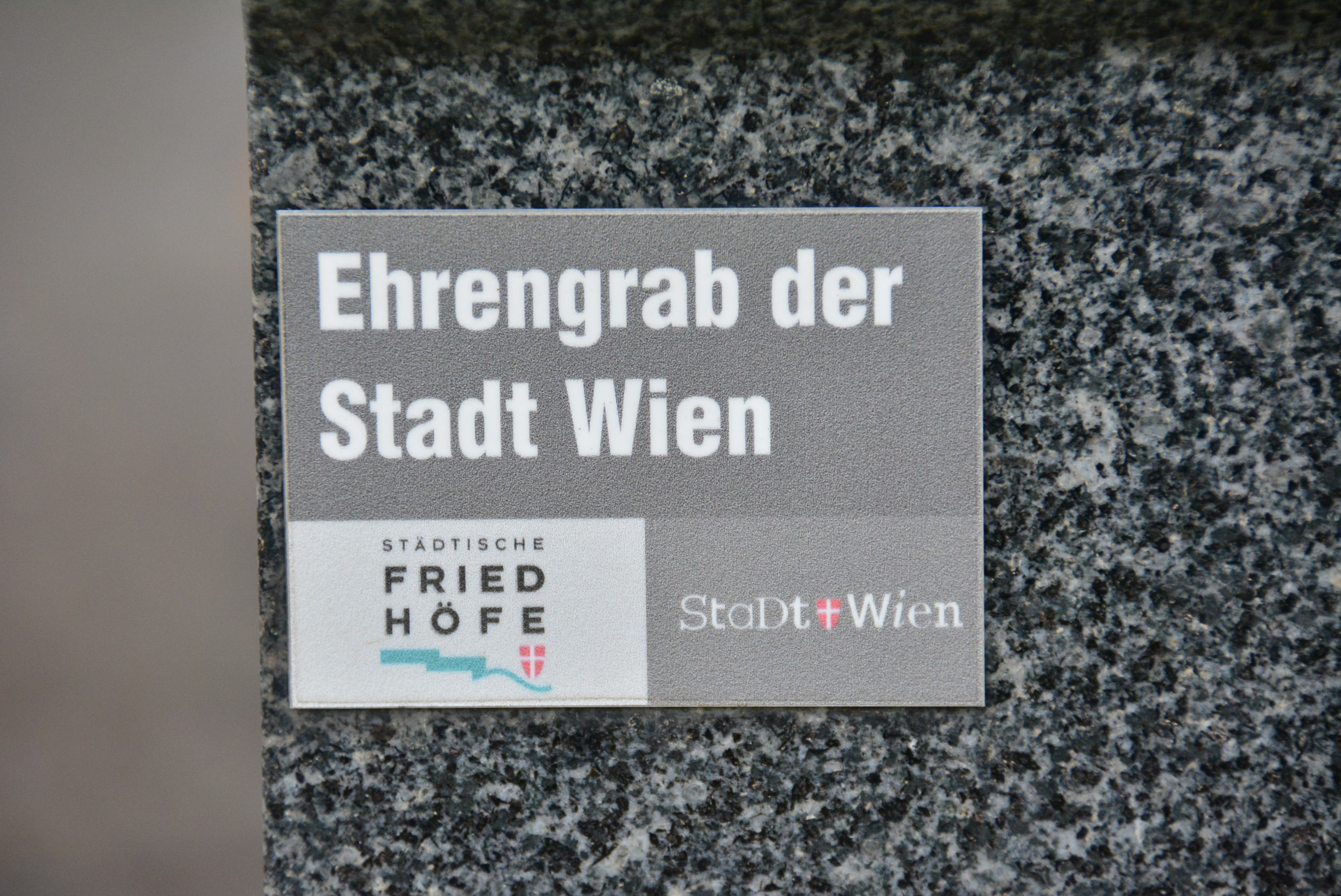
Plakette zur Kennzeichnung von Ehrengräbern auf dem Wiener Zentralfriedhof

## Ehrengräber

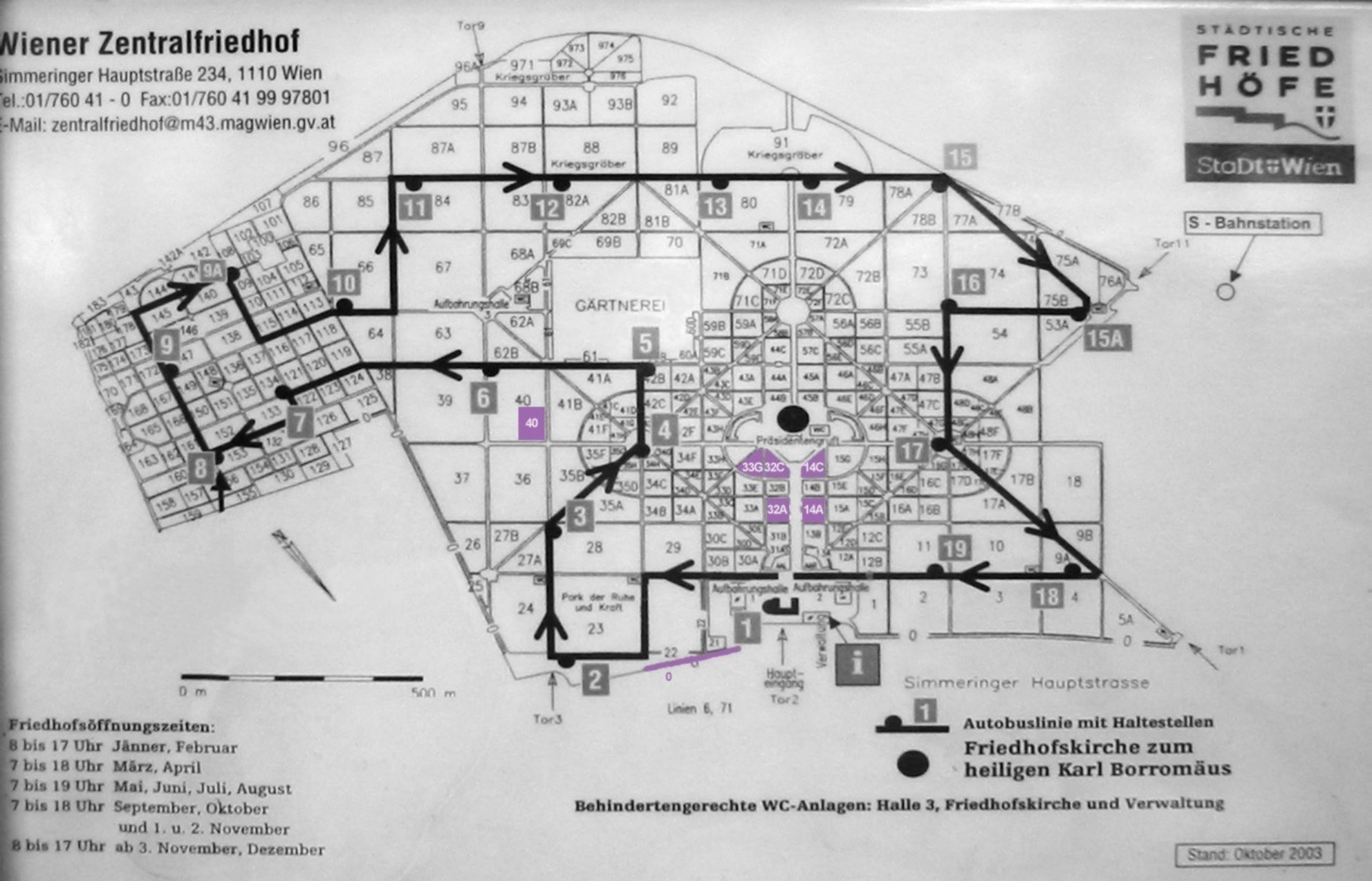
Ehrengräbergruppen auf dem Zentralfriedhof

### Gruppe 0
Die Gruppe 0 wurde 1885 als erste Ehrengräbergruppe angelegt. Im Gegensatz zu den anderen Ehrengräbergruppen, die sich entlang der vom Hauptportal zur Friedhofskirche zum heiligen Karl Borromäus führenden Allee befinden, verläuft die Gruppe 0 vom Hauptportal aus entlang der Friedhofsmauer Richtung Tor 3. Fast die Hälfte der dort beerdigten Persönlichkeiten ist bereits vor der Eröffnung des Friedhofs verstorben und wurde somit erst nachträglich hierher verlegt.

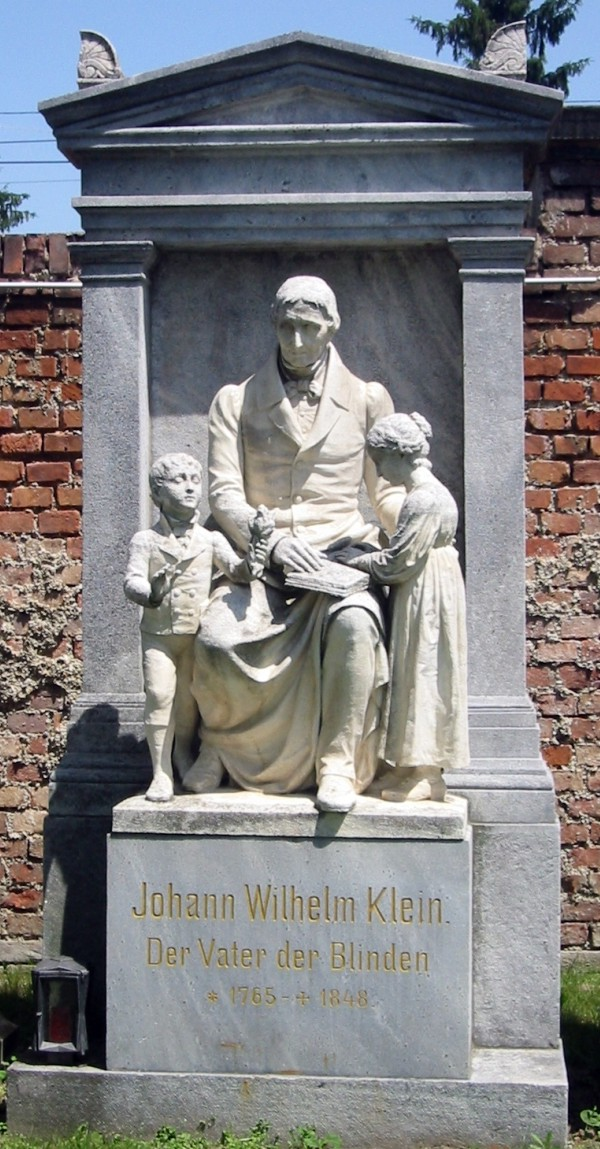
Johann Wilhelm Klein

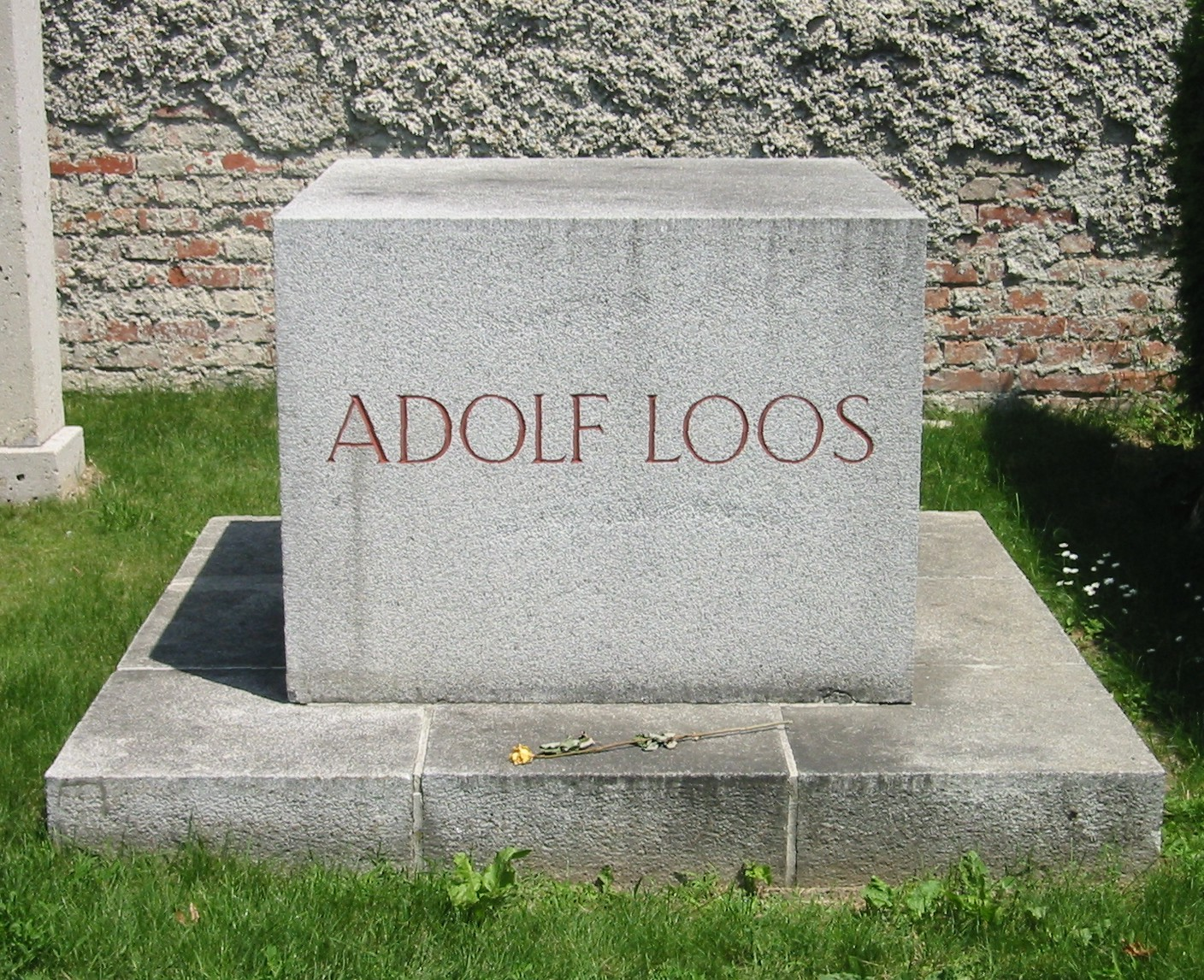
Adolf Loos

| Name                                                     | Lebensdaten           | Tätigkeit                                                    |
| -------------------------------------------------------- | --------------------- | ------------------------------------------------------------ |
| Peter Altenberg                                          | 1859–1919             | Schriftsteller                                               |
| Victor Franz von Andrian-Werburg                         | 1813–1858             | Politiker                                                    |
| Josef Bayer                                              | 1852–1913             | Komponist                                                    |
| Gustav Walter                                            | 1834–1910             | Kammersänger                                                 |
| Ignaz Franz Castelli                                     | 1781–1862             | Schriftsteller                                               |
| Vinzenz Chiavacci                                        | 1847–1916             | Schriftsteller                                               |
| Heinrich Joseph von Collin                               | 1771–1811             | Schriftsteller                                               |
| Anton Csorich von Monte Creto                            | 1795–1864             | Offizier und Kriegsminister                                  |
| Carl Czerny                                              | 1791–1857             | Komponist und Klavierpädagoge                                |
| Jakob Julius David                                       | 1859–1906             | Schriftsteller und Journalist                                |
| Johann Ludwig Deinhardstein                              | 1794–1859             | Schriftsteller                                               |
| Johann Fercher von Steinwand                             | 1828–1902             | Dichter                                                      |
| Johann Gänsbacher                                        | 1778–1844             | Komponist                                                    |
| Jakob Gauermann                                          | 1773–1843             | Maler                                                        |
| Wilhelm Ritter von Haidinger                             | 1795–1871             | Geologe und Mineraloge                                       |
| Friedrich Halm                                           | 1806–1871             | Schriftsteller                                               |
| Wilhelm Jahn                                             | 1835–1900             | Dirigent                                                     |
| Friedrich von Kenner                                     | 1834–1922             | Archäologe                                                   |
| Anton Kerner von Marilaun                                | 1831–1898             | Botaniker                                                    |
| Johann Wilhelm Klein                                     | 1765–1848             | Pionier der Blindenbildung                                   |
| Josef Klieber                                            | 1773–1850             | Bildhauer                                                    |
| Wilhelm Kress                                            | 1836–1913             | Luftfahrtpionier                                             |
| Johann Baptist von Lampi                                 | 1751–1830             | Maler                                                        |
| Anton Josef Leeb                                         | 1769–1837             | Bürgermeister von Wien                                       |
| Theodor Leschetizky                                      | 1830–1915             | Pianist, Komponist und Musikpädagoge                         |
| Adolf Loos                                               | 1870–1933             | Architekt                                                    |
| Franz Mair                                               | 1821–1893             | Komponist und Chormeister                                    |
| Eusebius Mandyczewski                                    | 1857–1929             | Komponist und Musikwissenschaftler                           |
| Siegfried Marcus                                         | 1831–1898             | Techniker und Erfinder, Automobilpionier („Marcus-Wagen“)    |
| Anton Matosch                                            | 1851–1918             | Heimatdichter                                                |
| Joseph Mayseder                                          | 1789–1863             | Komponist und Violinist                                      |
| Carl Menger                                              | 1840–1921             | Ökonom                                                       |
| Johann Baptist Moser                                     | 1799–1863             | Volkssänger und Komponist                                    |
| Adam Müller-Guttenbrunn                                  | 1852–1923             | Schriftsteller und Theaterleiter                             |
| Jaromír Mundy                                            | 1822–1894             | Arzt                                                         |
| Betty Paoli                                              | 1814–1894             | Schriftstellerin                                             |
| Ida Pfeiffer                                             | 1797–1858             | Entdeckerin und Reiseschriftstellerin                        |
| Caroline Pichler                                         | 1769–1843             | Schriftstellerin                                             |
| Rudolf Pöch                                              | 1870–1921             | Anthropologe und Pionier des Dokumentarfilms                 |
| Franz Pönninger                                          | 1832–1906             | Bildhauer                                                    |
| Josef Carl Poestion (eigentlich Josef Calasanz Poestion) | 1853–1922             | Skandinavist                                                 |
| Eduard Pötzl                                             | 1851–1914             | Schriftsteller und Journalist                                |
| Franz Isidor Proschko                                    | 1816–1891             | Schriftsteller                                               |
| Johann Romano von Ringe                                  | 1818–1882             | Architekt                                                    |
| Adolf Robinson und Eleonore Robinson                     | 1838–1920 / 1845–1918 | Sängerpaar                                                   |
| Franz Rumpler                                            | 1848–1922             | Maler                                                        |
| Antonio Salieri                                          | 1750–1825             | Komponist                                                    |
| Simon Sechter                                            | 1788–1867             | Komponist und Musiktheoretiker                               |
| Johann Gabriel Seidl                                     | 1804–1875             | Schriftsteller, Textdichter der österreichischen Kaiserhymne |
| Anton M. Storch                                          | 1813–1887             | Komponist                                                    |
| Fritz Stüber-Gunther                                     | 1872–1922             | Schriftsteller                                               |
| Louise von Sturmfeder                                    | 1789–1866             | Hofdame, Erzieherin von Kaiser Franz Joseph I.               |
| Robert Theer                                             | 1808–1863             | Maler und Lithograf                                          |
| Adam Trabert                                             | 1822–1914             | Schriftsteller                                               |
| Berthold Viertel                                         | 1885–1953             | Schriftsteller und Dramaturg                                 |
| Johann Nepomuk Vogl                                      | 1802–1866             | Schriftsteller und Publizist                                 |
| Joseph Weigl                                             | 1766–1846             | Komponist und Dirigent                                       |
| Franz Wirer von Rettenbach                               | 1771–1844             | Arzt                                                         |
| Cyrill Wolf                                              | 1825–1914             | Komponist                                                    |

### Gruppe 14A

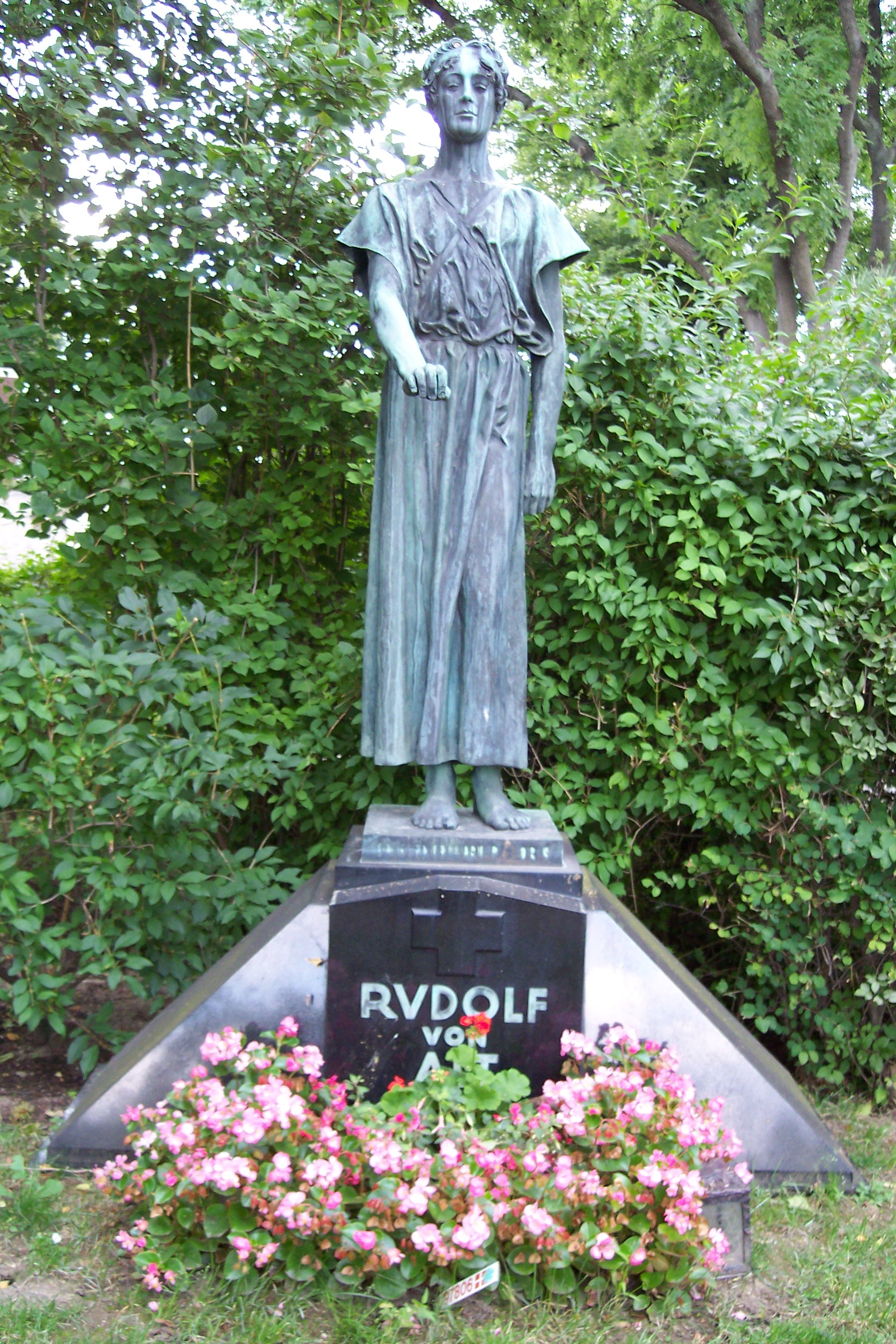
Rudolf von Alt (Gestaltung: Josef Engelhart)

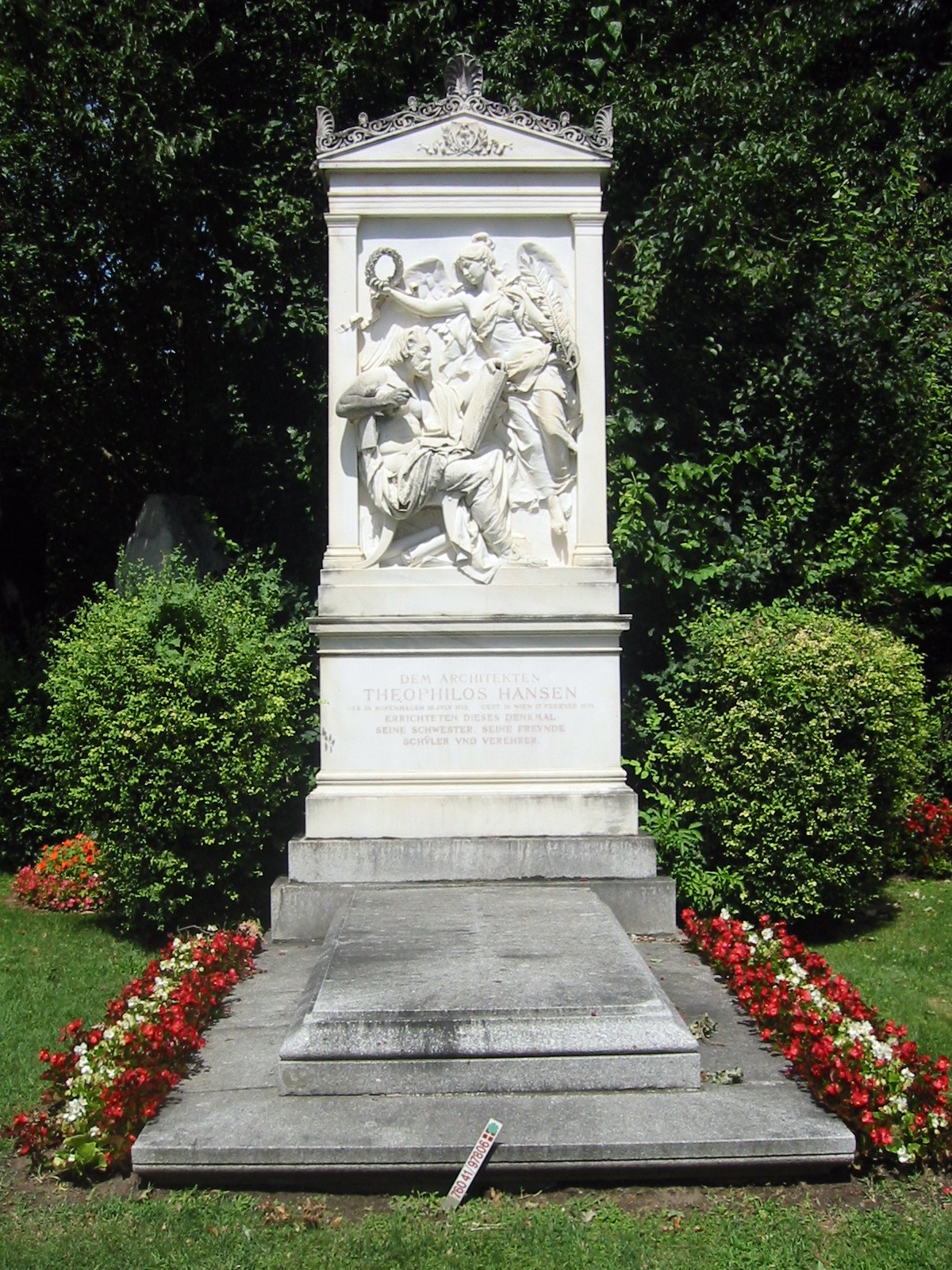
Theophil von Hansen

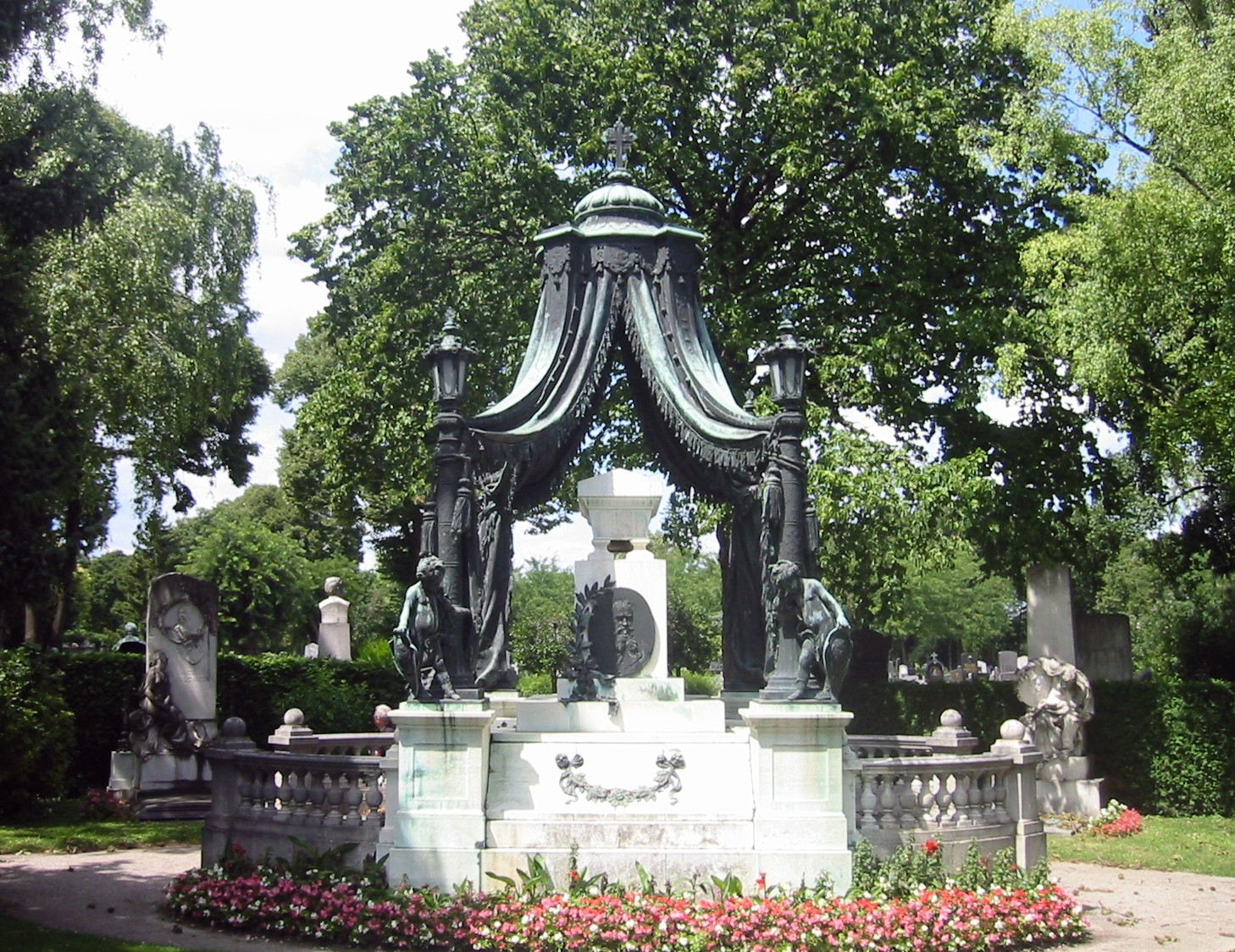
Johann Nepomuk Prix

| Name                                  | Lebensdaten | Tätigkeit                                           |
| ------------------------------------- | ----------- | --------------------------------------------------- |
| Rudolf von Alt                        | 1812–1905   | Maler                                               |
| Friedrich von Amerling                | 1803–1887   | Maler                                               |
| Ludwig Anzengruber                    | 1839–1889   | Schriftsteller                                      |
| Alfred von Arneth                     | 1819–1897   | Historiker                                          |
| Antonie Arneth                        | 1790–1867   | Schauspielerin                                      |
| Joseph von Arneth                     | 1791–1863   | Archäologe                                          |
| Johannes Benk                         | 1844–1914   | Bildhauer                                           |
| Julius Victor Berger                  | 1850–1902   | Maler                                               |
| Theodor Billroth                      | 1829–1894   | Chirurg, Begründer der modernen Bauchchirurgie      |
| Karl Ludwig Costenoble                | 1769–1837   | Schauspieler                                        |
| Moritz Daffinger                      | 1790–1849   | Maler und Bildhauer                                 |
| Rudolf Eitelberger                    | 1817–1885   | Kunsthistoriker                                     |
| Peter Fendi                           | 1796–1842   | Maler und Lithograph                                |
| Anton Dominik Fernkorn                | 1813–1878   | Bildhauer                                           |
| Ernst von Feuchtersleben              | 1806–1849   | Arzt und Schriftsteller                             |
| Theophil von Hansen                   | 1813–1891   | Architekt (Bauten an der Wiener Ringstraße)         |
| Eduard Herbst                         | 1820–1892   | Politiker                                           |
| Heinrich von Heß                      | 1788–1870   | Offizier                                            |
| Ferdinand von Hochstetter             | 1829–1884   | Geograph und Geologe                                |
| Emil Holub                            | 1847–1902   | Afrikaforscher                                      |
| Joseph Kornhäusel                     | 1782–1860   | Architekt                                           |
| Hans Makart                           | 1840–1884   | Maler                                               |
| Peter von Nobile                      | 1774–1854   | Architekt                                           |
| August von Pettenkofen                | 1822–1889   | Maler                                               |
| Josef Maximilian Petzval              | 1807–1891   | Physiker und Erfinder                               |
| Johann Nepomuk Prix                   | 1836–1894   | Politiker                                           |
| Emil Jakob Schindler                  | 1842–1892   | Maler                                               |
| Josef Schlesinger                     | 1831–1901   | Mathematiker und Politiker                          |
| Friedrich von Schmidt                 | 1825–1891   | Architekt (Wiener Rathaus)                          |
| Anton Schrötter von Kristelli         | 1802–1875   | Chemiker und Mineraloge                             |
| Leopold Schrötter von Kristelli       | 1837–1908   | Arzt und Sozialmediziner                            |
| Camillo Sitte                         | 1843–1903   | Architekt und Städteplaner                          |
| Johann Heinrich Steudel               | 1825–1891   | Politiker und erster Bezirksvorsteher von Favoriten |
| Victor Tilgner                        | 1844–1896   | Bildhauer                                           |
| Franz Freiherr von Uchatius           | 1811–1881   | Offizier und Waffentechniker                        |
| Eduard Uhl                            | 1813–1892   | Politiker                                           |
| Joseph Wattmann von Maëlcamp-Beaulieu | 1789–1866   | Chirurg                                             |
| Joseph von Weilen                     | 1828–1889   | Schriftsteller                                      |
| Josef Weinlechner                     | 1829–1906   | Chirurg                                             |
| Andreas Zelinka                       | 1802–1868   | Politiker                                           |

### Gruppe 14C

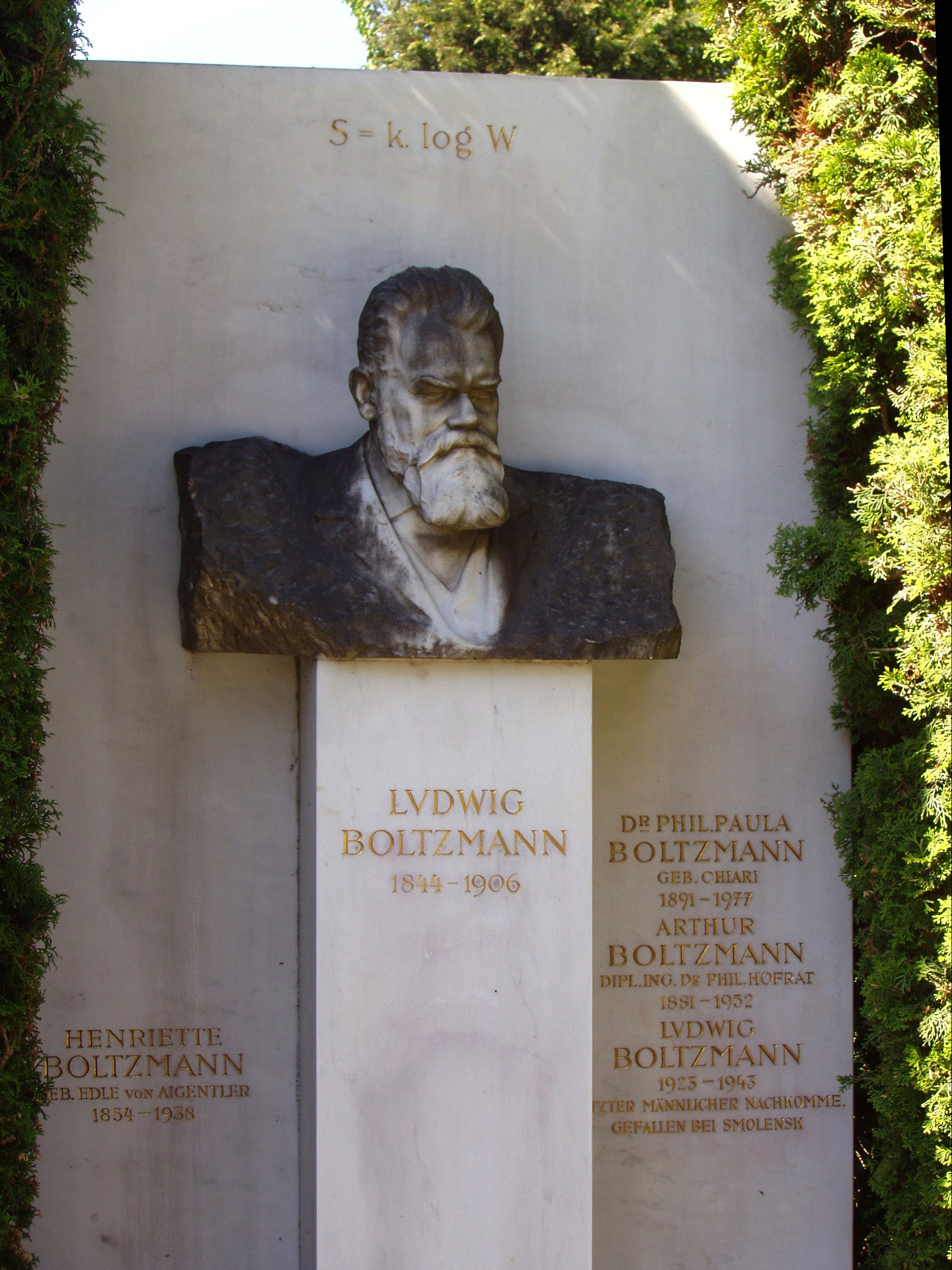
Ludwig Boltzmann

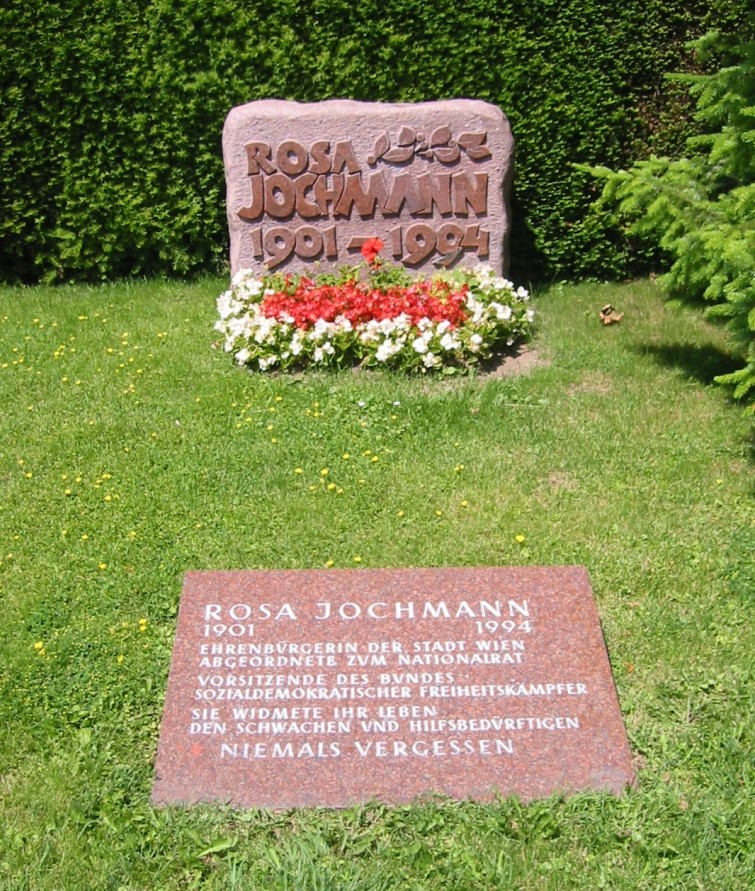
Rosa Jochmann

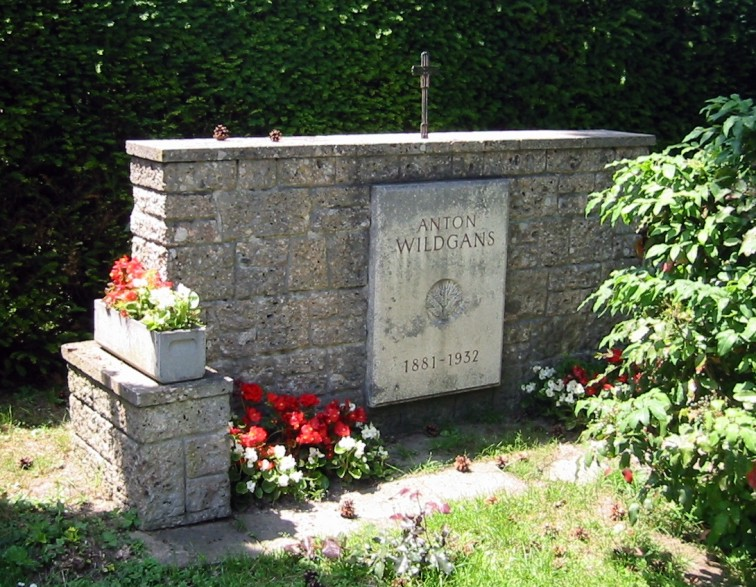
Anton Wildgans

| Name                      | Lebensdaten | Tätigkeit                                |
| ------------------------- | ----------- | ---------------------------------------- |
| Josef Afritsch            | 1901–1964   | Politiker                                |
| Ludwig Boltzmann          | 1844–1906   | Mathematiker und Physiker                |
| Brigitte Bierlein         | 1949–2024   | Verfassungsrichterin und Bundeskanzlerin |
| Christian Broda           | 1916–1987   | Politiker                                |
| Georg Emmerling           | 1870–1948   | Politiker                                |
| Wilhelm Exner             | 1840–1931   | Techniker und Forstwissenschaftler       |
| Leopold Figl              | 1902–1965   | Politiker                                |
| Hertha Firnberg           | 1909–1994   | Politikerin                              |
| Leopold Gratz             | 1929–2006   | Politiker                                |
| Johann Hatzl              | 1942–2011   | Politiker                                |
| Josef Hoffmann            | 1870–1956   | Architekt und Designer                   |
| Max Hussarek von Heinlein | 1865–1935   | Politiker                                |
| Maria Jacobi              | 1910–1976   | Politikerin                              |
| Josef Jarno               | 1866–1932   | Schauspieler                             |
| Rosa Jochmann             | 1901–1994   | Politikerin                              |
| Viktor Keldorfer          | 1873–1959   | Komponist und Chordirigent               |
| Franz Koci                | 1899–1966   | Politiker                                |
| Richard Kralik            | 1852–1934   | Schriftsteller und Kulturphilosoph       |
| Selma Kurz                | 1874–1933   | Opernsängerin                            |
| Bruno Marek               | 1900–1991   | Politiker                                |
| Johanna Niese             | 1875–1934   | Schauspielerin                           |
| Heinz Nittel              | 1930–1981   | Politiker, von Terroristen ermordet      |
| Hans Pfitzner             | 1869–1949   | Komponist                                |
| Bruno Pittermann          | 1905–1983   | Politiker                                |
| Otto Probst               | 1911–1978   | Politiker                                |
| Anton Proksch             | 1897–1975   | Politiker                                |
| Julius Raab               | 1891–1964   | Politiker                                |
| Rudolf Sallinger          | 1916–1992   | Politiker                                |
| Karl Schönherr            | 1867–1943   | Schriftsteller                           |
| Ignaz Seipel              | 1876–1932   | Politiker                                |
| Felix Slavik              | 1912–1980   | Politiker                                |
| Paul Vittorelli           | 1851–1932   | Verfassungsrichter                       |
| Karl Waldbrunner          | 1906–1980   | Politiker                                |
| Anton Wildgans            | 1881–1932   | Dichter                                  |
| Richard Wettstein         | 1863–1931   | Botaniker                                |

#### Präsidentengruft
Zur Gruppe 14C zählt auch die Präsidentengruft, in der seit 1951 die Bundespräsidenten der Zweiten Republik mit allen Ehren beigesetzt werden.

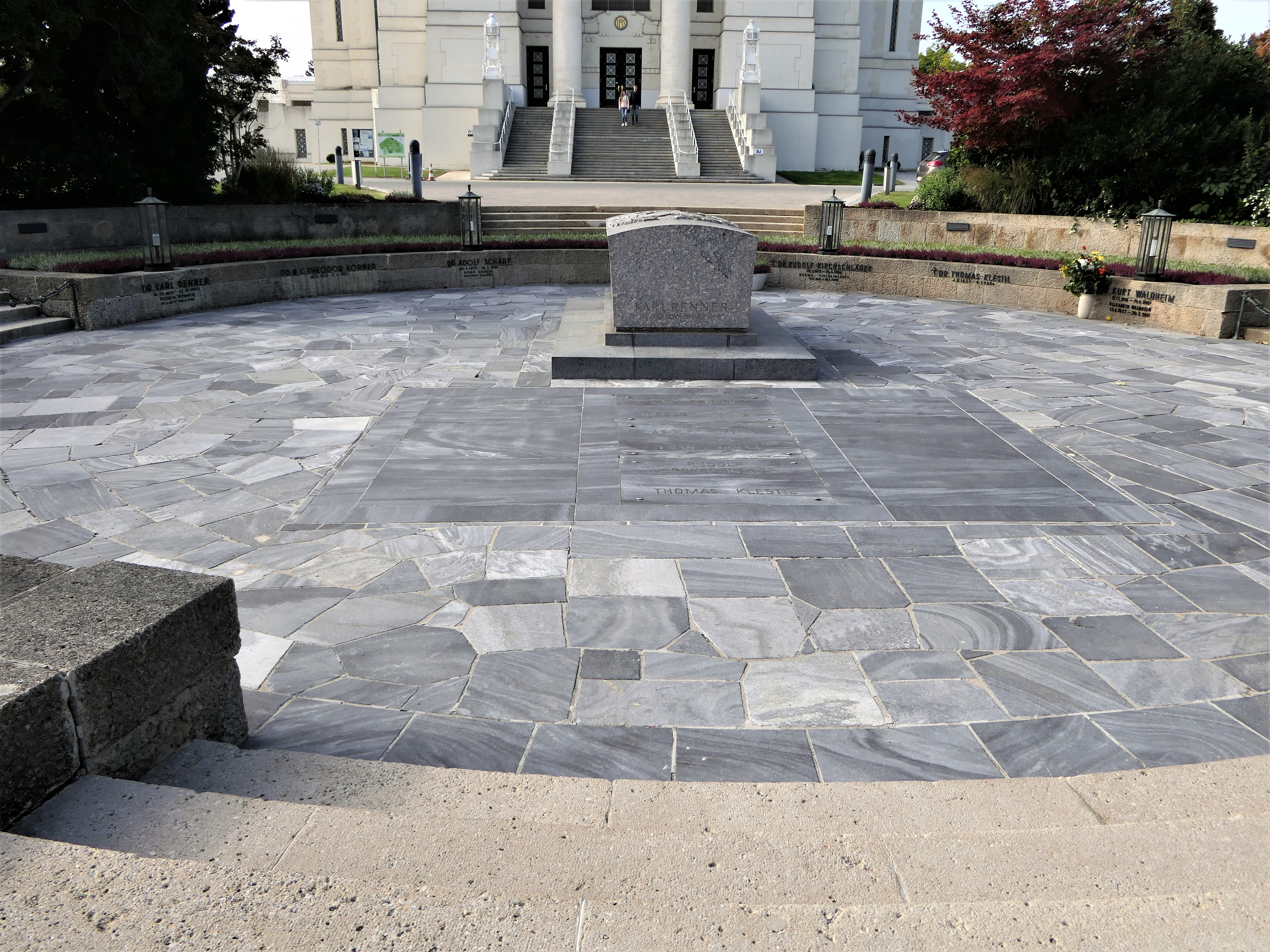
Präsidentengruft im Kapellenhof

| Name                 | Lebensdaten | Amtszeit  |
| -------------------- | ----------- | --------- |
| Karl Renner          | 1870–1950   | 1945–1950 |
| Theodor Körner       | 1873–1957   | 1951–1957 |
| Adolf Schärf         | 1890–1965   | 1957–1965 |
| Franz Jonas          | 1899–1974   | 1965–1974 |
| Rudolf Kirchschläger | 1915–2000   | 1974–1986 |
| Thomas Klestil       | 1932–2004   | 1992–2004 |
| Kurt Waldheim        | 1918–2007   | 1986–1992 |

### Gruppe 32A

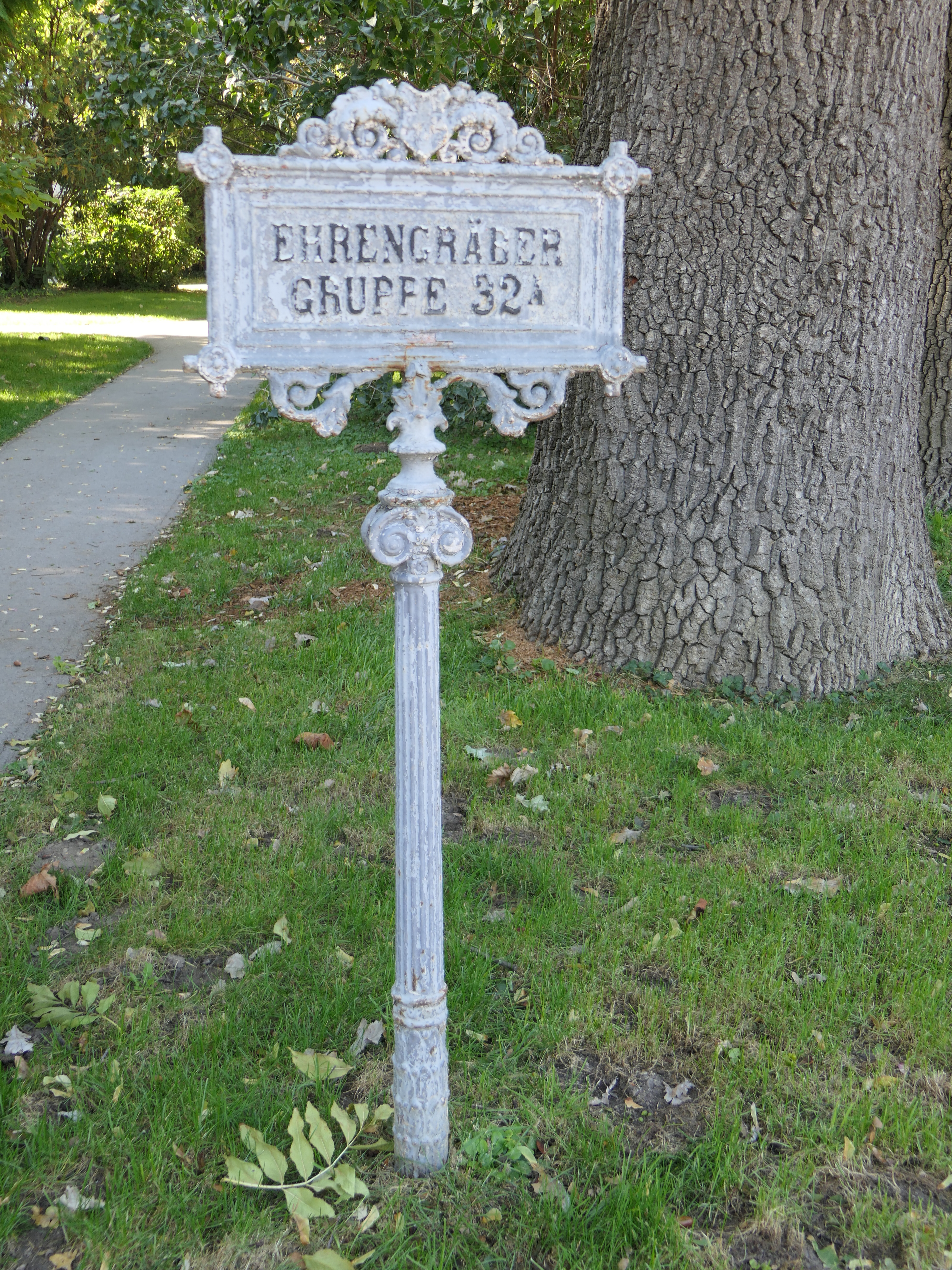

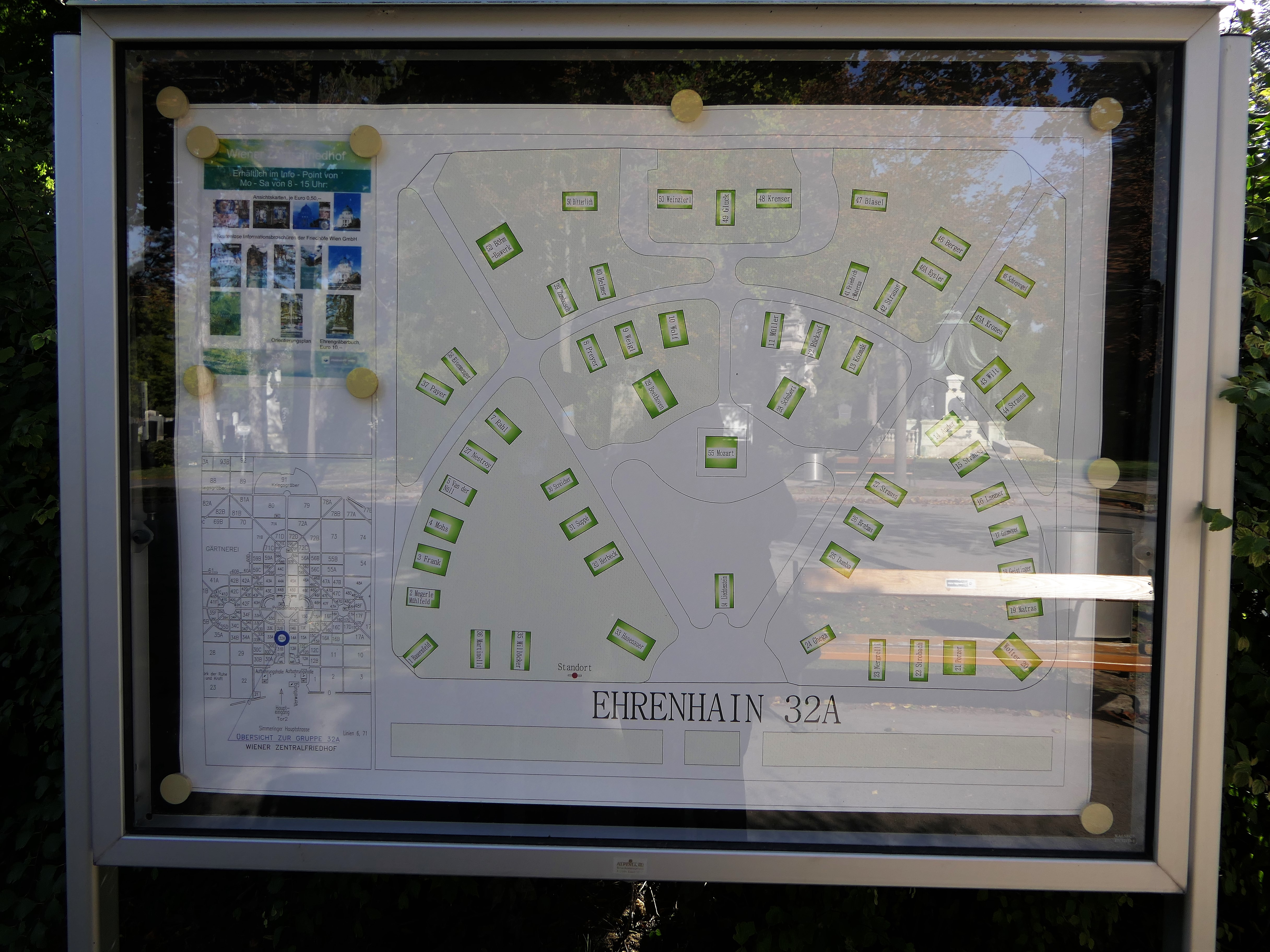
Plan des Ehrenhains 32A

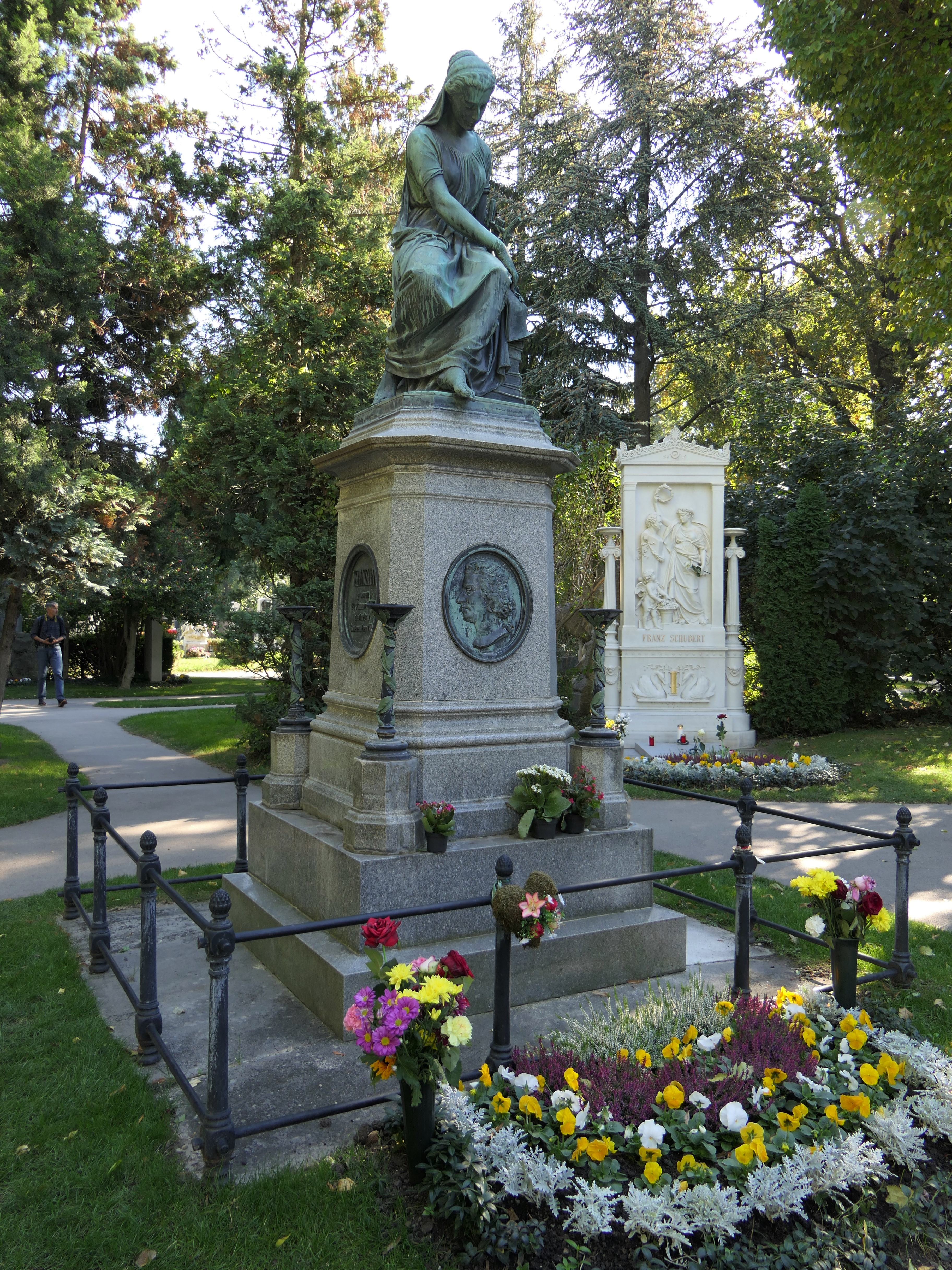
Grabdenkmal für Mozart

Diese „Komponisten-Gruppe“ beherbergt unter anderem die Gräber von Beethoven, Brahms, Schubert und der Strauss-Dynastie, aber auch jene von nicht weltberühmten Komponisten. Hier befindet sich zwar das ehrenhalber gewidmete Grabdenkmal von Wolfgang Amadeus Mozart, dessen sterbliche Überreste liegen allerdings auf dem Sankt Marxer Friedhof.

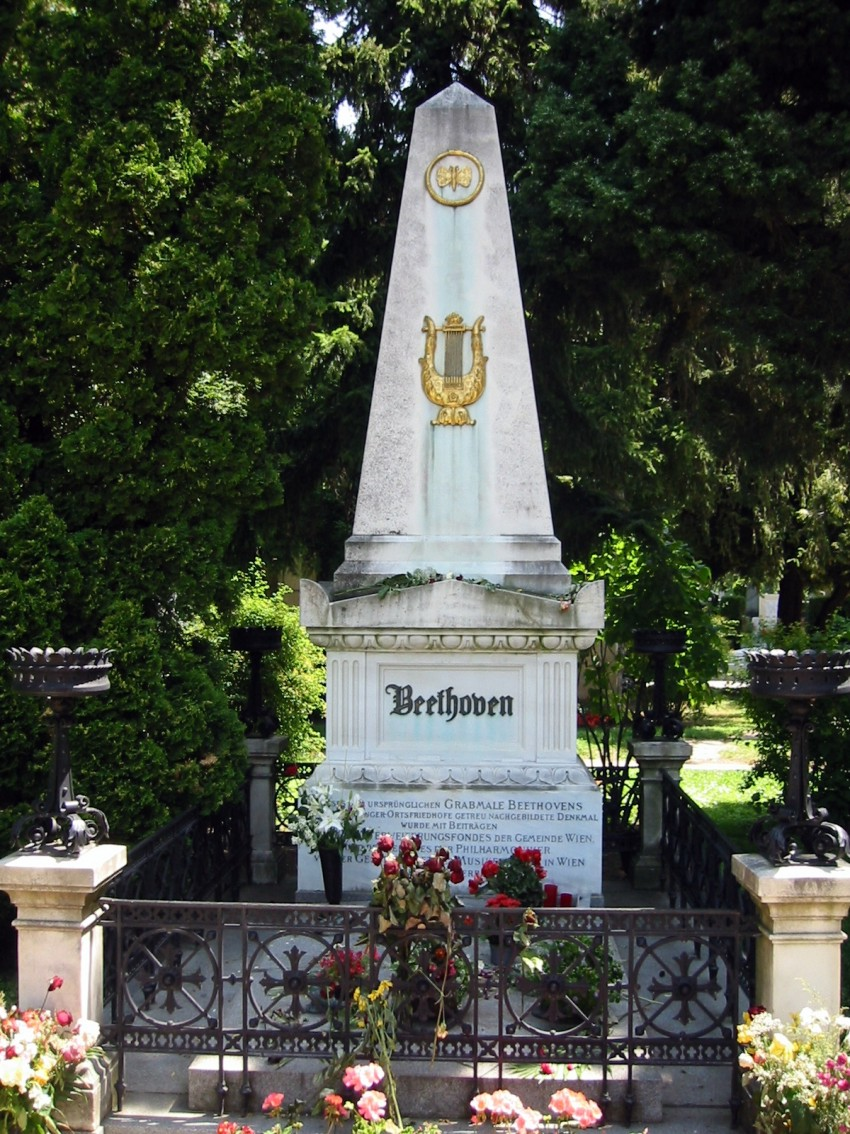
Ludwig van Beethoven

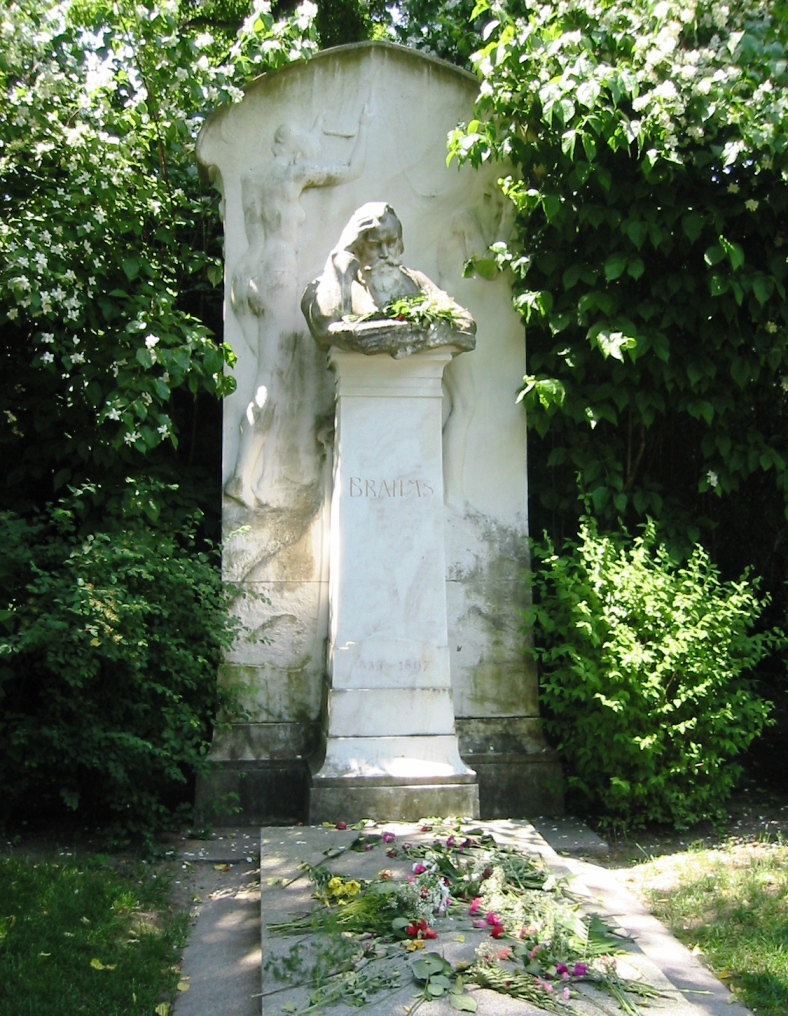
Johannes Brahms

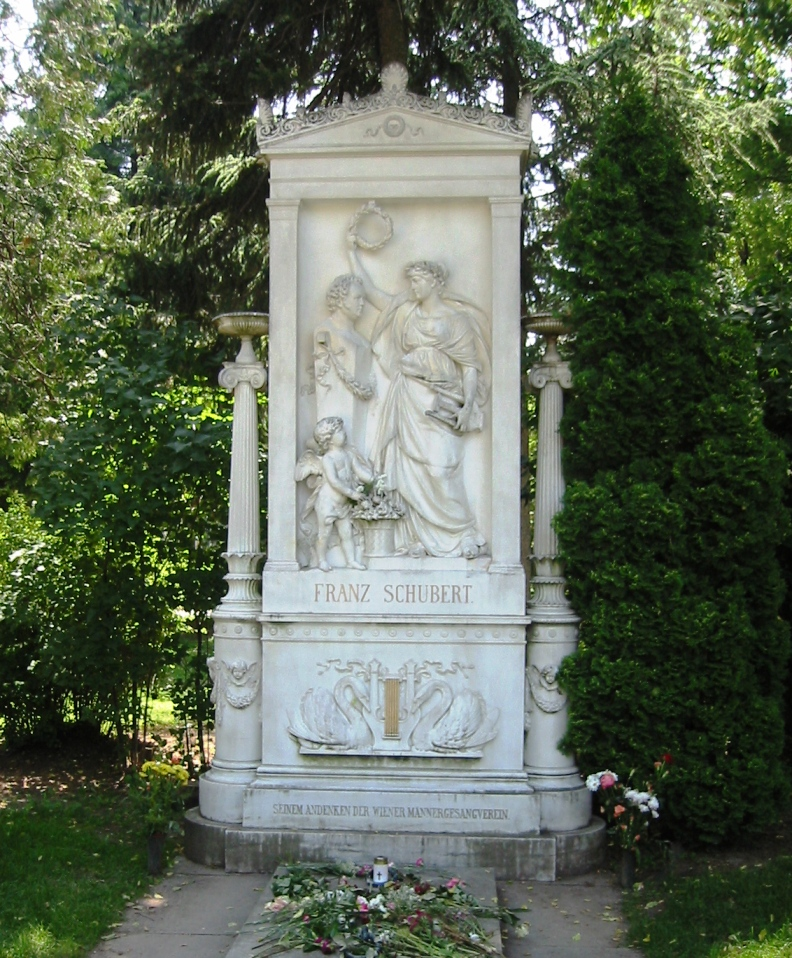
Franz Schubert

Julius von Payer

| Name                        | Lebensdaten | Tätigkeit                                  |
| --------------------------- | ----------- | ------------------------------------------ |
| Alois Ander                 | 1821–1864   | Opernsänger                                |
| Eduard von Bauernfeld       | 1802–1890   | Schriftsteller                             |
| Ludwig van Beethoven        | 1770–1827   | Komponist                                  |
| Alfred von Berger           | 1853–1912   | Dramaturg                                  |
| Eduard Bitterlich           | 1833–1872   | Maler und Bildhauer                        |
| Karl Blasel                 | 1831–1922   | Schauspieler                               |
| Eugen von Böhm-Bawerk       | 1851–1914   | Politiker und Ökonom                       |
| Johannes Brahms             | 1833–1897   | Komponist                                  |
| Nikolaus Dumba              | 1830–1900   | Industrieller und Politiker                |
| August Eisenmenger          | 1830–1907   | Maler                                      |
| Edmund Eysler               | 1874–1949   | Komponist                                  |
| Johann Peter Frank          | 1745–1821   | Arzt, Pionier der Sozialmedizin            |
| Amalie Friedrich-Materna    | 1847–1918   | Opernsängerin                              |
| Josefine Gallmeyer          | 1838–1884   | Schauspielerin                             |
| Marie Geistinger            | 1833–1903   | Schauspielerin                             |
| Carl Ritter von Ghega       | 1802–1860   | Ingenieur, Erbauer der Semmeringbahn       |
| Christoph Willibald Gluck   | 1714–1787   | Komponist                                  |
| Karl Freiherr von Hasenauer | 1833–1894   | Architekt                                  |
| Hermann Helmer              | 1849–1919   | Architekt                                  |
| Johann von Herbeck          | 1831–1877   | Komponist und Dirigent                     |
| Stella von Hohenfels-Berger | 1857–1920   | Schauspielerin                             |
| Karl Komzák junior          | 1850–1905   | Komponist                                  |
| Eduard Kremser              | 1838–1914   | Komponist und Dirigent                     |
| Therese Krones              | 1801–1830   | Schauspielerin                             |
| Josef Lanner                | 1801–1843   | Komponist                                  |
| Aloys von Liechtenstein     | 1846–1920   | Politiker und Sozialreformer               |
| Ludwig Martinelli           | 1832–1913   | Schauspieler und Regisseur                 |
| Josef Matras                | 1832–1887   | Schauspieler                               |
| Karl Millöcker              | 1842–1899   | Komponist                                  |
| Wolfgang Amadeus Mozart     | 1756–1791   | Komponist (ehrenhalber gewidmetes Denkmal) |
| Adolf Müller senior         | 1801–1886   | Komponist                                  |
| Alois Negrelli              | 1799–1858   | Ingenieur, plante den Suezkanal            |
| Johann Nestroy              | 1801–1862   | Schauspieler und Dramatiker                |
| Eduard van der Nüll         | 1812–1868   | Architekt (Wiener Staatsoper)              |
| Julius Payer                | 1842–1915   | Maler, Polar- und Alpenforscher            |
| Gottfried von Preyer        | 1807–1901   | Komponist und Dirigent                     |
| Carl Rahl                   | 1812–1865   | Maler                                      |
| Anton Rückauf               | 1855–1903   | Komponist und Pianist                      |
| Joseph Schreyvogel          | 1768–1832   | Schriftsteller                             |
| Franz Schubert              | 1797–1828   | Komponist                                  |
| Eduard Strauß               | 1835–1916   | Komponist                                  |
| Eduard Strauss II           | 1910–1969   | Kapellmeister                              |
| Johann Strauss (Vater)      | 1804–1849   | Komponist                                  |
| Johann Strauss (Sohn)       | 1825–1899   | Komponist                                  |
| Josef Strauss               | 1827–1870   | Komponist                                  |
| Andreas Streicher           | 1761–1833   | Komponist und Klavierbauer                 |
| Josef Strobach              | 1852–1905   | Politiker                                  |
| Franz von Suppè             | 1819–1895   | Komponist                                  |
| Robert Weigl                | 1852–1902   | Bildhauer                                  |
| Max von Weinzierl           | 1841–1898   | Komponist und Chormeister                  |
| Marie Wilt                  | 1834–1891   | Opernsängerin                              |
| Hugo Wolf                   | 1860–1903   | Komponist                                  |
| Charlotte Wolter            | 1834–1897   | Schauspielerin                             |
| Kaspar von Zumbusch         | 1830–1915   | Bildhauer                                  |

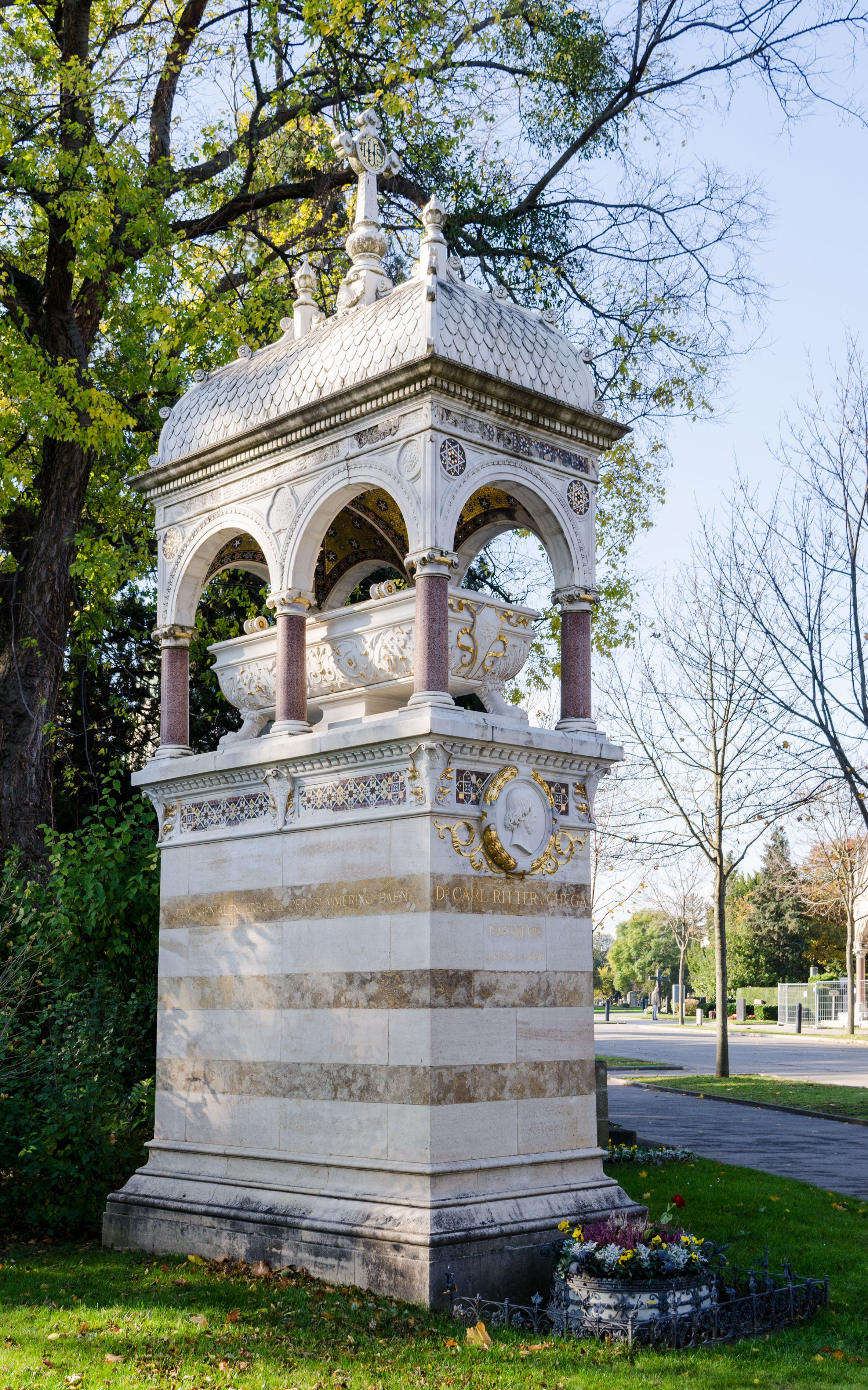
Carl Ritter von Ghega
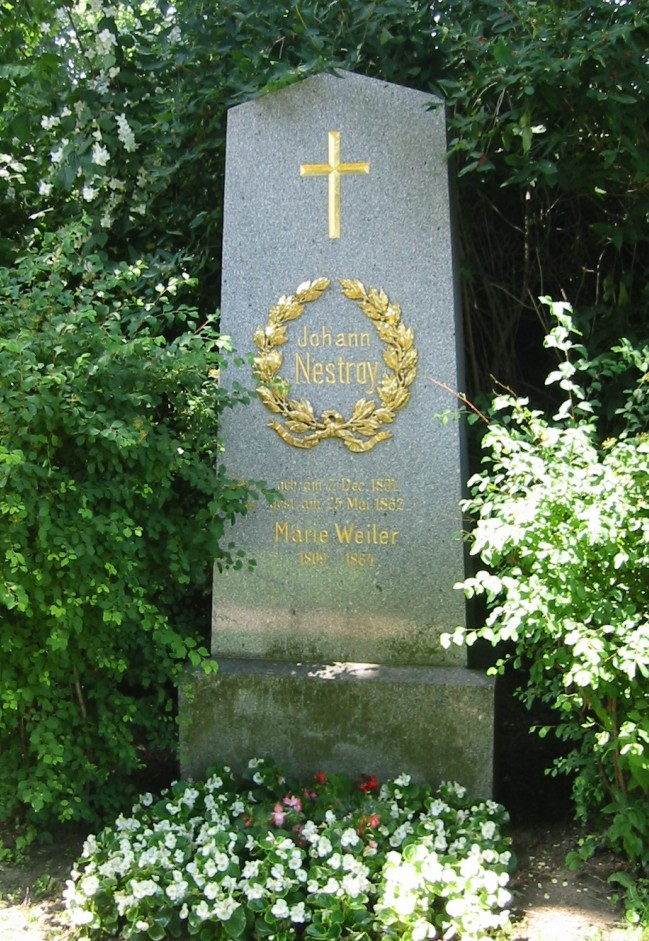
Johann Nestroy
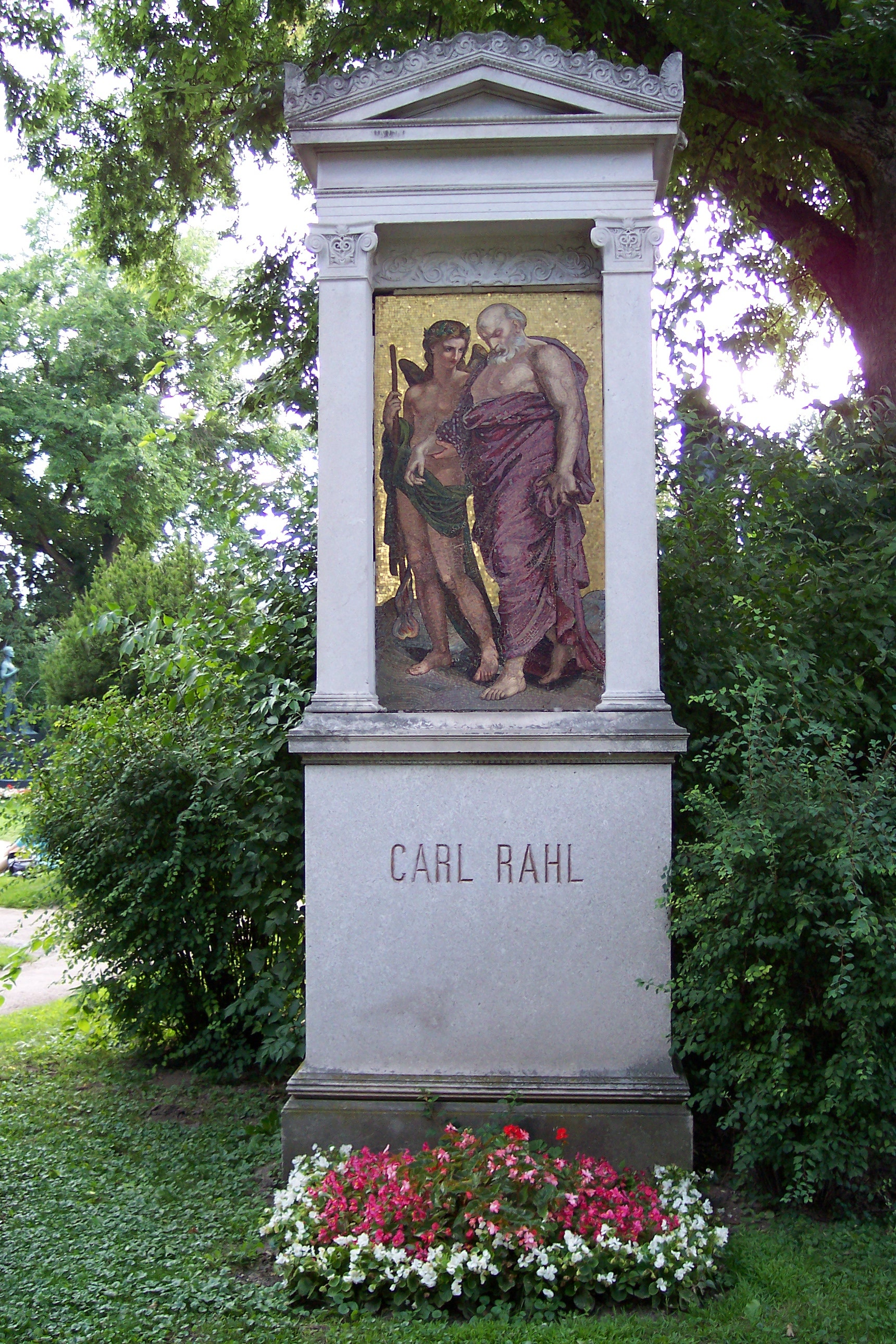
Carl Rahl
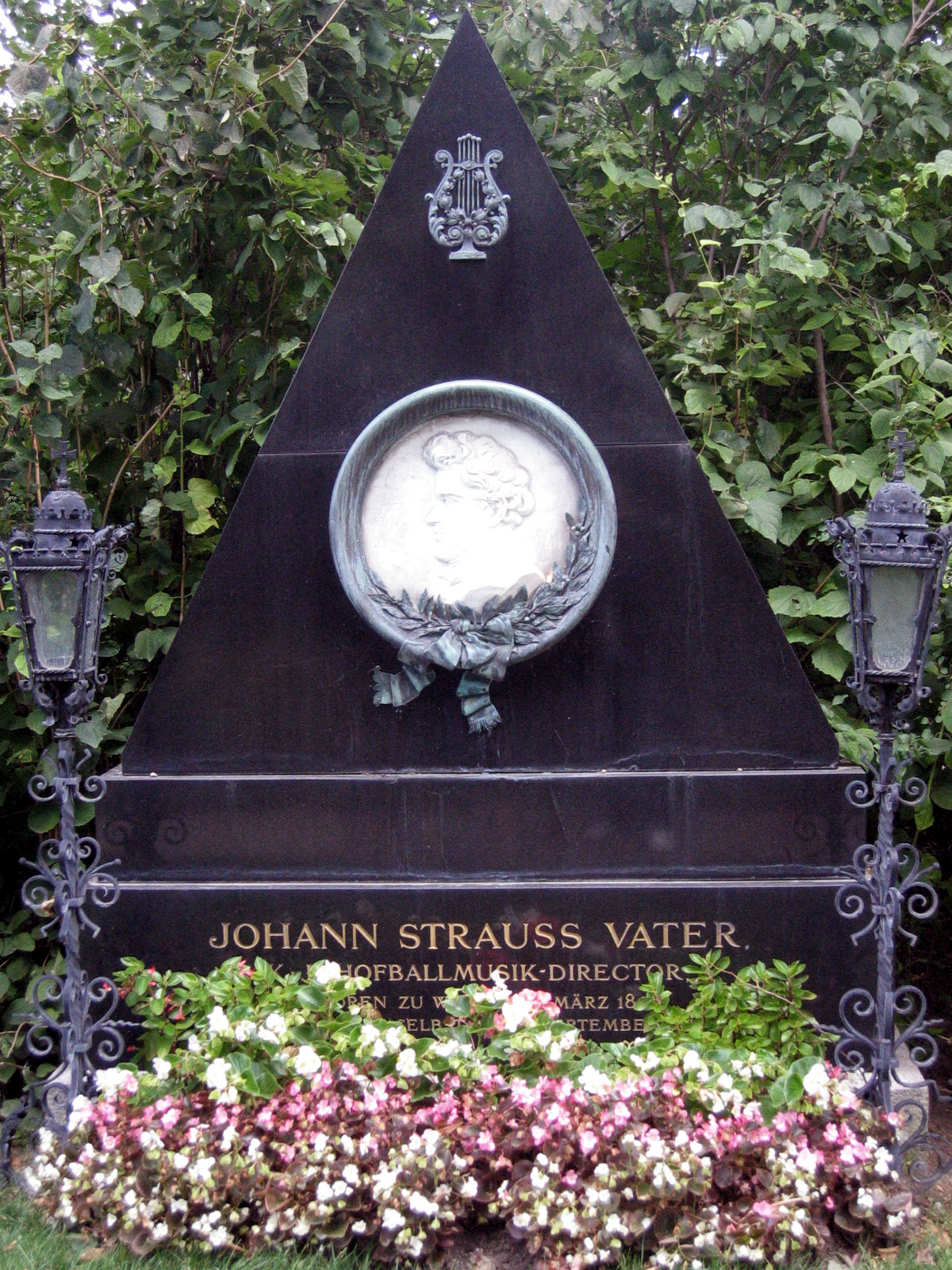
Johann Strauß (Vater)
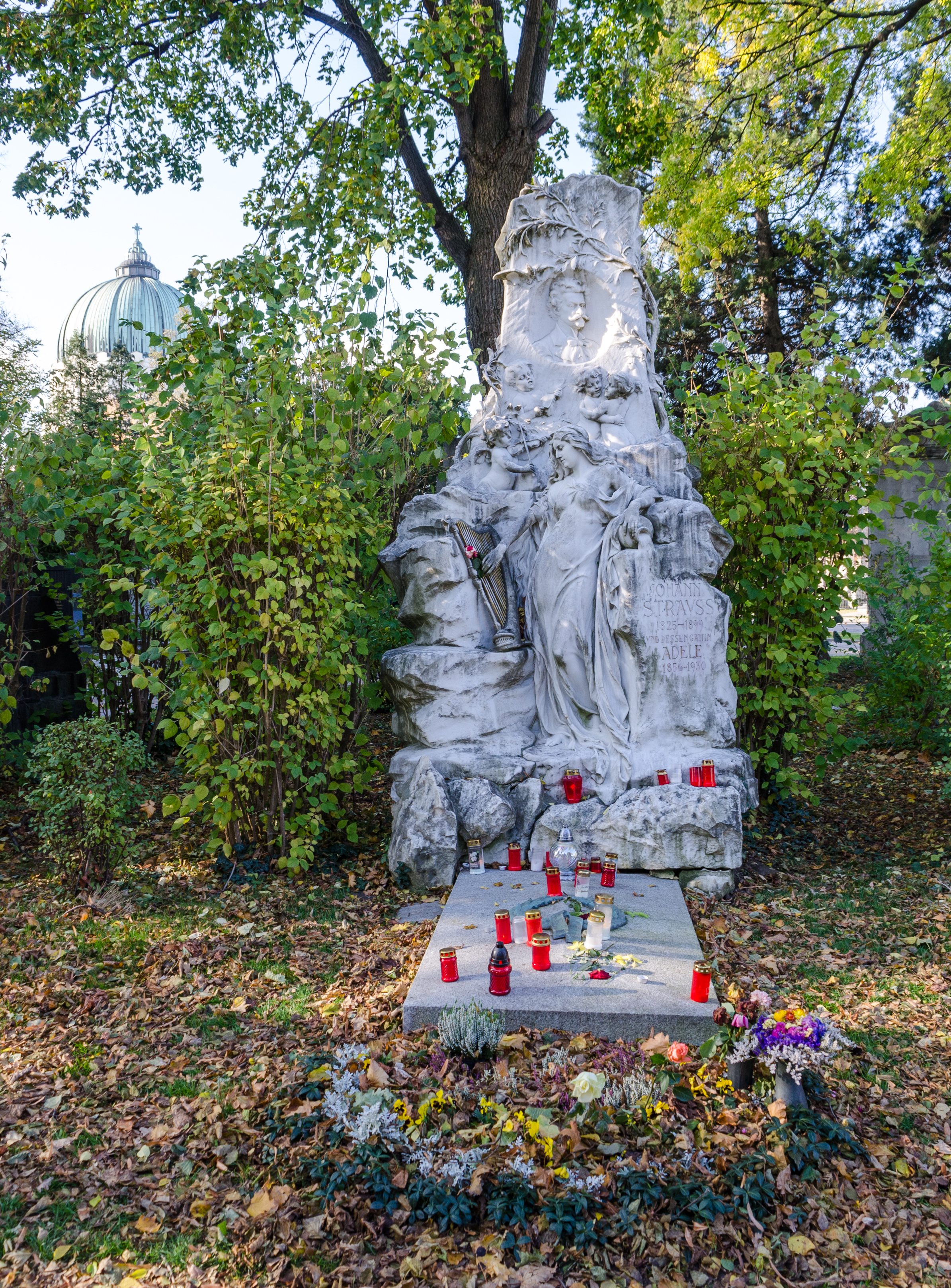
Johann Strauß (Sohn)
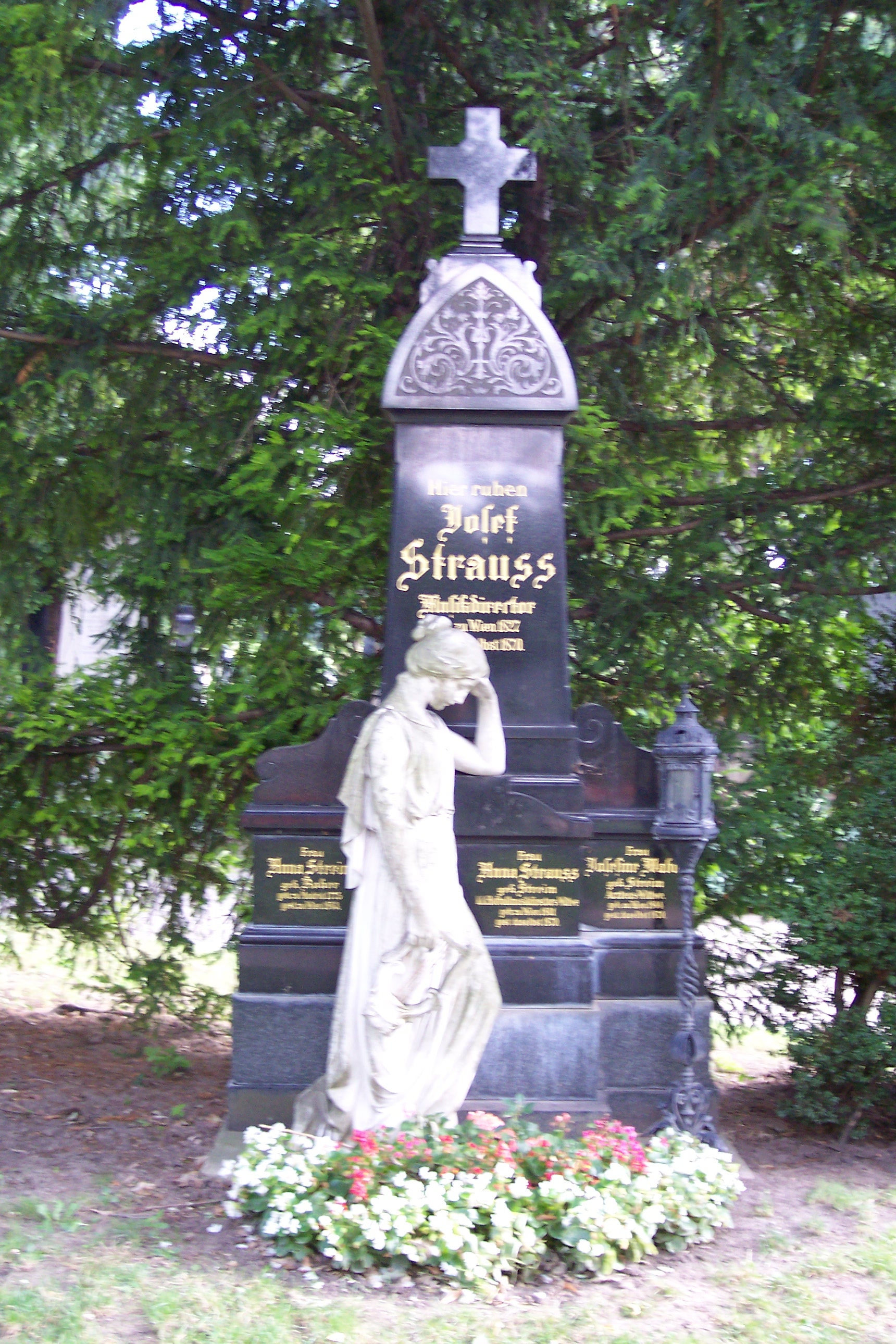
Josef Strauß
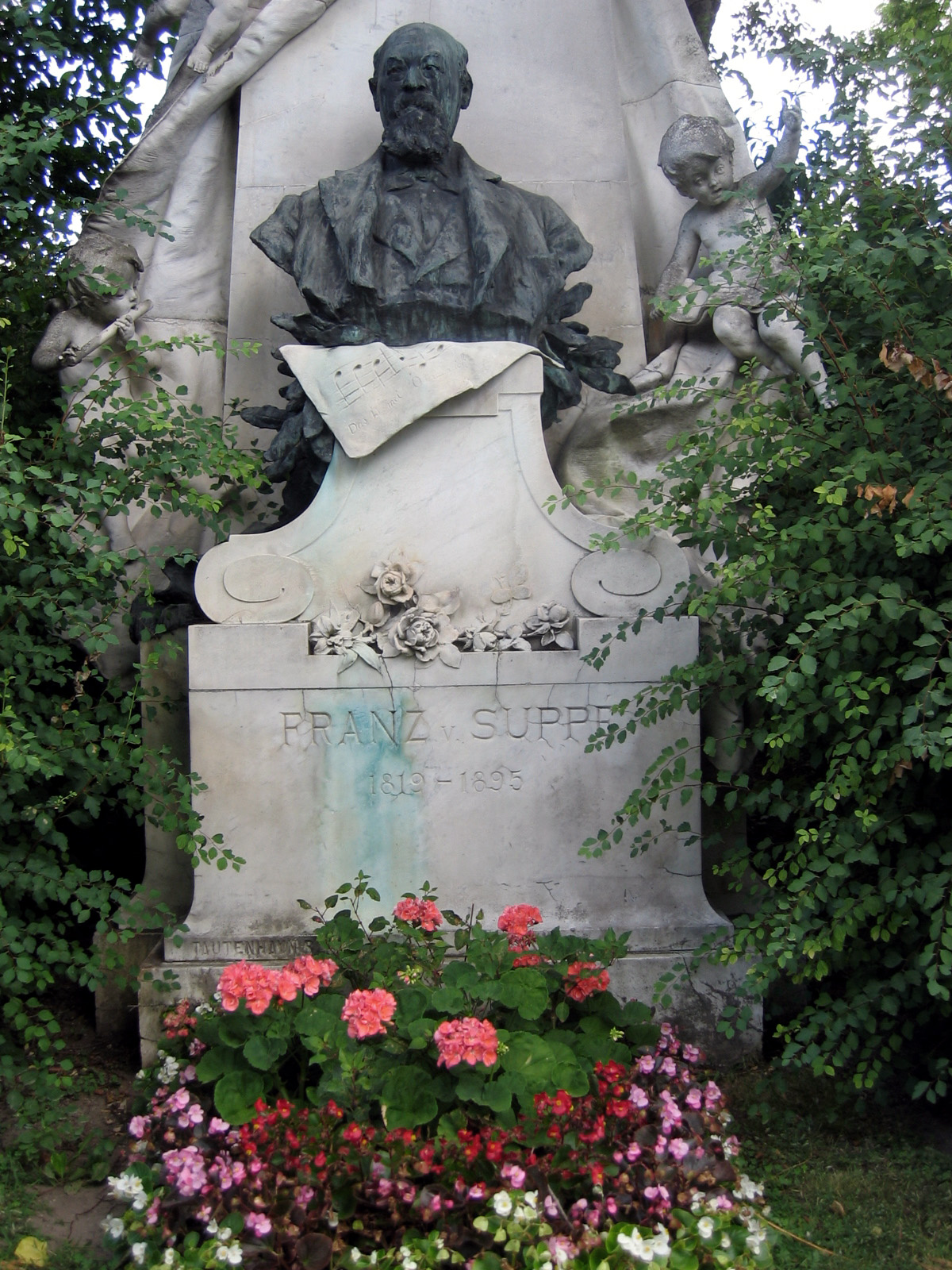
Franz von Suppè
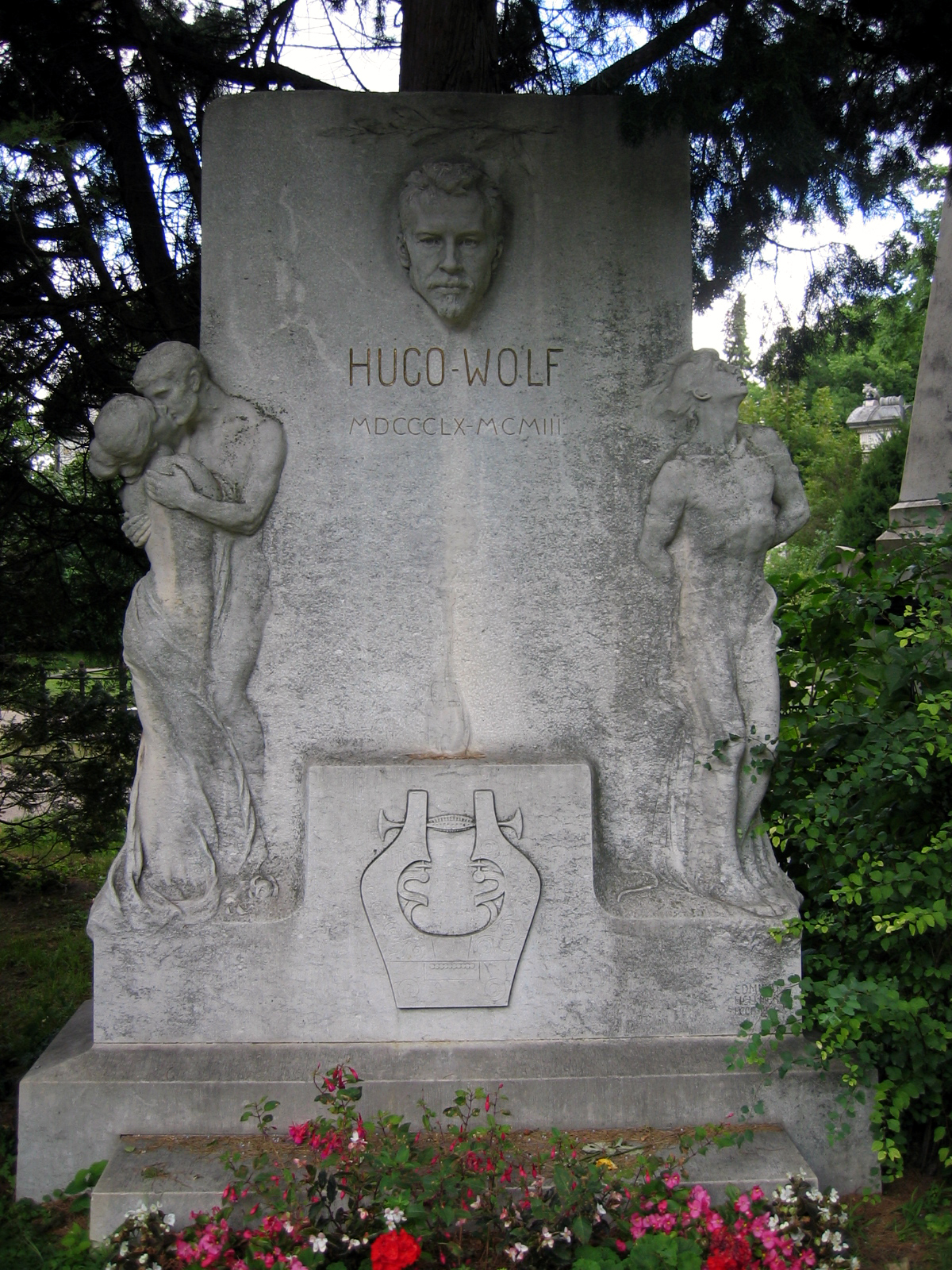
Hugo Wolf
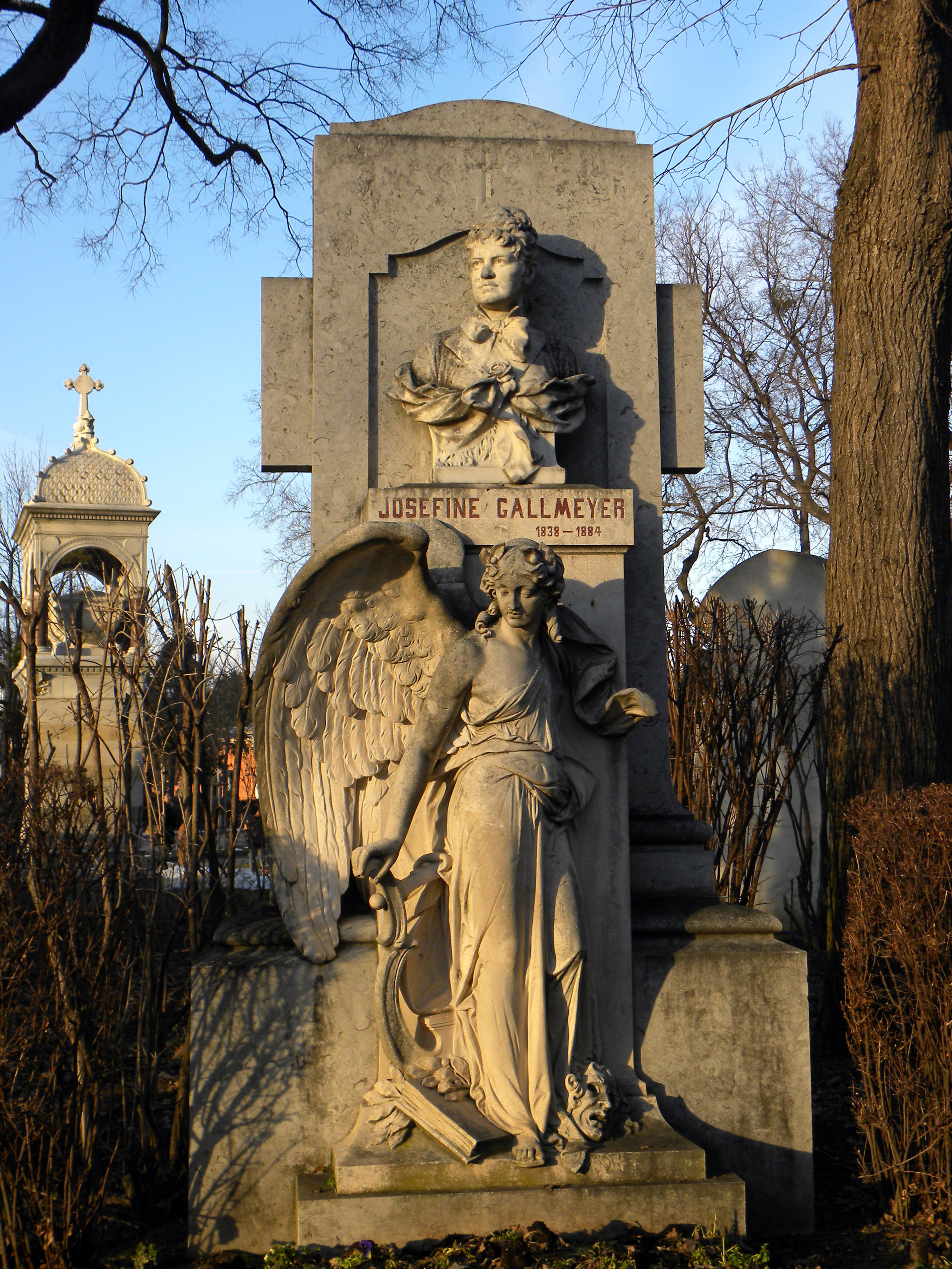
Josefine Gallmeyer

### Gruppe 32C
In dieser Gruppe befindet sich unter anderem ein Grabdenkmal für die Opfer der Himalaya-Expedition von 1969, bei der fünf Österreicher umkamen und seither als vermisst gelten.

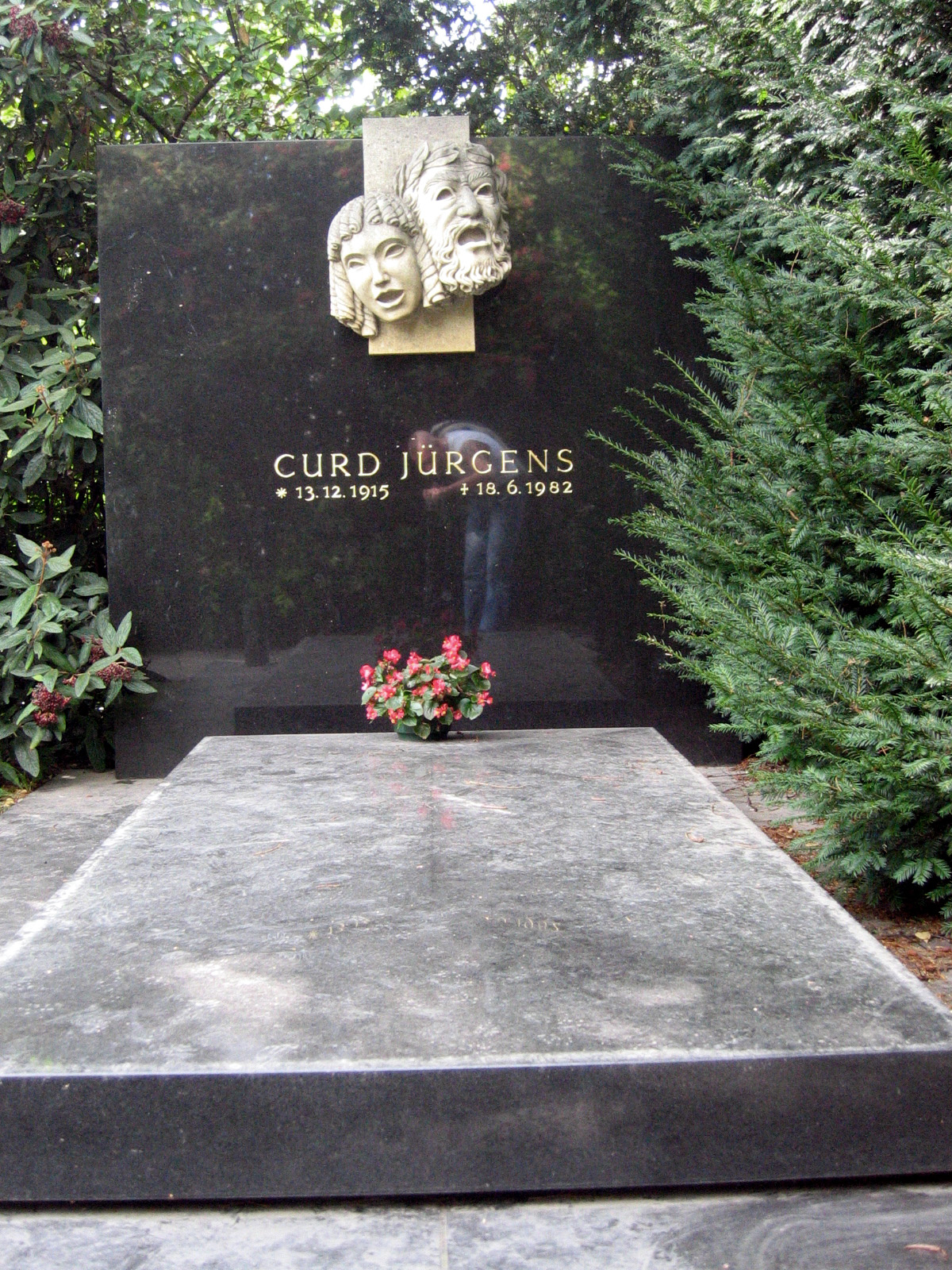
Curd Jürgens

| Name                      | Lebensdaten | Tätigkeit                                                             |
| ------------------------- | ----------- | --------------------------------------------------------------------- |
| Guido Adler               | 1855–1941   | Musikwissenschaftler                                                  |
| Rosa Albach-Retty         | 1874–1980   | Schauspielerin                                                        |
| Wolf Albach-Retty         | 1906–1967   | Schauspieler                                                          |
| Rosette Anday             | 1903–1977   | Opernsängerin                                                         |
| Heinrich von Angeli       | 1840–1925   | Maler                                                                 |
| Hans Erich Apostel        | 1901–1972   | Komponist                                                             |
| Anton Benya               | 1912–2001   | Politiker                                                             |
| Julius Bittner            | 1874–1939   | Komponist                                                             |
| Herbert Boeckl            | 1894–1966   | Maler                                                                 |
| Felix Braun               | 1885–1973   | Schriftsteller                                                        |
| Franz Theodor Csokor      | 1885–1969   | Dramatiker                                                            |
| Johann Nepomuk David      | 1895–1977   | Komponist                                                             |
| Max Devrient              | 1857–1929   | Schauspieler                                                          |
| Karl Farkas               | 1893–1971   | Schauspieler und Kabarettist                                          |
| Adrienne Gessner          | 1896–1987   | Kammerschauspielerin                                                  |
| Franz Karl Ginzkey        | 1871–1963   | Schriftsteller                                                        |
| Ludwig Gruber             | 1874–1964   | Komponist                                                             |
| Alfred Grünfeld           | 1852–1924   | Komponist und Pianist                                                 |
| Albert Paris Gütersloh    | 1887–1973   | Maler und Schriftsteller                                              |
| Rudolf Hawel              | 1860–1923   | Schriftsteller                                                        |
| Paul Hörbiger             | 1894–1981   | Schauspieler                                                          |
| Curd Jürgens              | 1915–1982   | Schauspieler                                                          |
| Wilhelm Kienzl            | 1857–1941   | Komponist                                                             |
| Adolf Kirchl              | 1858–1936   | Komponist und Chordirigent                                            |
| Franz Klein               | 1854–1926   | Jurist und Politiker                                                  |
| Hilde Konetzni            | 1905–1980   | Opernsängerin                                                         |
| Werner Krauß              | 1884–1959   | Schauspieler                                                          |
| Bruno Kreisky             | 1911–1990   | Politiker                                                             |
| Lotte Lehmann             | 1888–1976   | Opernsängerin                                                         |
| Leo Lehner                | 1900–1981   | Komponist und Chordirigent                                            |
| Theo Lingen               | 1903–1978   | Schauspieler                                                          |
| Ernst Lothar              | 1890–1974   | Schriftsteller und Regisseur                                          |
| Joseph Marx               | 1882–1964   | Komponist und Musikpädagoge                                           |
| Adolf Julius Merkl        | 1890–1970   | Jurist                                                                |
| Ernst Molden              | 1886–1953   | Journalist                                                            |
| Hans Molisch              | 1856–1937   | Botaniker                                                             |
| Hans Moser                | 1880–1964   | Schauspieler                                                          |
| Georg Wilhelm Pabst       | 1885–1967   | Regisseur                                                             |
| Paula von Preradovic      | 1887–1951   | Schriftstellerin, verfasste den Text der Österreichischen Bundeshymne |
| Georg Reimers             | 1860–1936   | Schauspieler                                                          |
| Franz Salmhofer           | 1900–1975   | Komponist und Operndirektor                                           |
| Franz Schmidt             | 1874–1939   | Komponist                                                             |
| Leopold Schönbauer        | 1888–1963   | Chirurg, Begründer der Neurochirurgie in Österreich                   |
| Arnold Schönberg          | 1874–1951   | Komponist, Begründer der Zwölftonmusik                                |
| Albin Skoda               | 1909–1961   | Schauspieler                                                          |
| Robert Stolz              | 1880–1975   | Komponist                                                             |
| Hans Swarowsky            | 1899–1975   | Dirigent                                                              |
| Julius Wagner-Jauregg     | 1857–1940   | Arzt und Psychiater                                                   |
| Egon Wellesz              | 1885–1974   | Komponist und Musikwissenschaftler                                    |
| Franz Werfel              | 1890–1945   | Schriftsteller                                                        |
| Auguste Wilbrandt-Baudius | 1843–1937   | Schauspielerin                                                        |
| Fritz Wotruba             | 1907–1975   | Bildhauer                                                             |
| Carl Michael Ziehrer      | 1843–1922   | Komponist                                                             |
| Helmut Zilk               | 1927–2008   | Politiker                                                             |

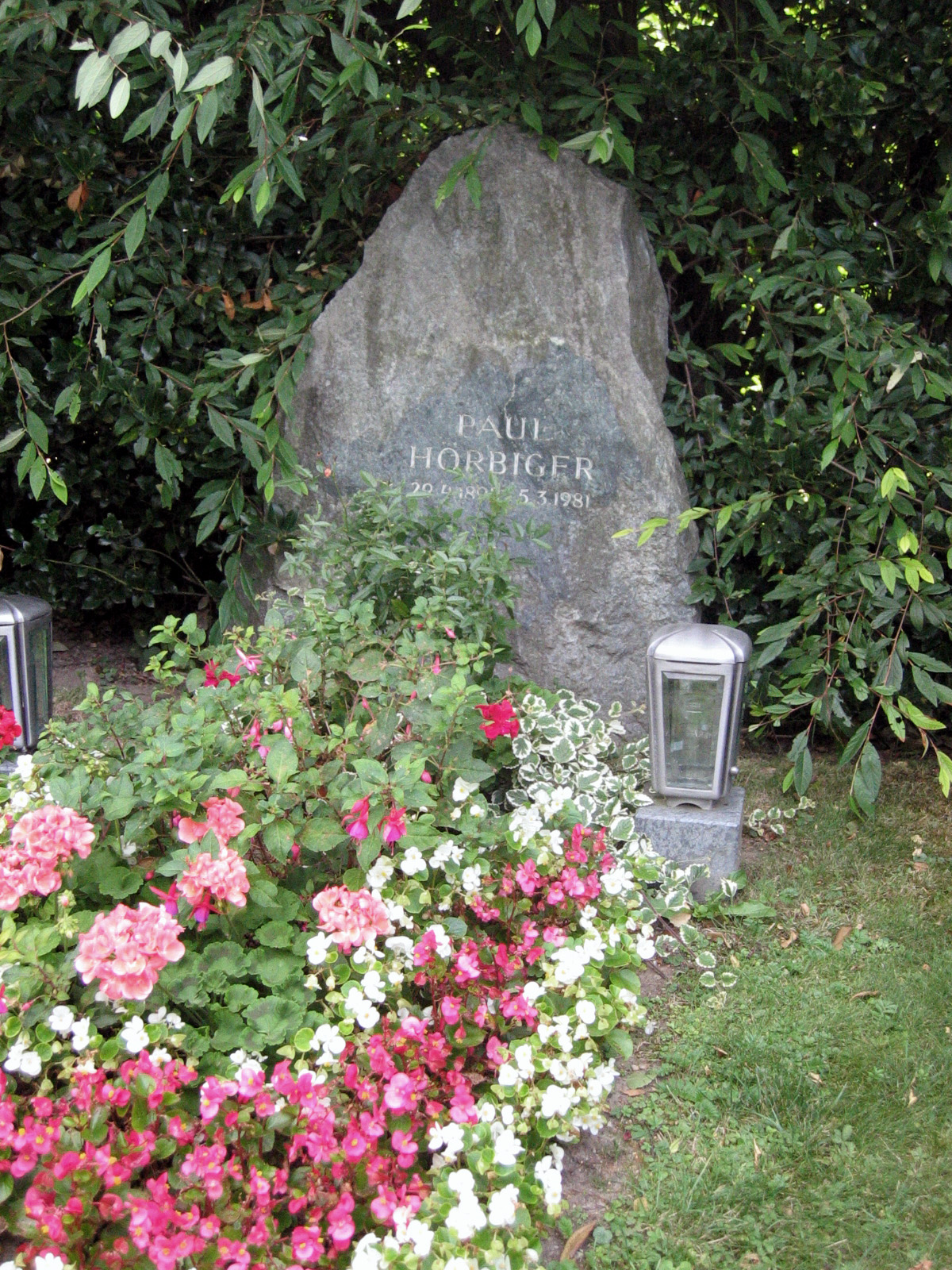
Paul Hörbiger
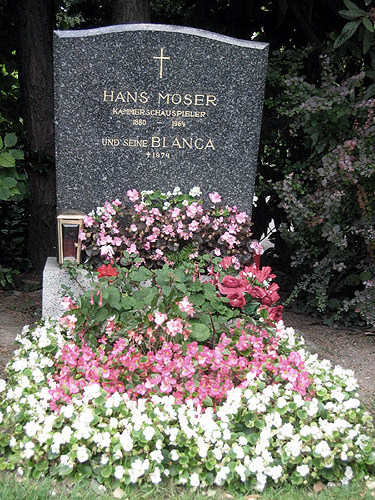
Hans Moser
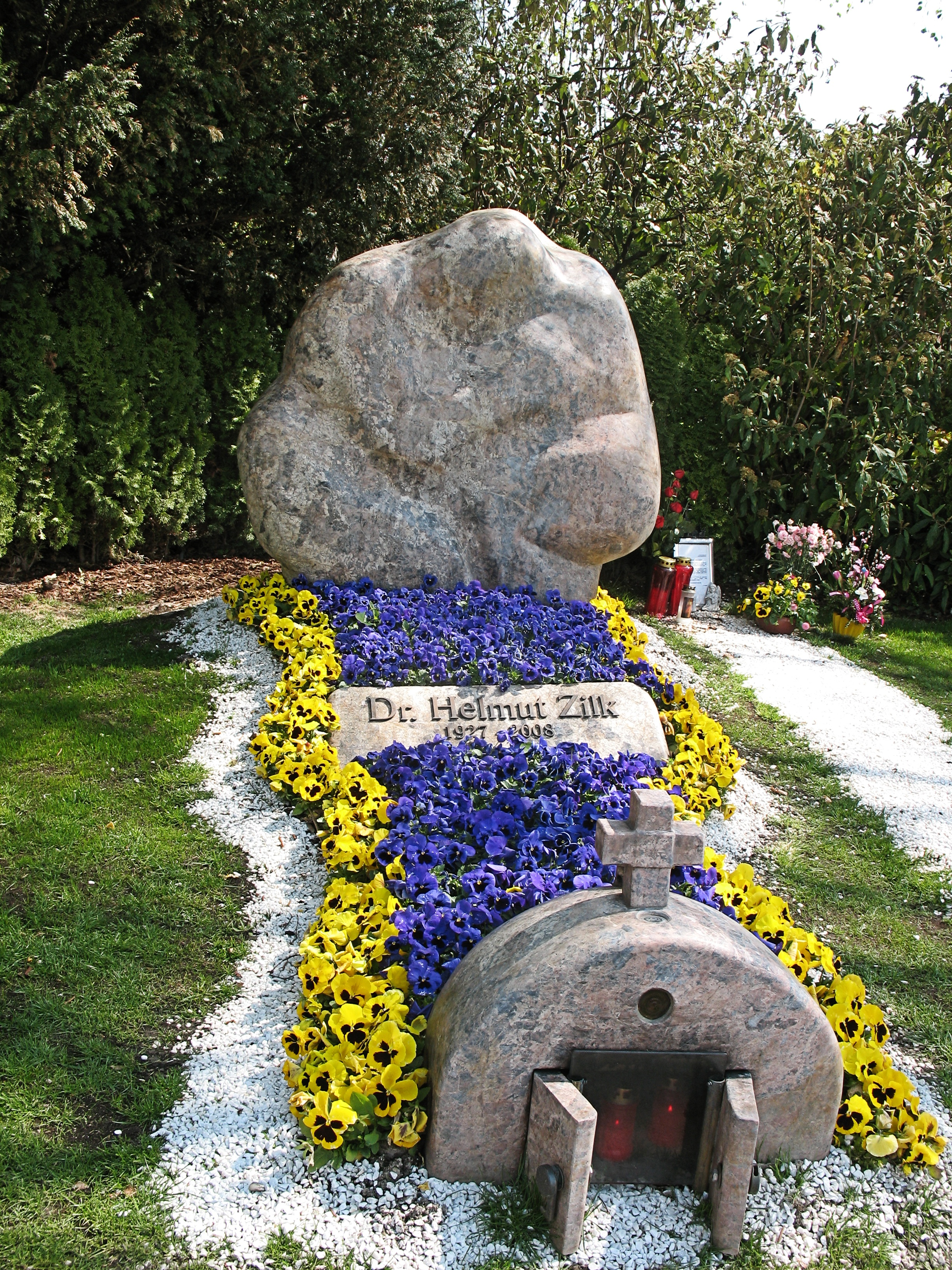
Helmut Zilk (Gestaltung: Hans Muhr)
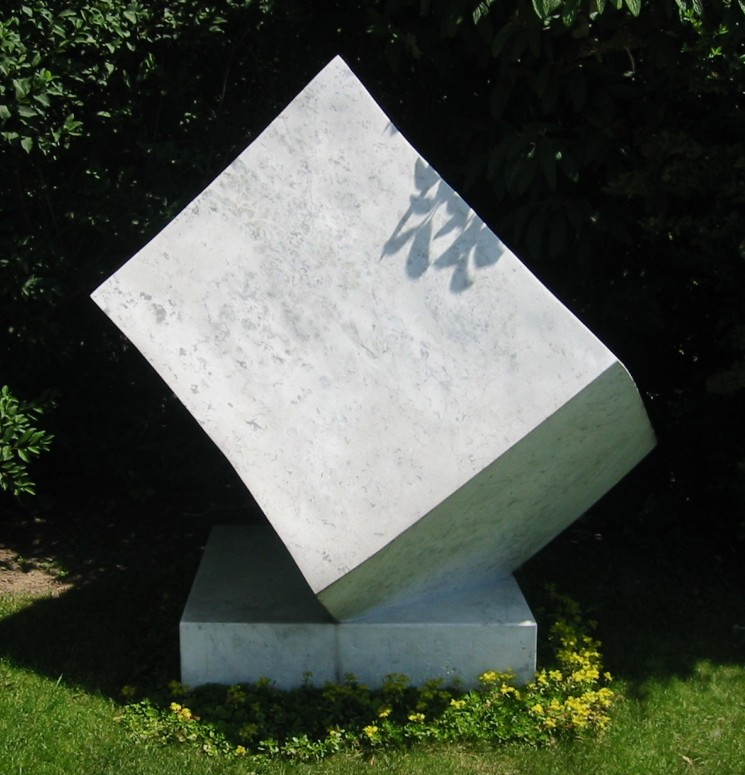
Arnold Schönberg (Gestaltung: Fritz Wotruba)
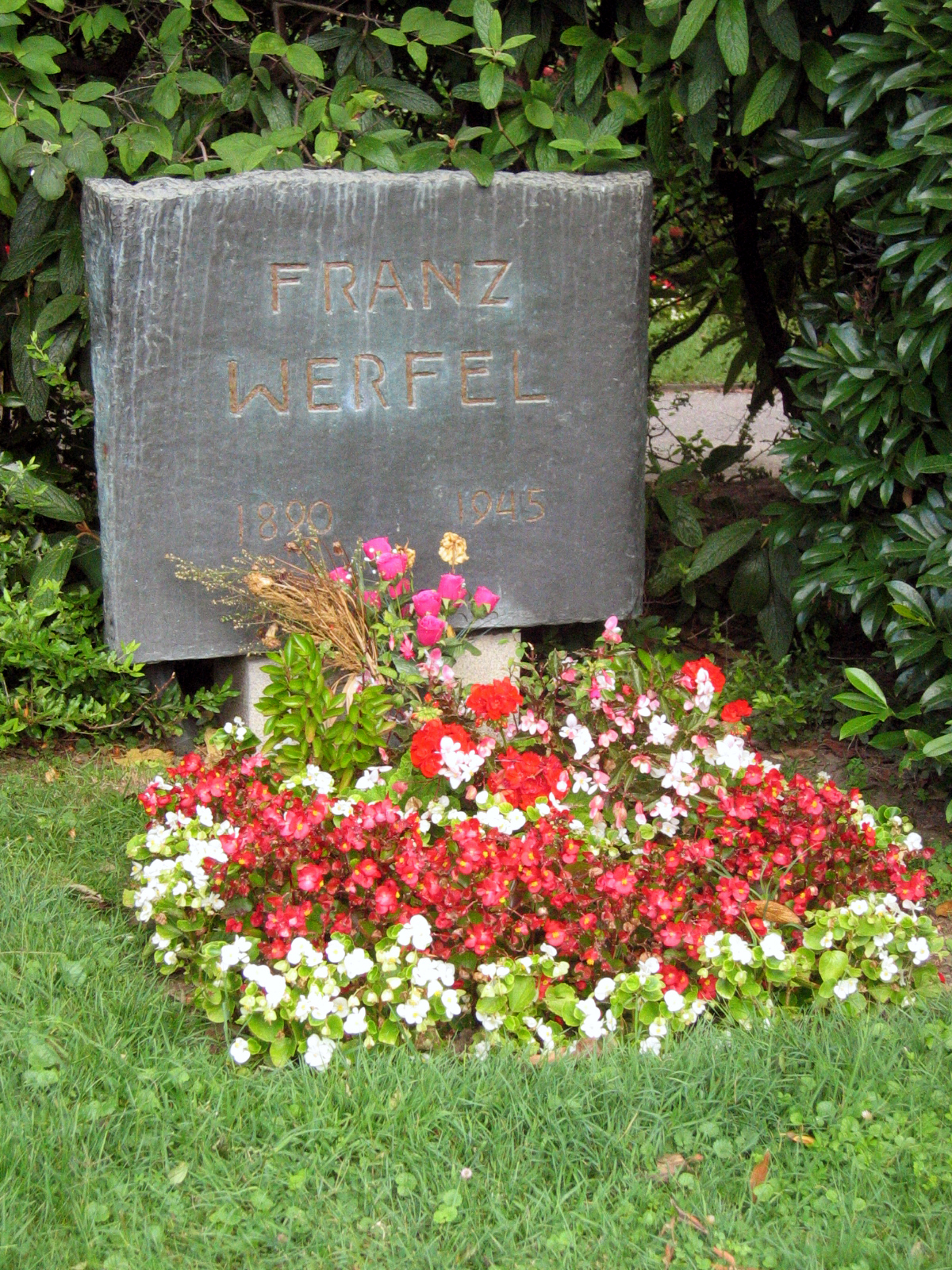
Franz Werfel

### Gruppe 33G
| Name                       | Lebensdaten | Tätigkeit                                                                                   |
| -------------------------- | ----------- | ------------------------------------------------------------------------------------------- |
| Fred Adlmüller             | 1909–1989   | Modeschöpfer                                                                                |
| Leon Askin                 | 1907–2005   | Schauspieler und Regisseur                                                                  |
| Gerd Bacher                | 1925–2015   | Journalist und Generalintendant des ORF                                                     |
| Max (Maxi) Böhm            | 1916–1982   | Schauspieler                                                                                |
| Willi Boskovsky            | 1909–1991   | Geiger und Dirigent                                                                         |
| Engelbert Broda            | 1910–1983   | Physikochemiker                                                                             |
| Manfred Deix               | 1949–2016   | Karikaturist                                                                                |
| Milo Dor                   | 1923–2005   | Schriftsteller                                                                              |
| Friedrich Hacker           | 1914–1989   | Psychiater und Aggressionsforscher                                                          |
| Friedrich Heer             | 1916–1983   | Kulturhistoriker                                                                            |
| Rudolf Henz                | 1897–1987   | Schriftsteller                                                                              |
| Fritz Hochwälder           | 1911–1986   | Dramatiker                                                                                  |
| Judith Holzmeister         | 1920–2008   | Schauspielerin                                                                              |
| Ernst Jandl                | 1925–2000   | Schriftsteller                                                                              |
| Gert Jonke                 | 1946–2009   | Schriftsteller                                                                              |
| Udo Jürgens                | 1934–2014   | Komponist, Pianist und Sänger                                                               |
| Hans Kann                  | 1927–2005   | Komponist                                                                                   |
| Inge Konradi               | 1924–2002   | Schauspielerin                                                                              |
| Brigitte Kowanz            | 1957–2022   | Künstlerin                                                                                  |
| Cissy Kraner               | 1918–2012   | Schauspielerin, Sängerin, Kabarettistin                                                     |
| Ernst Krenek               | 1900–1991   | Komponist                                                                                   |
| Hedy Lamarr                | 1914–2000   | Filmschauspielerin und Erfinderin                                                           |
| Maria Lassnig              | 1919–2014   | Malerin und Medienkünstlerin                                                                |
| György Ligeti              | 1923–2006   | Komponist                                                                                   |
| Fritz Muliar               | 1919–2009   | Schauspieler                                                                                |
| Dorothea Neff              | 1903–1986   | Schauspielerin                                                                              |
| Marcel Prawy               | 1911–2003   | Dramaturg und Opernkritiker                                                                 |
| Helmut Qualtinger          | 1928–1986   | Schauspieler, Kabarettist und Autor                                                         |
| Willi Resetarits           | 1948–2022   | Musiker, Sänger und Menschenrechtsaktivist                                                  |
| Erwin Ringel               | 1921–1994   | Arzt und Psychologe, Pionier der Suizidforschung                                            |
| Leonie Rysanek             | 1926–1998   | Opernsängerin                                                                               |
| Werner Schneyder           | 1937–2019   | Kabarettist, Schauspieler und Autor                                                         |
| Margarete Schütte-Lihotzky | 1897–2000   | Architektin                                                                                 |
| Carl Szokoll               | 1915–2004   | Autor und Filmproduzent, verhinderte 1945 durch die Operation Radetzky die Zerstörung Wiens |
| Hans Weigel                | 1908–1991   | Schriftsteller                                                                              |
| Max Weiler                 | 1910–2001   | Maler                                                                                       |
| Erika Weinzierl            | 1925–2014   | Historikerin                                                                                |
| Hugo Wiener                | 1904–1993   | Komponist und Autor                                                                         |
| Gusti Wolf                 | 1912–2007   | Schauspielerin                                                                              |
| Hildegard Zadek            | 1917–2019   | Opernsängerin                                                                               |
| Joe Zawinul                | 1932–2007   | Jazzmusiker und -komponist                                                                  |
| Alexander von Zemlinsky    | 1871–1942   | Komponist und Dirigent                                                                      |
| Eva Zilcher                | 1920–1994   | Kammerschauspielerin                                                                        |

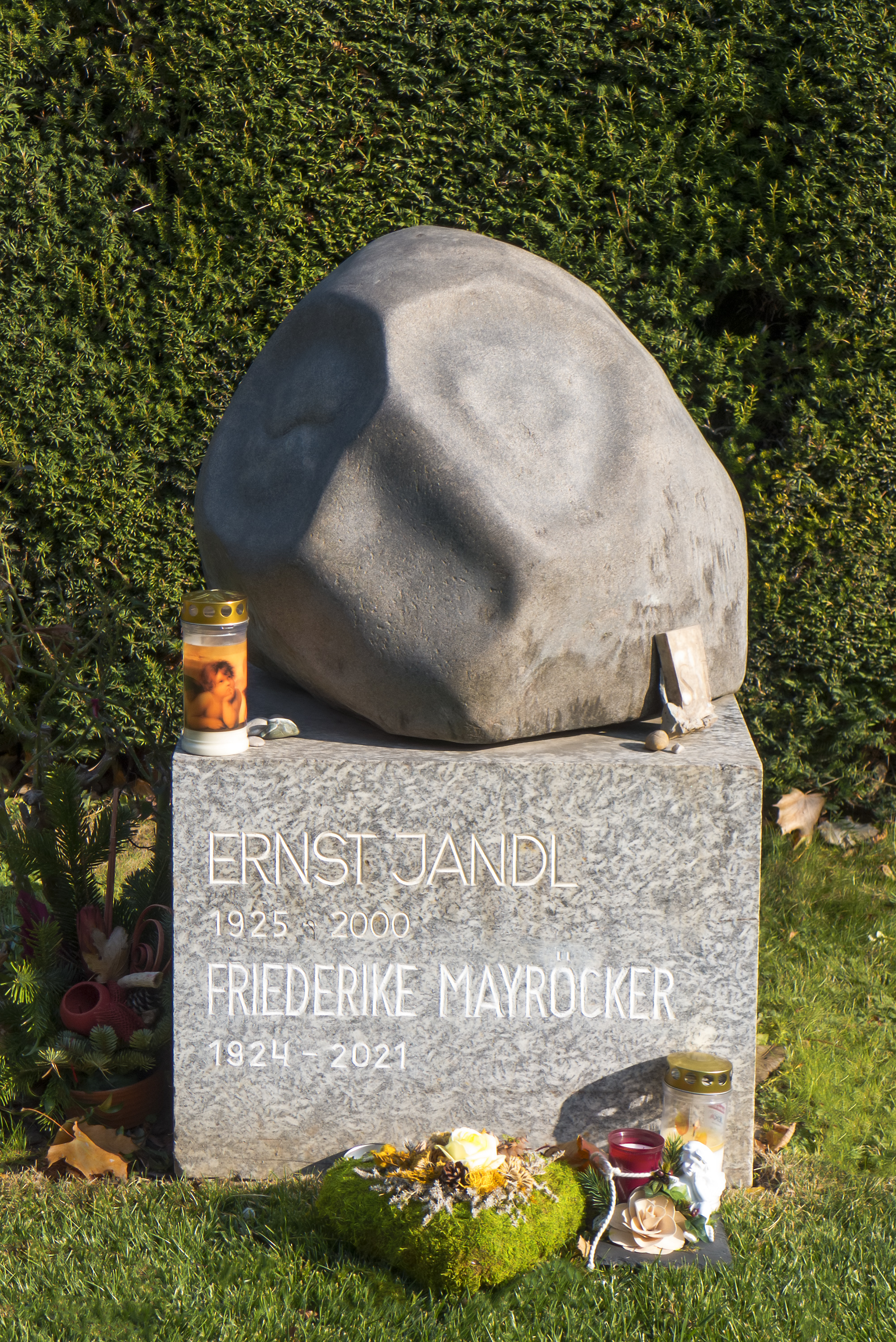
Ernst Jandl
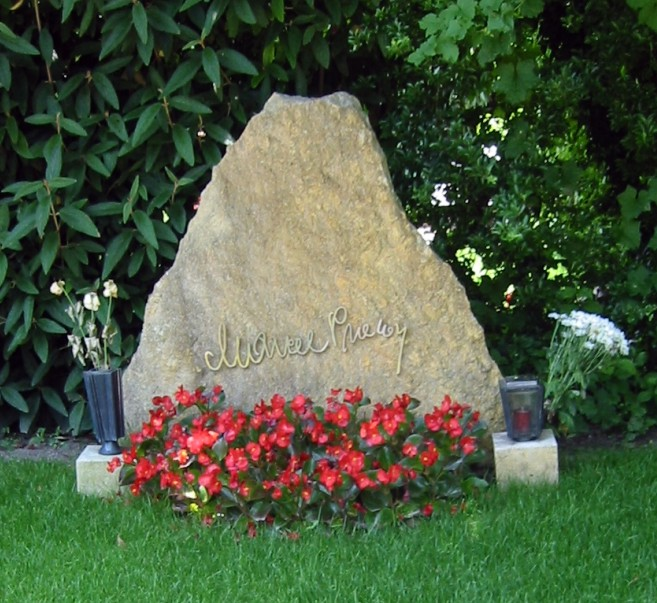
Marcel Prawy
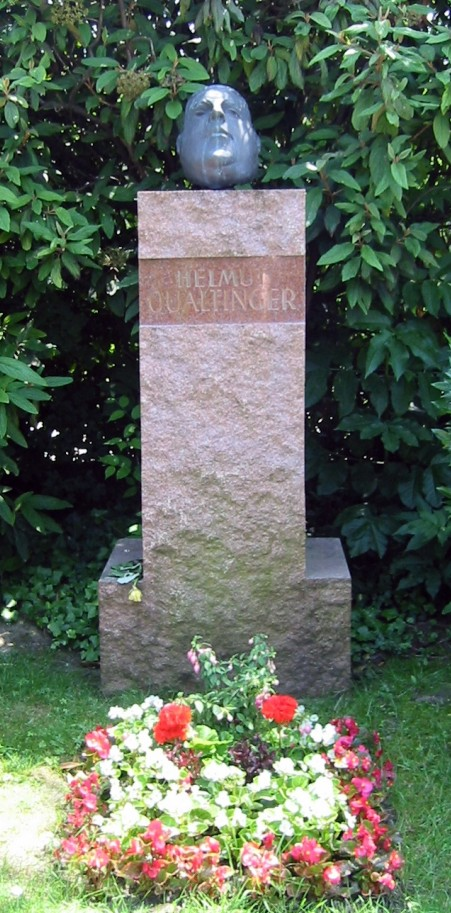
Helmut Qualtinger (Gestaltung: Alfred Hrdlicka)
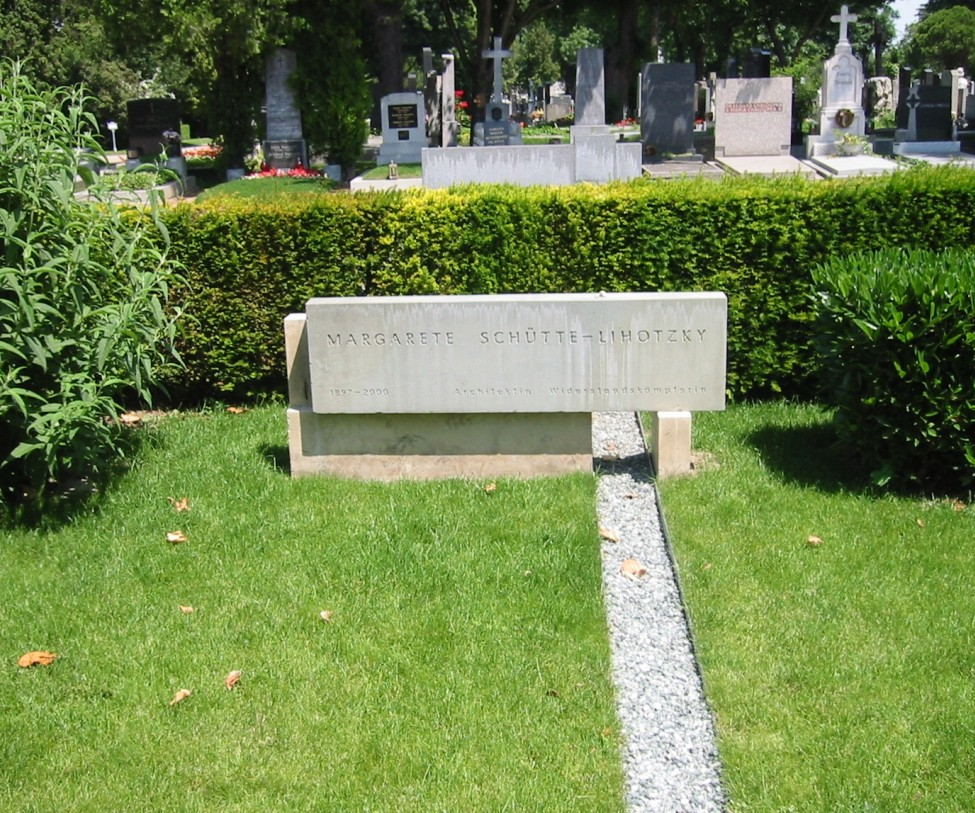
Margarete Schütte-Lihotzky

## Ehrenhalber gewidmete Gräber

### Ehrenhain (Gruppe 40)

#### Östlicher Teil
Im östlichen Teil sind die zwischen 1942 und 1945 im damaligen Landgericht Wien hingerichteten Widerstandskämpferinnen und -kämpfer gegen das NS-Regime in einer Schachtgräberanlage beigesetzt. Nach der Hinrichtung wurden viele Leichname dem Anatomischen Institut der Universität Wien zur weiteren Verwendung übergeben und anschließend anonym beerdigt, da die Leichen politischer Opfer nicht für die private Bestattung freigegeben wurden. Hier sind auch die Opfer der tschechischen Widerstandsbewegung, des Bombenkrieges von 1944 bis 1945, der Gruppe Soldatenrat, des Schießplatzes Kagran und des Massakers von Hadersdorf am Kamp beigesetzt. Es wird vermutet, dass in der Schachtgräberanlage bis zu 1.500 Menschen bestattet sind. Seit 2002 gibt es eine eigene Gedenkstätte für die Opfer der NS-Kinder-Euthanasie „Am Spiegelgrund“ mit etwa 600 Urnengräbern. 
Am 11. März 2013 wurde die Gruppe 40 zu einer „Nationalen Gedenkstätte zur Erinnerung an die Opfer der Nationalsozialistischen Justiz“ erklärt. Am 27. Oktober 2015 wurde eine Gedenktafel für 49 Widerstandskämpferinnen und -kämpfer enthüllt, welche zum größten Teil nicht in Gruppe 40 begraben sind.

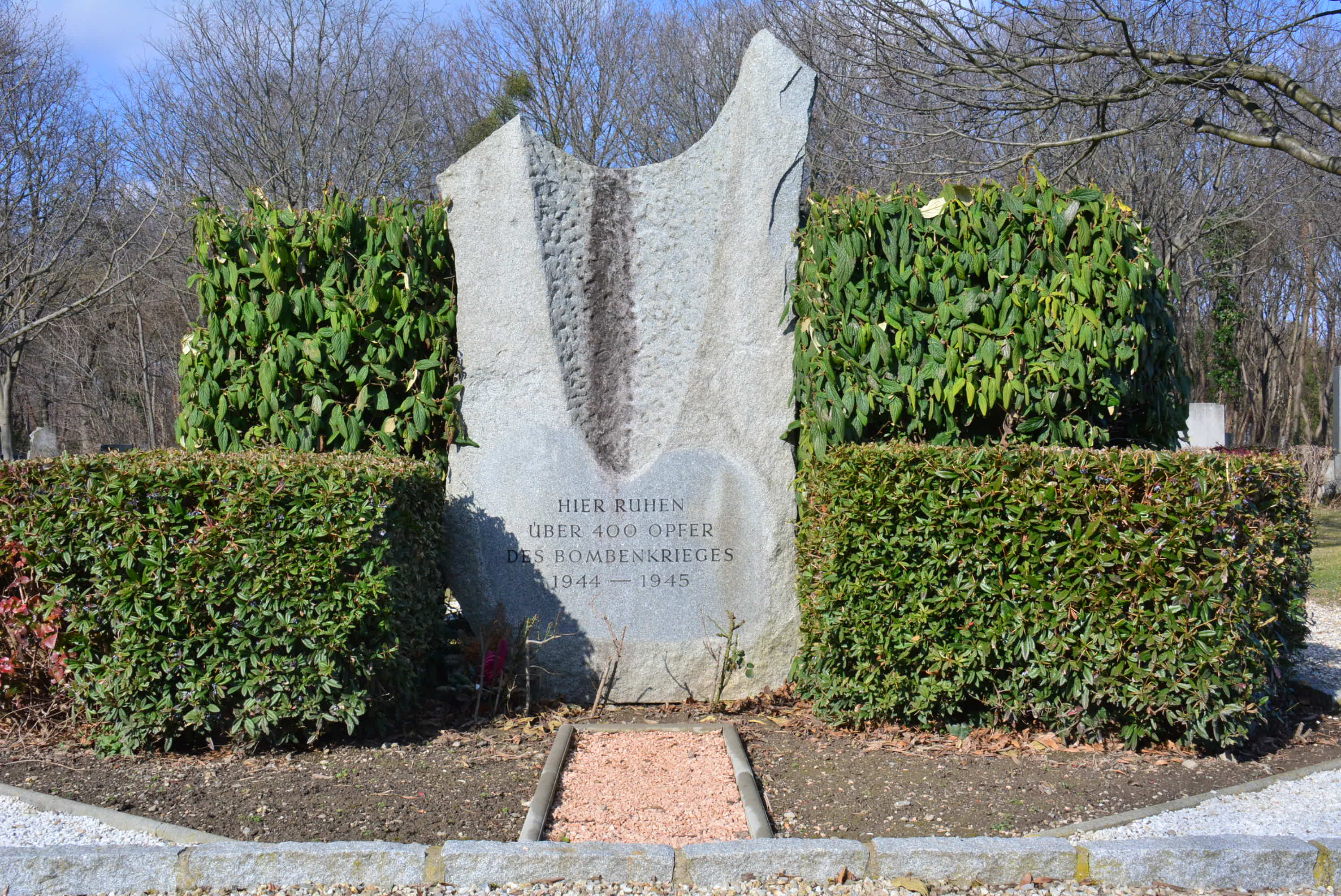
Denkmal für die Bombenopfer Wiens
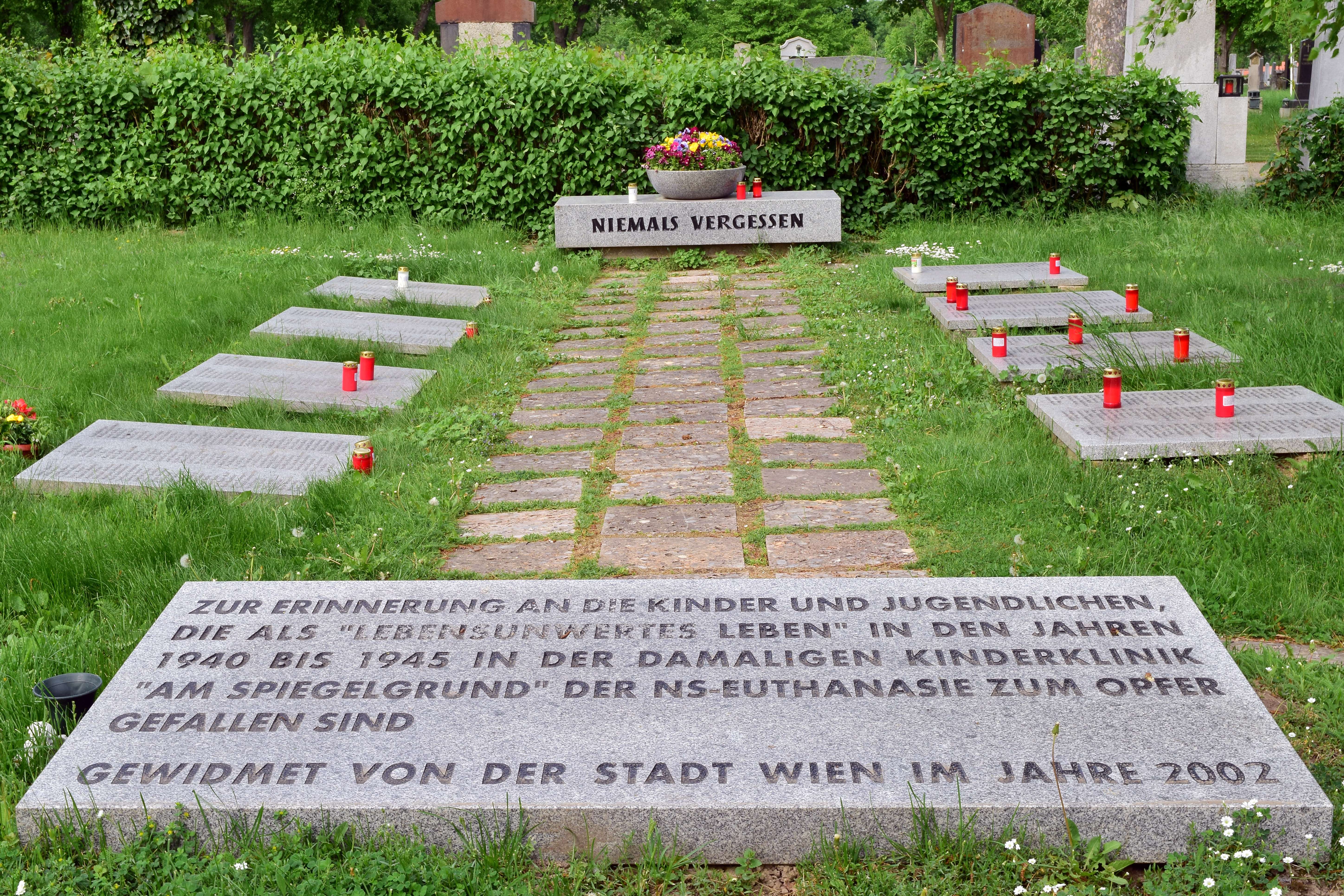
Grabstelle der Kinder-Euthanasie-Opfer vom Spiegelgrund
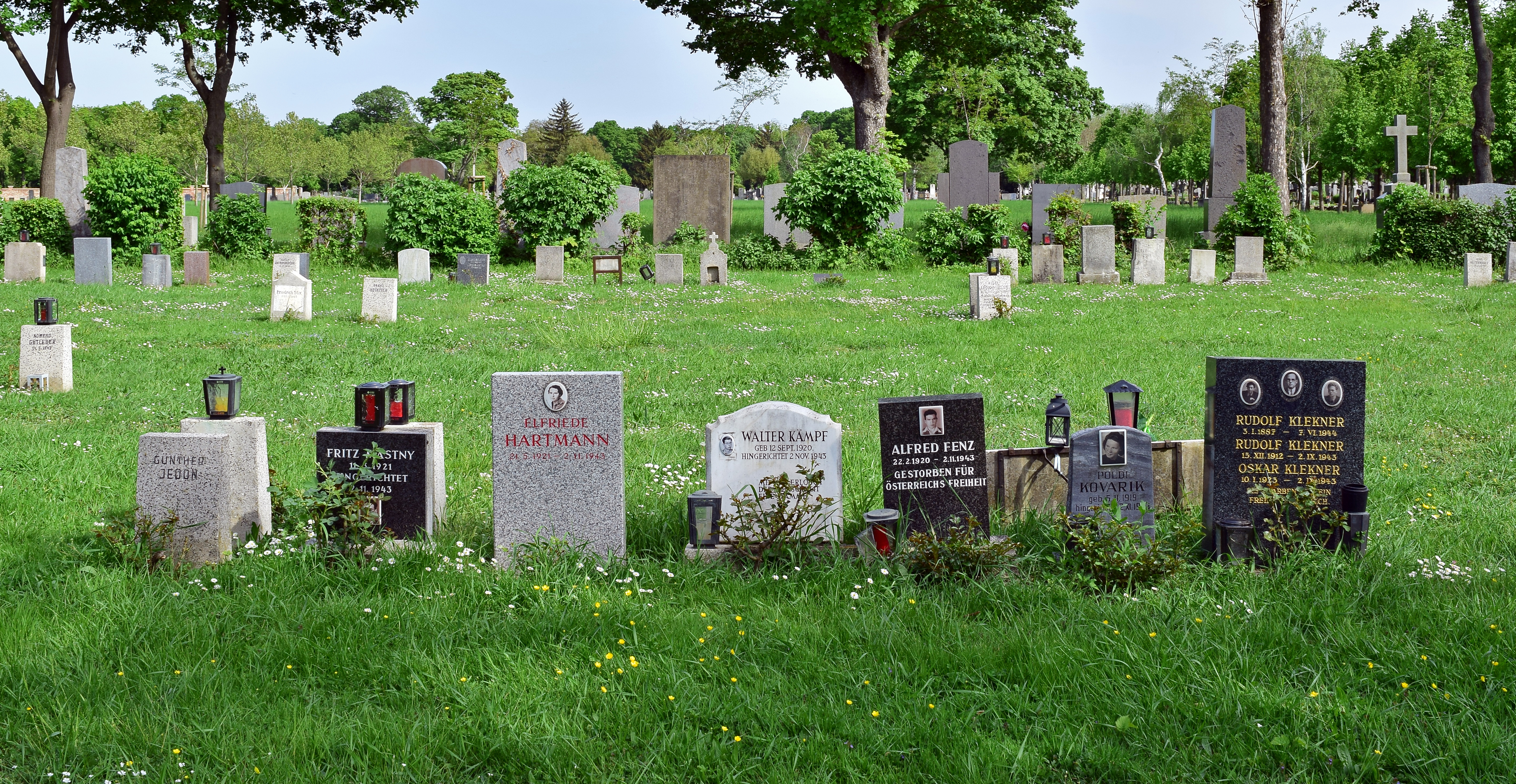
Gräber hingerichteter Opfer der NS-Justiz
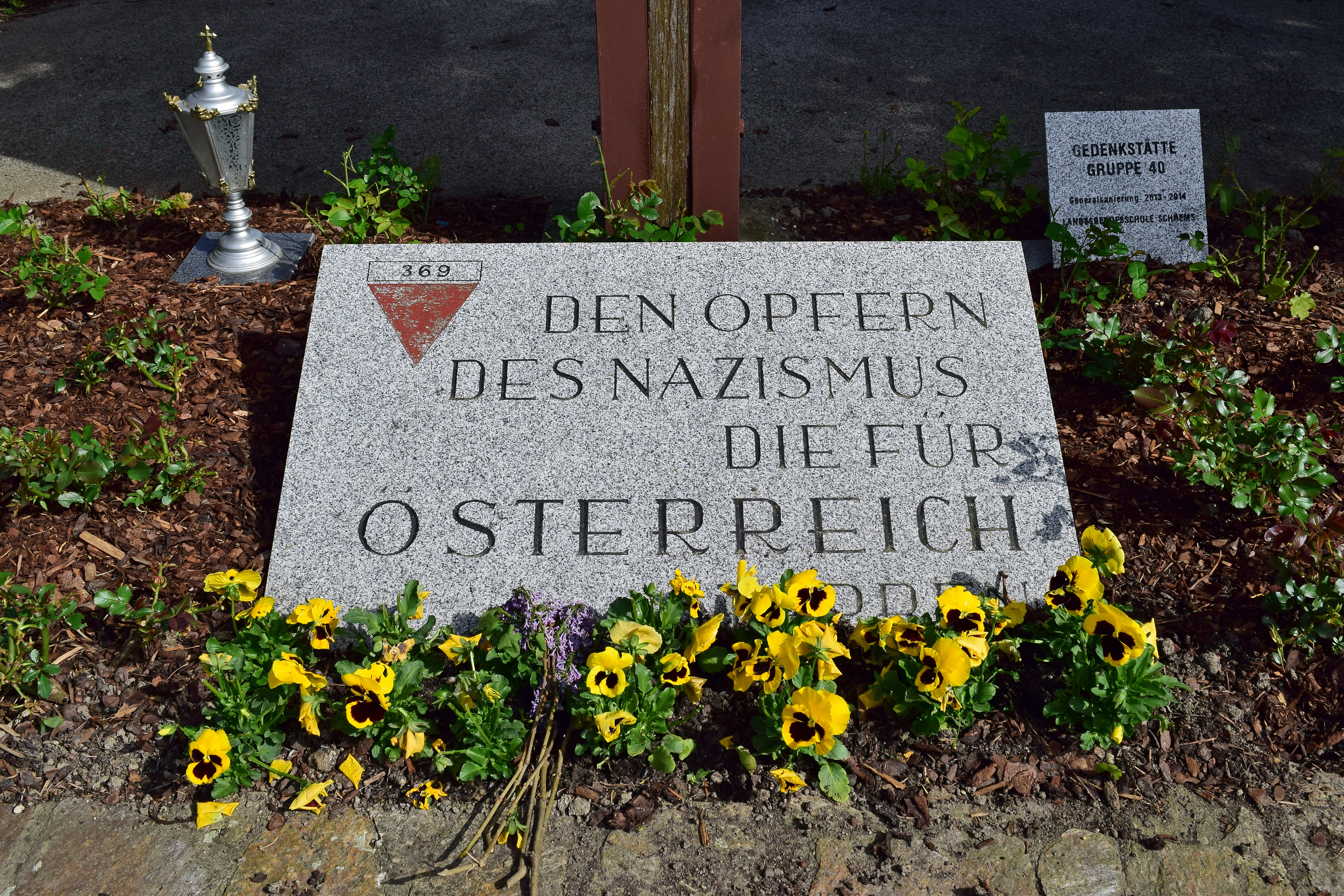
Gedenktafel für die Opfer des Nazismus
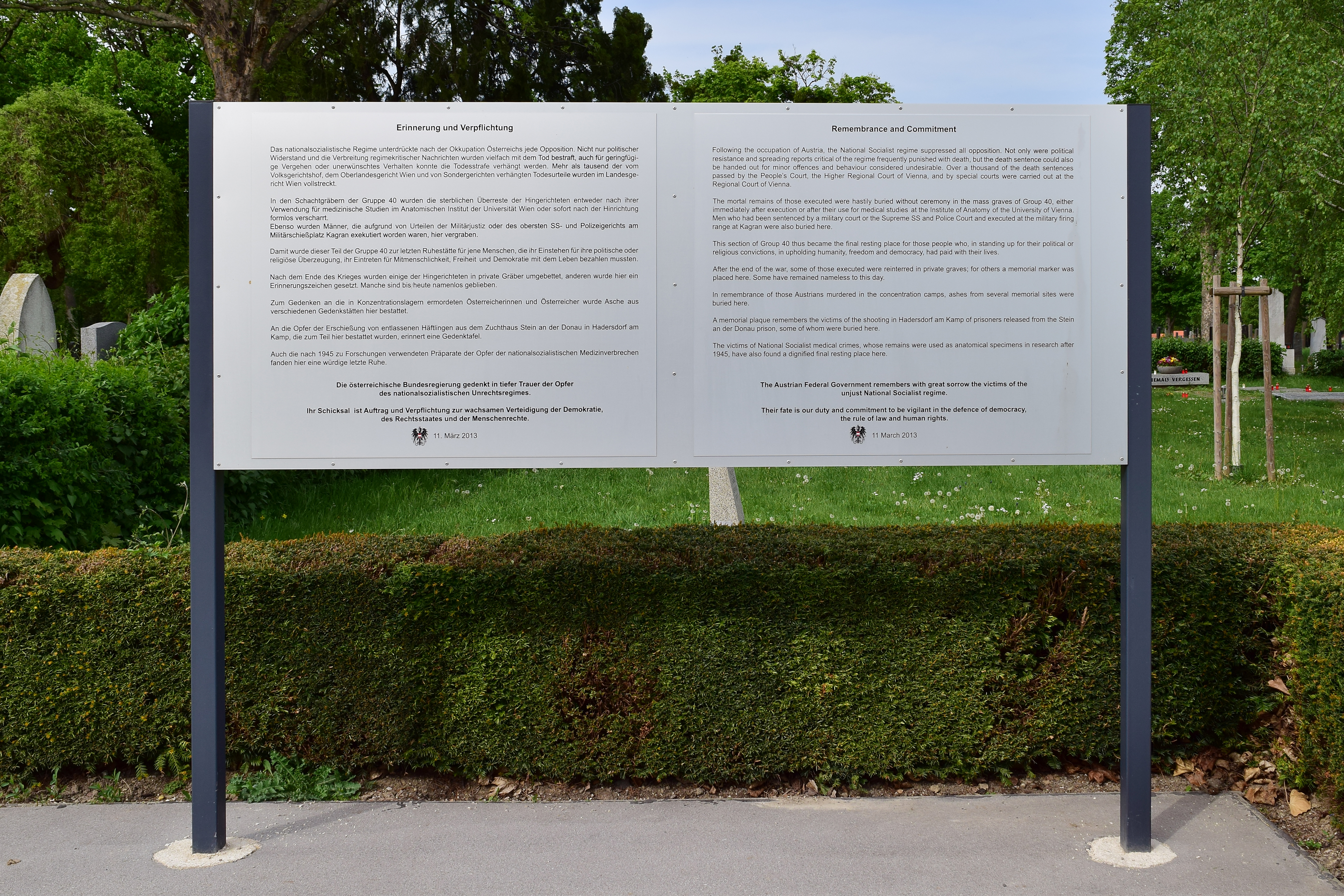
Bestattungs- und Gedenkstätte für die Opfer der NS-Justiz
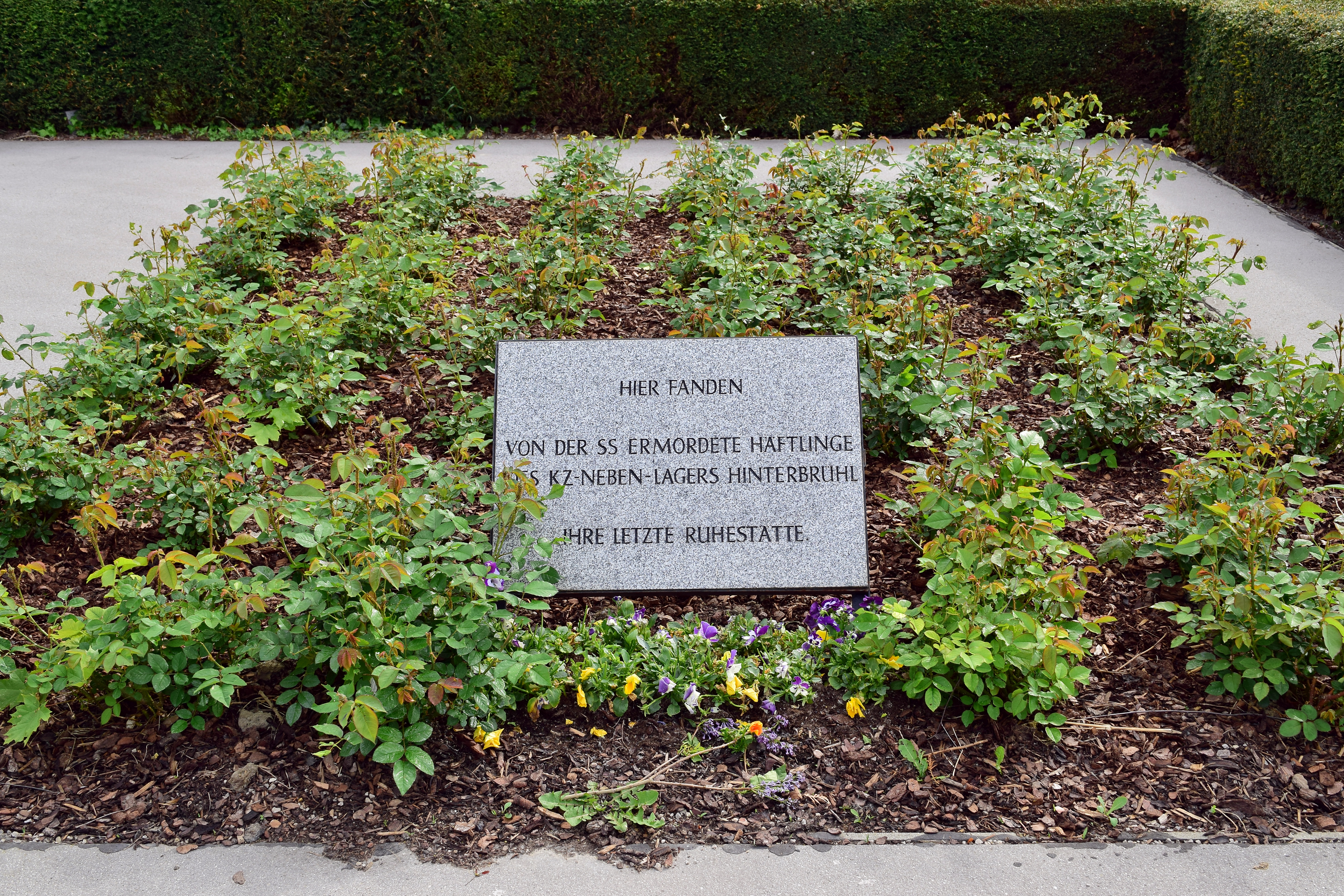
Gedenkstätte für ermordete Häftlinge des KZ-Nebenlagers Hinterbrühl
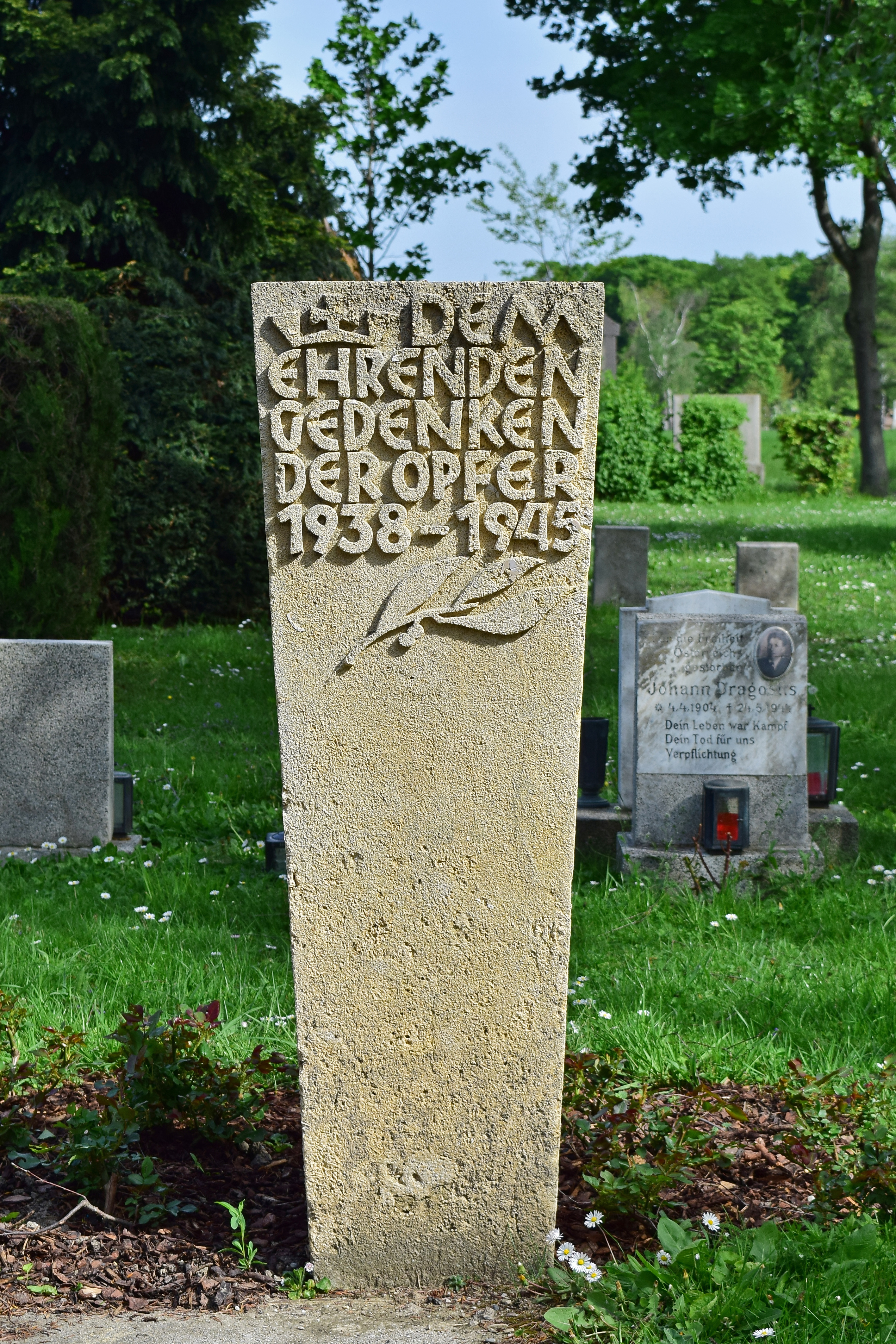
Stele Dem ehrenden Gedenken der Opfer 1938–1945
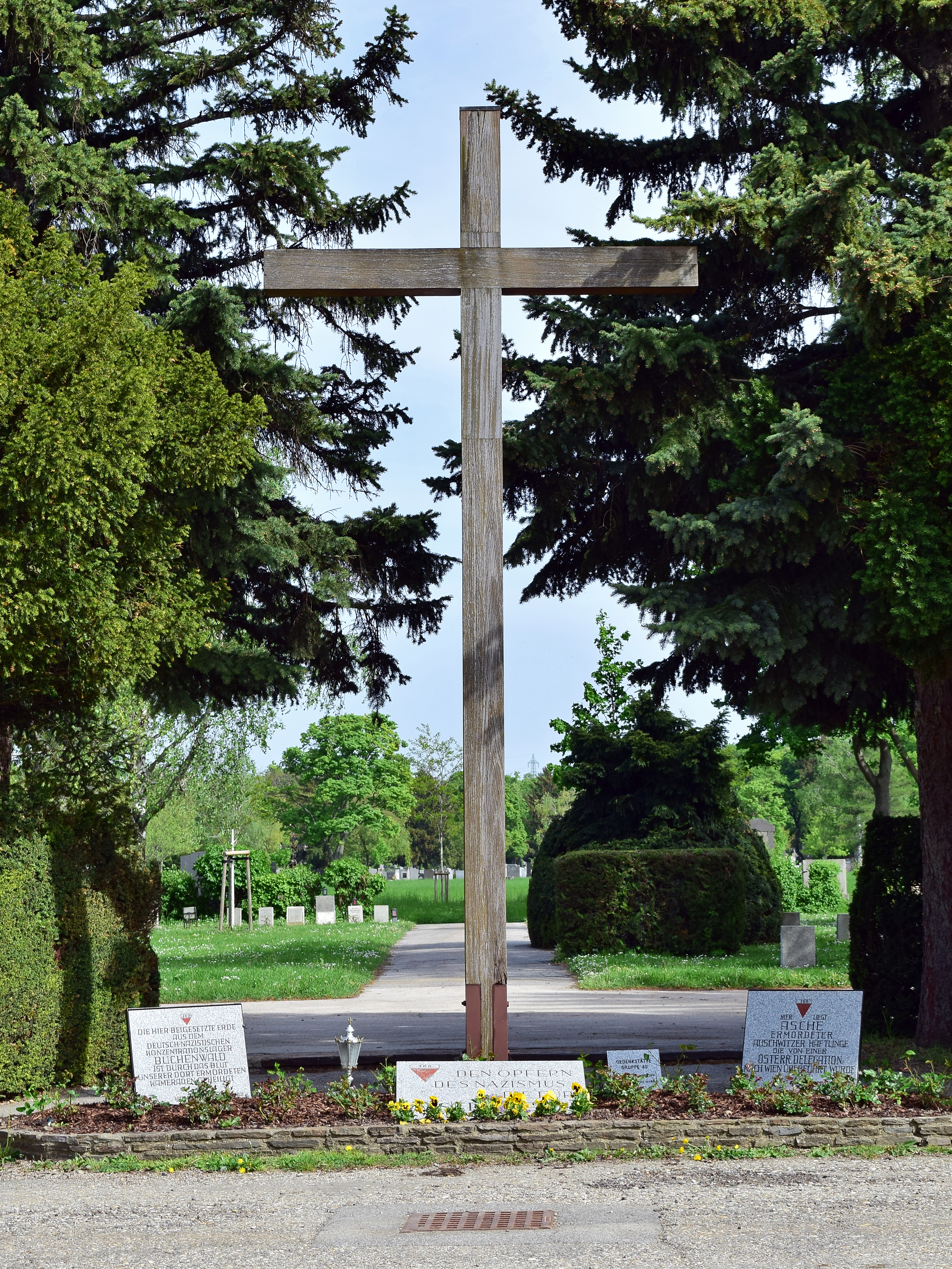
Gedenkstätte für die Opfer des Nationalsozialismus

Grabstätten hingerichteter Widerstandskämpferinnen
Die Liste ist nicht vollständig.
| Name                  | Lebensdaten | Tätigkeit                     |
| --------------------- | ----------- | ----------------------------- |
| Franziska Appel       | 1892–1943   | Schneiderin                   |
| Apollonia Binder      | 1898–1944   | Hilfsarbeiterin               |
| Amalie Brust          | 1910–1944   | Textilarbeiterin              |
| Hermine Dirmhirn      | 1905–1943   | Modistin, Hausfrau            |
| Ernestine Diwisch     | 1921–1944   | Tabelliererin                 |
| Therese Dworak        | 1899–1944   | Hilfsarbeiterin, Hausfrau     |
| Camilla Estermann     | 1881–1944   | Näherin                       |
| Maria Fischer         | 1903–1943   | KPÖ-Funktionärin              |
| Anna Goldsteiner      | 1899–1944   | Tagelöhnerin                  |
| Rosalia Graf          | 1897–1944   | Hilfsarbeiterin, Hausgehilfin |
| Anna Gräf             | 1925–1944   | Schneiderin                   |
| Elfriede Hartmann     | 1921–1944   | Studentin                     |
| Anna Herbrich         | 1904–1943   | Schneiderin                   |
| Maria Janatos         | 1903–1943   | unbekannt                     |
| Rosa Janku            | 1882–1944   | Bedienerin                    |
| Margarethe Jost       | 1916–1943   | Verkäuferin                   |
| Maria Restituta Kafka | 1884–1943   | Ordensschwester               |
| Therese Klostermann   | 1913–1944   | Arbeiterin                    |
| Leopoldine Kovarik    | 1919–1943   | Postbeamtin                   |
| Hermine Lohninger     | 1902–1944   | Lehrerin                      |
| Adolfine Mikes        | 1903–1942   | Hausgehilfin                  |
| Anna Muzik            | 1891–1943   | Metallarbeiterin              |
| Antonia Mück          | 1912–1942   | Sortiererin                   |
| Gertrude Müller       | 1916–1943   | Kontoristin                   |
| Käthe Odwody          | 1901–1943   | Hilfsarbeiterin               |
| Maria Olip            | 1913–1943   | unbekannt                     |
| Leopoldine Padaurek   | 1898–1944   | Metallarbeiterin              |
| Maria Pitschko        | 1908–1944   | Büroangestellte               |
| Beatrix Raidl         | 1912–1945   | Rotkreuz-Schwester            |
| Karoline Redler       | 1883–1944   | Hausfrau                      |
| Klara Remes           | 1901–1943   | Hausfrau                      |
| Ludmila Remes         | 1924–1943   | unbekannt                     |
| Philomena Roszypal    | 1885–1943   | Hausfrau                      |
| Marie Schönfeld       | 1898–1944   | Regierungsassistentin         |
| Leopoldine Sicka      | 1923–1944   | Monteurin                     |
| Maria Sip             | 1903–1944   | Apothekenhelferin             |
| Maria Skumanz         | 1895–1944   | Angestellte                   |
| Marie Sochor          | 1912–1943   | Hausfrau                      |
| Antonie Stockinger    | 1905–1943   | Kürschnerin                   |
| Ida Strohmer          | 1922–1945   | Verkäuferin                   |
| Emilie Tolnay         | 1901–1944   | Friseurin                     |
| Hedwig Urach          | 1910–1943   | Schneiderin                   |
| Anna Wala             | 1891–1944   | Mannequin                     |
| Hermine Zaynard       | 1913–1943   | Technische Zeichnerin         |

#### Westlicher Teil
Die im westlichen Teil gelegene Gräbergruppe beherbergt die Grabstätten von größtenteils nach den 1960er Jahren verstorbenen Persönlichkeiten. Das mit Abstand meistbesuchte Grab in dieser Gruppe ist jenes des 1998 verstorbenen Popstars Falco, das sich zu einer regelrechten Pilgerstätte für Falco-Fans entwickelt hat.

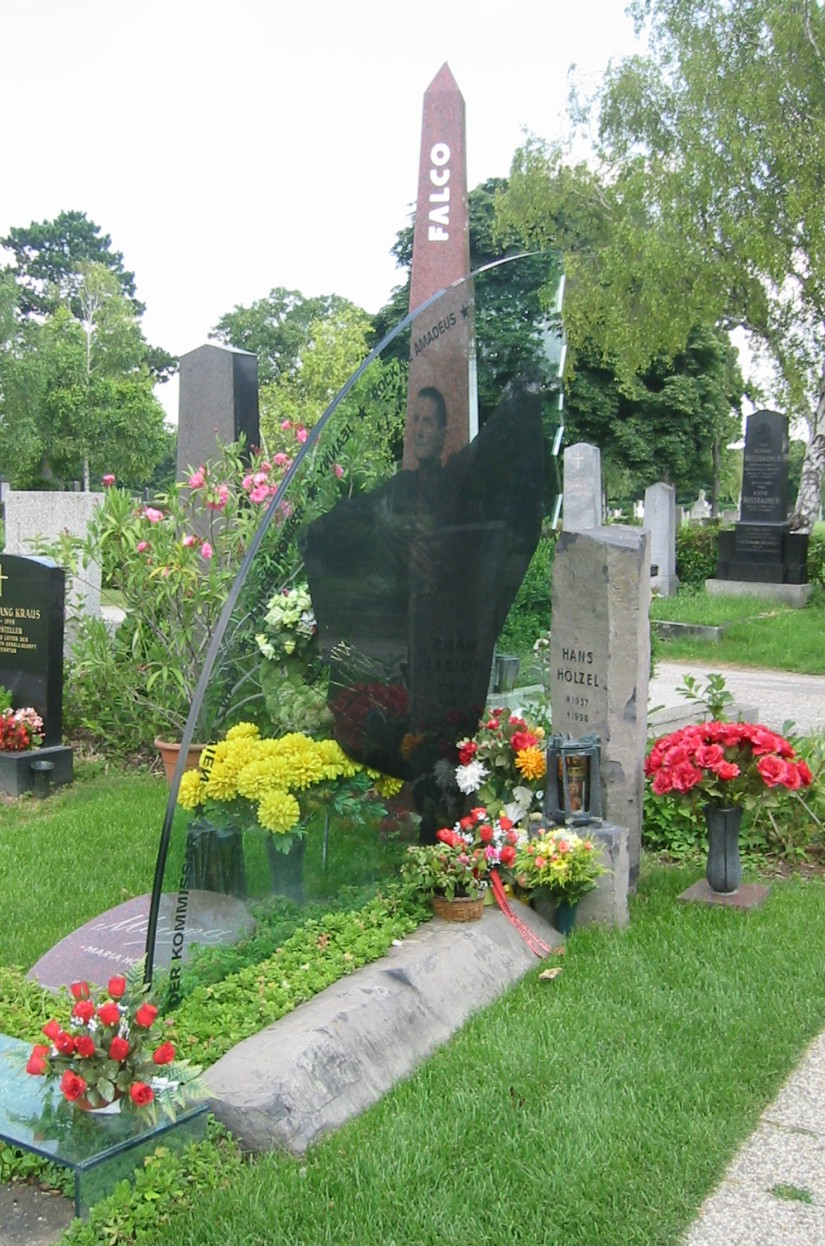
Falco

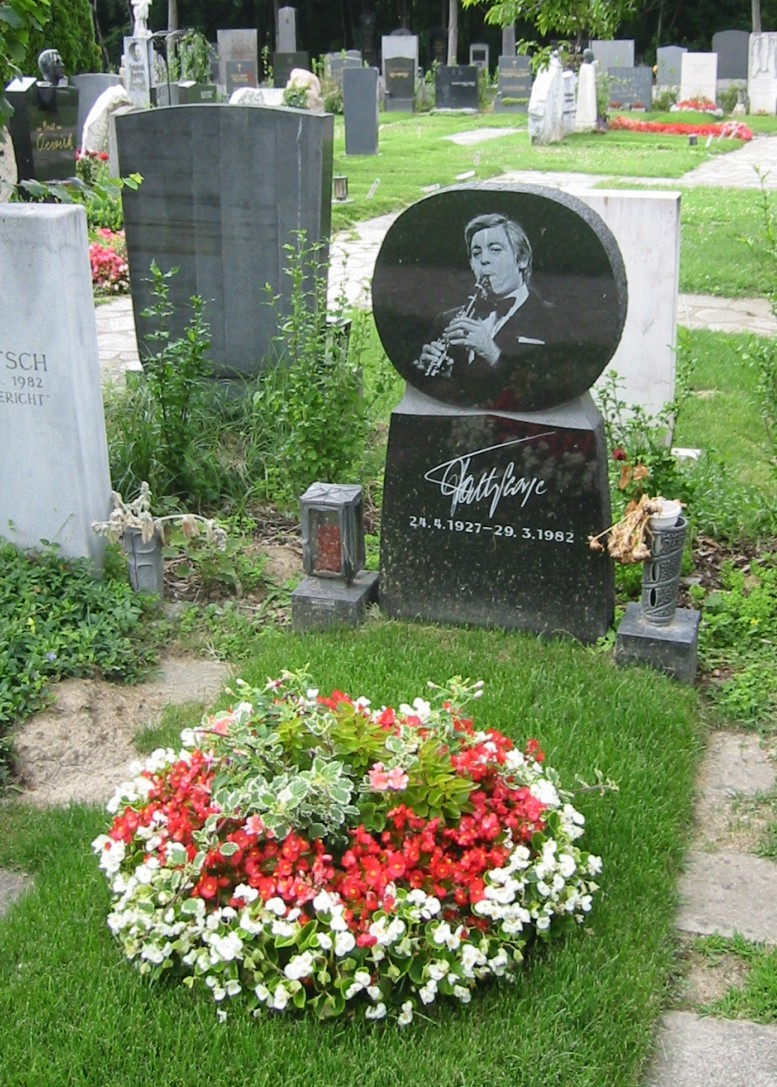
Fatty George

| Name                         | Lebensdaten | Tätigkeit                                                          |
| ---------------------------- | ----------- | ------------------------------------------------------------------ |
| Susanne von Almassy          | 1916–2009   | Kammerschauspielerin                                               |
| Jean Améry                   | 1912–1978   | Schriftsteller                                                     |
| Otto Ander                   | 1915–2002   | Theaterdirektor                                                    |
| Franz Antel                  | 1913–2007   | Filmregisseur, Produzent und Autor                                 |
| Emmerich Arleth              | 1900–1965   | Schauspieler und Sänger                                            |
| Blanche Aubry                | 1921–1986   | Schauspielerin                                                     |
| Erich Auer                   | 1923–2004   | Schauspieler                                                       |
| Otto Basil                   | 1901–1983   | Schriftsteller und Publizist                                       |
| Joseph Franz Binder          | 1898–1972   | Graphiker                                                          |
| Siglinde Bolbecher           | 1942–2012   | Historikerin, Schriftstellerin                                     |
| Käthe Braun-Prager           | 1888–1967   | Schriftstellerin                                                   |
| Karl Bruckner                | 1906–1982   | Schriftsteller                                                     |
| Siegfried Charoux            | 1896–1967   | Bildhauer                                                          |
| Rosalia Chladek              | 1905–1995   | Tänzerin                                                           |
| Elfi von Dassanowsky         | 1924–2007   | Sängerin, Pianistin und Produzentin                                |
| Karl Decker                  | 1921–2005   | Fußballspieler und Teamtrainer                                     |
| Otto Erich Deutsch           | 1883–1967   | Musikwissenschaftler                                               |
| Karl Dönch                   | 1915–1994   | Opernsänger und Operndirektor                                      |
| Franz Drdla                  | 1868–1944   | Komponist und Dirigent                                             |
| Franz (Ferry) Dusika         | 1908–1984   | Radrennfahrer                                                      |
| Rudolf Egger                 | 1882–1969   | Historiker, Archäologe                                             |
| Rudolf „Teddy“ Ehrenreich    | 1936–2014   | Jazzmusiker                                                        |
| Georg Ehrlich                | 1897–1966   | Maler, Bildhauer                                                   |
| Rudolf Eichthal              | 1877–1974   | Offizier, Schriftsteller, Musiker                                  |
| Herbert Eisenreich           | 1925–1986   | Schriftsteller                                                     |
| Franz Endler                 | 1937–2002   | Kulturpublizist, Musikkritiker                                     |
| Leon Epp                     | 1905–1968   | Theaterdirektor                                                    |
| Hans Fabigan                 | 1901–1975   | Maler und Graphiker                                                |
| Falco (Johann Hölzel)        | 1957–1998   | Popmusiker                                                         |
| Reinhard Federmann           | 1923–1976   | Schriftsteller, Übersetzer                                         |
| Rudolf Felmayer              | 1897–1970   | Schriftsteller                                                     |
| Josef Fiedler                | 1898–1970   | Komponist                                                          |
| Heinz Fischer-Karwin         | 1915–1987   | Journalist, Schriftsteller                                         |
| Karl Anton Fleck             | 1928–1983   | Maler                                                              |
| Oskar Maurus Fontana         | 1889–1969   | Schriftsteller                                                     |
| Karl Friedrich               | 1905–1981   | Opernsänger                                                        |
| Günther Fritsch              | 1926–1982   | Journalist, Schriftsteller                                         |
| Marianne Fritz               | 1948–2007   | Schriftstellerin                                                   |
| Robert Fuchs                 | 1896–1981   | Maler                                                              |
| Hans Gabor                   | 1919–1994   | Operndirektor                                                      |
| Eduard Gaertner              | 1890–1966   | Maler                                                              |
| Ferry Wilhelm Gebauer        | 1901–1981   | Komponist                                                          |
| Fatty George                 | 1927–1982   | Jazzmusiker                                                        |
| Elfriede Gerstl              | 1932–2009   | Schriftstellerin                                                   |
| Heidemarie Geyrhofer-Pataki  | 1940–2006   | Schriftstellerin                                                   |
| Bruno Gironcoli              | 1936–2010   | Bildhauer                                                          |
| Hugo Glaser                  | 1881–1976   | Arzt und Schriftsteller                                            |
| Franz Glück                  | 1899–1981   | Kunsthistoriker, Schriftsteller, Museumsdirektor                   |
| Hugo Gottschlich             | 1905–1984   | Schauspieler                                                       |
| Ferdinand Grossmann          | 1887–1970   | Chorleiter                                                         |
| Hermine Gunert               | 1905–1949   | Schriftstellerin                                                   |
| Johann Gunert                | 1903–1982   | Schriftsteller                                                     |
| Ernst Hagen                  | 1906–1984   | Schauspieler und Journalist                                        |
| Kurt Hauenstein              | 1949–2011   | Musiker                                                            |
| Claudia Heill                | 1982–2011   | Judoka                                                             |
| Anton Heiller                | 1923–1979   | Komponist und Musikpädagoge                                        |
| Heinrich Heinz               | 1920–1998   | Bezirksvorsteher                                                   |
| Hans-Peter Heinzl            | 1942–1996   | Schauspieler und Kabarettist                                       |
| Julius Herrmann              | 1889–1977   | Militärkapellmeister                                               |
| Ernst Hinterberger           | 1931–2012   | Schriftsteller und Drehbuchautor                                   |
| Mauritius Hirschmann         | 1876–1967   | Schriftsteller                                                     |
| Mina Hoegel                  | 1849–1929   | Malerin                                                            |
| Hugo Hoegel                  | 1854–1921   | Rechtswissenschaftler                                              |
| Friedl Hofbauer              | 1924–2014   | Schriftstellerin                                                   |
| Paul Hoffmann                | 1902–1990   | Schauspieler und Theaterdirektor                                   |
| Rudolf Hoflehner             | 1916–1995   | Maler und Bildhauer                                                |
| Martha Hofmann               | 1895–1975   | Schriftstellerin                                                   |
| Karl Hruschka                | 1905–1970   | Schauspieler                                                       |
| Ulla Jacobsson               | 1929–1982   | Schauspielerin                                                     |
| Albert Janesch               | 1889–1973   | Maler                                                              |
| Fritz Jellinek               | 1895–1971   | Wienerliederinterpret                                              |
| Hanns Jelinek                | 1901–1969   | Komponist und Musikpädagoge                                        |
| Alfred Jerger                | 1889–1976   | Opernsänger                                                        |
| Robert A. Kann               | 1906–1981   | Historiker                                                         |
| Armin Kaufmann               | 1902–1980   | Komponist und Violinist                                            |
| Greta Keller                 | 1903–1977   | Chansonette                                                        |
| Joachim Kemmer               | 1939–2000   | Schauspieler, Kabarettist und Synchronsprecher                     |
| Rudolf Heinz Keppel          | 1905–1967   | Maler                                                              |
| Peter Klein                  | 1907–1992   | Kammersänger                                                       |
| Berislav Klobučar            | 1924–2014   | Dirigent                                                           |
| Hans Knesl                   | 1905–1971   | Bildhauer                                                          |
| Werner Kofler                | 1947–2011   | Schriftsteller                                                     |
| Paul Kont                    | 1920–2000   | Komponist                                                          |
| Wolfgang Kraus               | 1924–1998   | Schriftsteller                                                     |
| Yakov Kreizberg              | 1959–2011   | Dirigent                                                           |
| Erich Kunz                   | 1909–1995   | Opernsänger                                                        |
| Nicolin Kunz                 | 1953–1997   | Schauspielerin                                                     |
| Lotte Lang                   | 1900–1985   | Schauspielerin                                                     |
| Rolf Langenfass              | 1944–2012   | Kostüm- und Bühnenbildner                                          |
| Friedrich Langer             | 1922–2002   | Pressechef im Unterrichtsministerium                               |
| Hermann Leber                | 1900–1974   | Kunsthistoriker, Verlagsleiter, Bildhauer                          |
| Heinz Leinfellner            | 1911–1974   | Bildhauer                                                          |
| Michaela Leodolter-Scheday   | 1953–2004   | Schauspielerin und Regisseurin                                     |
| Axl Leskoschek               | 1889–1976   | Maler und Graphiker                                                |
| Harald Leupold-Löwenthal     | 1926–2007   | Psychiater und Neurologe                                           |
| Ursula Lingen                | 1929–2014   | Theater- und Filmschauspielerin                                    |
| Ella Lingens                 | 1908–2002   | Ärztin und Juristin, aktive Gegnerin des NS-Regimes                |
| Niki List                    | 1956–2009   | Regisseur und Drehbuchautor                                        |
| Kurt Conrad Loew             | 1914–1980   | Maler                                                              |
| Max Lorenz                   | 1901–1975   | Sänger                                                             |
| Liesl Löwinger               | 1919–1980   | Schauspielerin                                                     |
| Paul Löwinger                | 1904–1988   | Volksschauspieler („Löwinger Bühne“)                               |
| Walter Malli                 | 1940–2012   | Zeichner und Jazzmusiker                                           |
| Christl Mardayn              | 1901–1971   | Operettensängerin                                                  |
| Rudolf Marik                 | 1900–1976   | Theaterdirektor                                                    |
| Elisabeth Markus             | 1895–1970   | Schauspielerin                                                     |
| Wilhelm Matejka              | 1904–1988   | Sprachwissenschaftler                                              |
| Gerda Matejka-Felden         | 1901–1984   | Malerin                                                            |
| Richard Maux                 | 1893–1971   | Komponist                                                          |
| Hans Mayr                    | 1926–1993   | Fotograf, Präsident der Gesellschaft Bildender Künstler            |
| Kurt Meisel                  | 1912–1994   | Schauspieler                                                       |
| Paul Meissner                | 1907–1983   | Maler                                                              |
| Georg Merkel                 | 1881–1976   | Maler                                                              |
| Carl Merz                    | 1906–1979   | Kabarettist und Schriftsteller                                     |
| Adalbert Mikulicz            | 1916–1973   | Tierarzt, Leiter des Tierschutzhauses                              |
| Peter Minich                 | 1927–2013   | Sänger                                                             |
| Erika Mitterer               | 1906–2001   | Schriftstellerin                                                   |
| Franz Mögele                 | 1834–1907   | Komponist                                                          |
| Kurt Moldovan                | 1918–1977   | Bildhauer                                                          |
| Rudolf Moratti               | 1942–2000   | Bildhauer                                                          |
| Adelbert Muhr                | 1896–1977   | Schriftsteller                                                     |
| Johann Muschik               | 1911–1979   | Journalist und Kunstkritiker                                       |
| Kurt Nachmann                | 1915–1984   | Schauspieler und Schriftsteller                                    |
| Heinz Neubrand               | 1921–1998   | Komponist und Pianist                                              |
| Otto Niedermoser             | 1903–1976   | Architekt                                                          |
| Roland Nitsche               | 1906–1981   | Schriftsteller                                                     |
| Ernst (Ossi) Ocwirk          | 1926–1980   | Fußballspieler                                                     |
| Peter Orthofer               | 1940–2008   | Autor, Kabaretttexter                                              |
| Ernst Paar                   | 1906–1986   | Maler und Graphiker                                                |
| Anton Paulik                 | 1901–1975   | Dirigent                                                           |
| Sergius Pauser               | 1896–1970   | Maler                                                              |
| Hans Pemmer                  | 1886–1972   | Lehrer und Heimatforscher, gründete das erste Wiener Bezirksmuseum |
| Gusti Pichler                | 1893–1978   | Balletttänzerin                                                    |
| Alois Podhajsky              | 1898–1973   | Reiter, leitete die Spanische Hofreitschule                        |
| Herbert Prikopa              | 1935–2015   | Opernsänger, Schauspieler und Komponist                            |
| Carl Anton Reichel           | 1874–1944   | Maler und Graphiker                                                |
| Viktor Reimann               | 1915–1996   | Publizist, Politiker                                               |
| Heinz Reincke                | 1925–2011   | Kammerschauspieler                                                 |
| Walther Reyer                | 1922–1999   | Kammerschauspieler                                                 |
| Franz Ringel                 | 1940–2011   | Maler                                                              |
| Marcel Rubin                 | 1905–1995   | Komponist                                                          |
| Leopold Rudolf               | 1911–1978   | Schauspieler                                                       |
| Friedrich Schächter          | 1924–2002   | Konstrukteur                                                       |
| Gerhard Schedl               | 1957–2000   | Komponist                                                          |
| Günther Schneider-Siemssen   | 1926–2015   | Bühnenbildner                                                      |
| Paul Schöffler               | 1897–1977   | Kammer- und Opernsänger                                            |
| Robert Schollum              | 1913–1987   | Komponist und Musikpädagoge                                        |
| Ernst Schönwiese             | 1905–1991   | Schriftsteller                                                     |
| Liselotte Schreiner          | 1904–1991   | Schauspielerin                                                     |
| Friedrich Schreyvogl         | 1899–1976   | Schriftsteller, Theaterdirektor                                    |
| Hermann Schürrer             | 1928–1986   | Schriftsteller                                                     |
| Brigitte Schwaiger           | 1949–2010   | Schriftstellerin                                                   |
| Heinrich Schweiger           | 1931–2009   | Schauspieler                                                       |
| György Sebestyén             | 1930–1990   | Schriftsteller                                                     |
| Otto Siegl                   | 1896–1978   | Komponist                                                          |
| Erich Sokol                  | 1933–2003   | Illustrator und Karikaturist                                       |
| Rudolf Sternad               | 1880–1945   | Maler                                                              |
| Josef Stoitzner              | 1884–1951   | Maler                                                              |
| Franz Stoß                   | 1909–1995   | Schauspieler und Theaterleiter                                     |
| Ferdinand Stransky           | 1904–1981   | Maler und Restaurator                                              |
| Wilhelm Szabo                | 1901–1986   | Schriftsteller                                                     |
| Otto Tausig                  | 1922–2011   | Schauspieler, Drehbuchautor und Regisseur                          |
| Reinhard Tramontana          | 1948–2005   | Journalist                                                         |
| Robert Ullmann               | 1903–1966   | Bildhauer                                                          |
| Willy Verkauf (André Verlon) | 1917–1994   | Schriftsteller                                                     |
| Ernst Waldbrunn              | 1907–1977   | Schauspieler und Kabarettist                                       |
| Oskar Wegrostek              | 1907–1972   | Schauspieler                                                       |
| Peter Wehle                  | 1914–1986   | Komponist, Autor und Kabarettist                                   |
| Ljuba Welitsch               | 1913–1996   | Kammersängerin                                                     |
| Eugen Wörle                  | 1909–1996   | Architekt                                                          |
| Alfred Worm                  | 1945–2007   | Journalist                                                         |
| Friedrich Zawrel             | 1929–2015   | Zeitzeuge                                                          |
| Wilfried Zeller-Zellenberg   | 1910–1989   | Zeichner                                                           |
| Helmut Zenker                | 1949–2003   | Schriftsteller und Drehbuchautor                                   |
| Emmerich Zillner             | 1900–1971   | Komponist                                                          |
| Wilhelm Zobl                 | 1950–1991   | Komponist                                                          |

### Alter jüdischer Friedhof (Tor 1)
Auf dem alten jüdischen Friedhof befand sich bis Anfang des 21. Jahrhunderts nur ein einziges ehrenhalber gewidmetes Grab, jenes des Schriftstellers Friedrich Torberg. Aufgrund der Entscheidung einer im Auftrag des Wiener Gemeinderates eingesetzten Kommission im Jahr 2004 wurden 37 weitere Gräber von der Stadt Wien gewidmet, seither kamen noch einige hinzu.

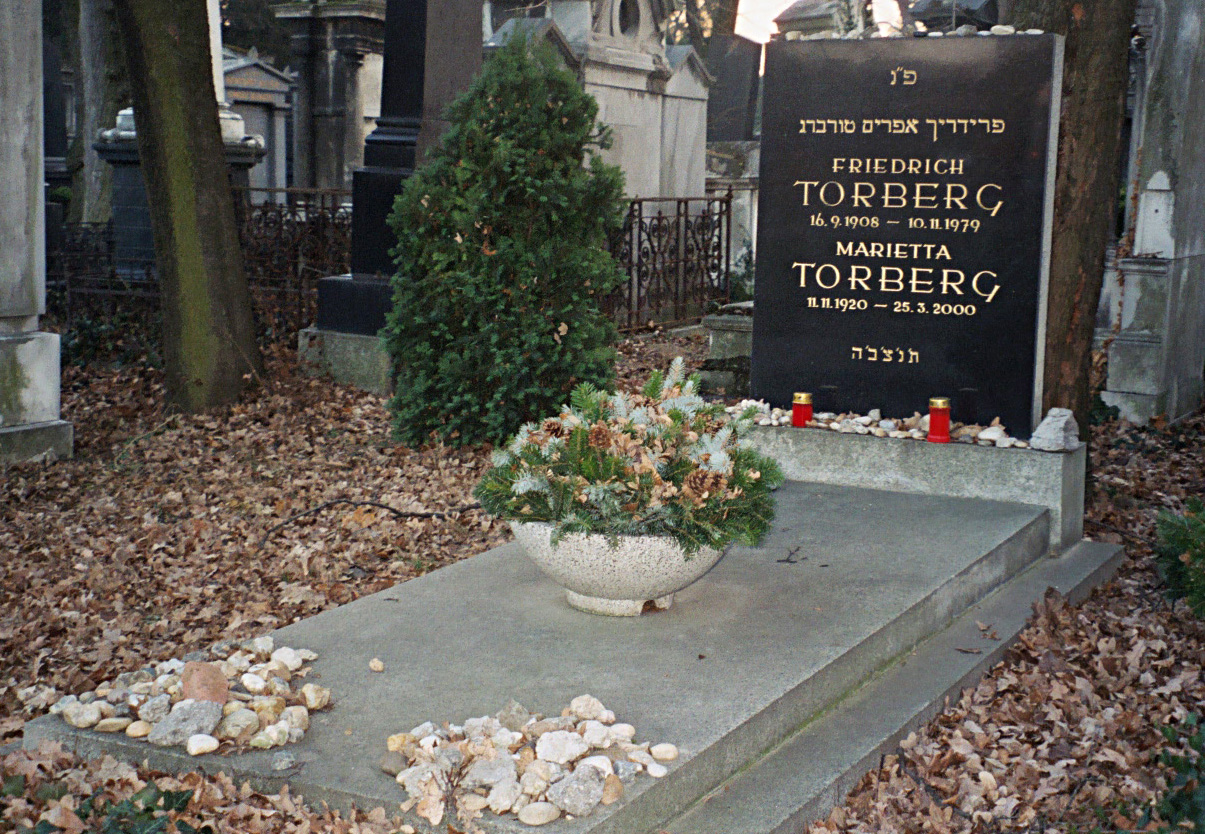
Friedrich Torberg

| Name                 | Lebensdaten | Tätigkeit                                    |
| -------------------- | ----------- | -------------------------------------------- |
| Gerhard Bronner      | 1922–2007   | Kabarettist und Schriftsteller               |
| Ignaz Brüll          | 1846–1907   | Komponist und Pianist                        |
| Viktor Frankl        | 1905–1997   | Neurologe und Psychiater                     |
| Karl Goldmark        | 1830–1915   | Komponist                                    |
| Leopold Horovitz     | 1838–1917   | Maler                                        |
| Josef Popper-Lynkeus | 1838–1921   | Sozialphilosoph, Erfinder und Schriftsteller |
| Arthur Schnitzler    | 1862–1931   | Schriftsteller und Arzt                      |
| Theodor von Taussig  | 1849–1909   | Bankfachmann                                 |
| Friedrich Torberg    | 1908–1979   | Schriftsteller                               |

### Grabstätten an anderen Stellen
Alle anderen ehrenhalber gewidmeten Gräber befinden sich in verschiedenen Gräbergruppen auf dem Friedhofsgelände, aber auch in den alten und neuen Arkaden, oder wie im Fall von Karl Lueger in der Gruft der Karl-Borromäus-Kirche.

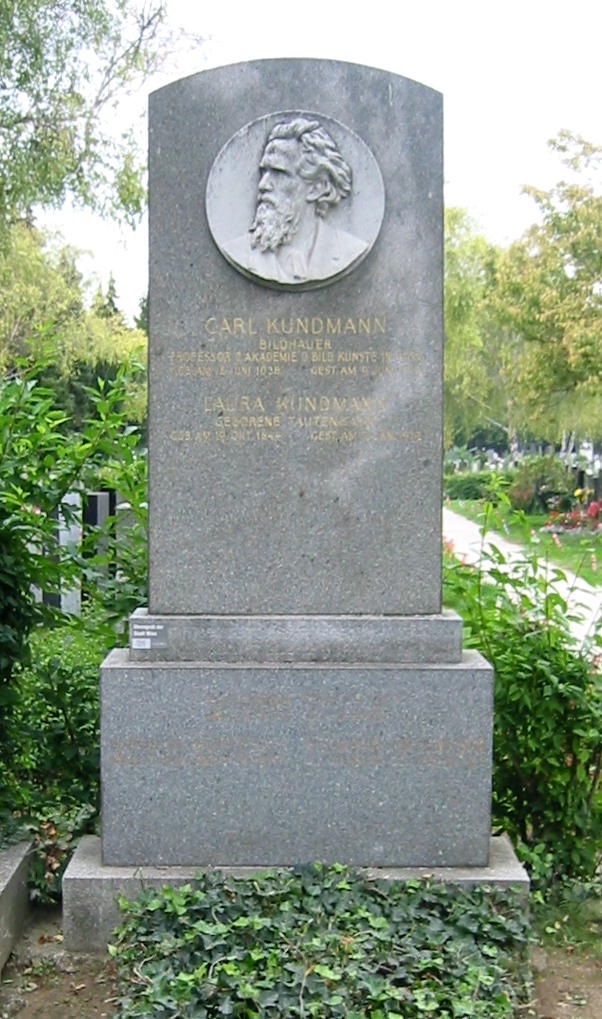
Carl Kundmann

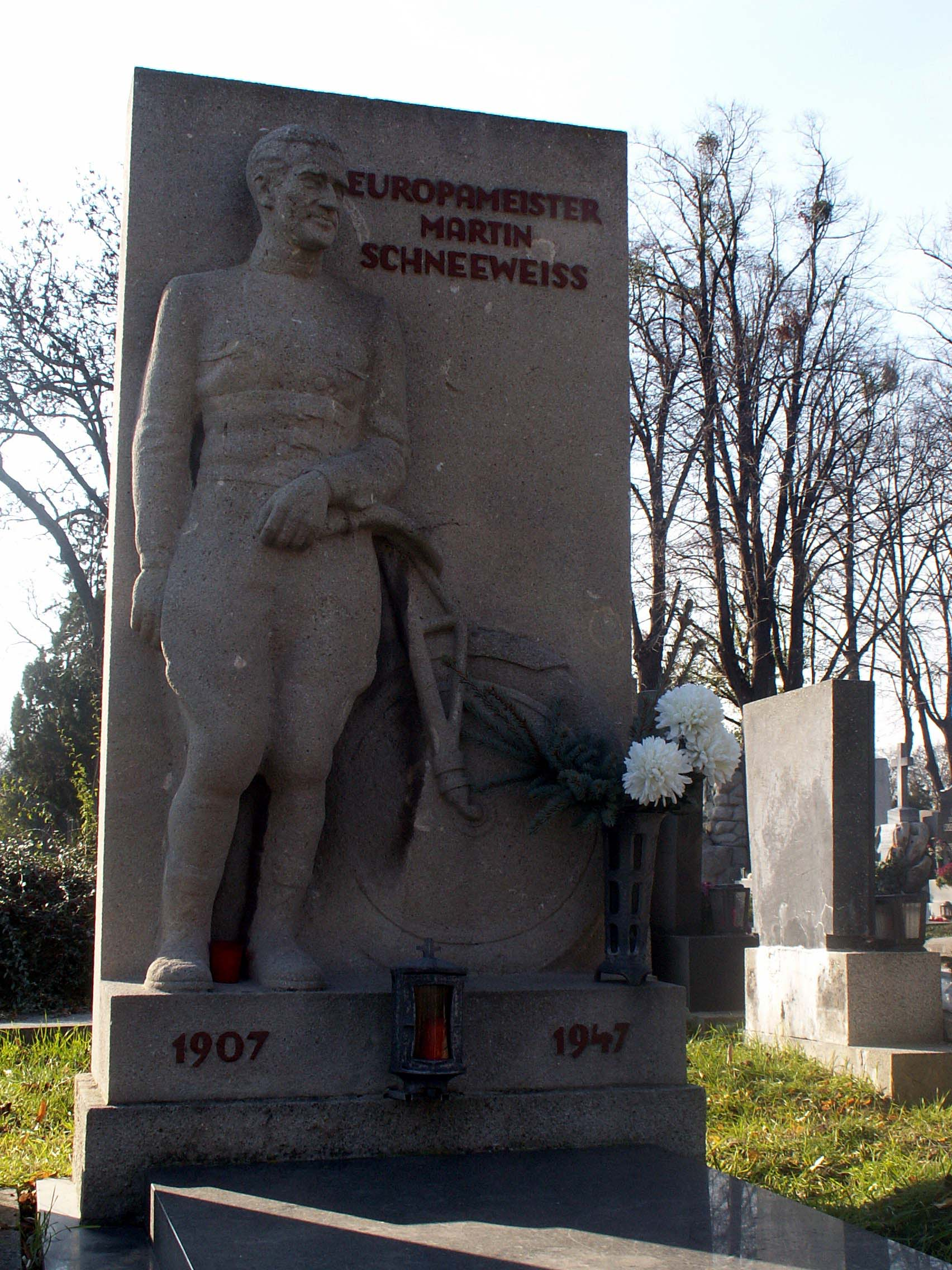
Martin Schneeweiss

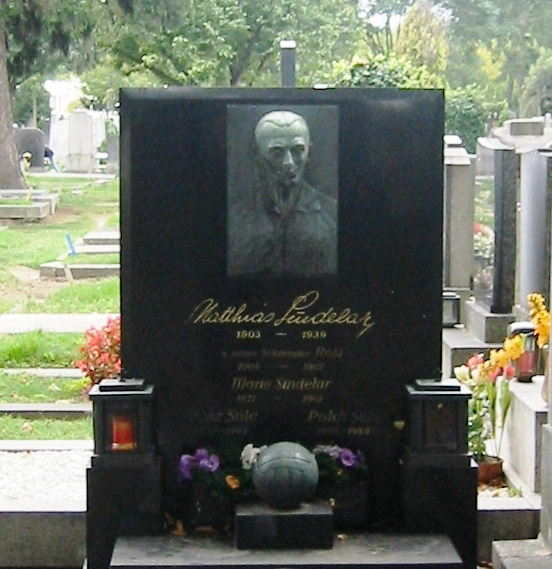
Matthias Sindelar

| Name                             | Lebensdaten | Tätigkeit                                                      |
| -------------------------------- | ----------- | -------------------------------------------------------------- |
| Ludwig Adamovich sen.            | 1890–1955   | Jurist                                                         |
| John Quincy Adams                | 1873–1933   | Maler                                                          |
| Victor Adler                     | 1852–1918   | Politiker                                                      |
| Anton Amon sen.                  | 1833–1896   | Volkssänger                                                    |
| Anton Amon jun.                  | 1862–1931   | Schauspieler                                                   |
| Maria Andergast                  | 1912–1995   | Theater- und Filmschauspielerin                                |
| Ilse Arlt                        | 1876–1960   | Sozialarbeiterin                                               |
| Ernst Arnold                     | 1890–1962   | Komponist und Wienerliedertexter                               |
| Otto Bauer                       | 1881–1938   | Politiker                                                      |
| Ludwig Baumann                   | 1853–1936   | Architekt                                                      |
| Karl van Beethoven               | 1870–1917   | Journalist                                                     |
| Marie van Beethoven              | 1846–1917   | Pianistin                                                      |
| Florian Berndl                   | 1856–1934   | Naturheilkundler                                               |
| Ulrich Bettac                    | 1897–1959   | Schauspieler                                                   |
| Andreas Bibl                     | 1797–1878   | Komponist und Organist                                         |
| Rudolf Bibl                      | 1832–1902   | Komponist und Organist                                         |
| Karl von Birago                  | 1792–1845   | Militär- und Brückeningenieur                                  |
| Sergej Eduardowitsch Bortkiewicz | 1877–1952   | Komponist                                                      |
| Ludwig Bösendorfer               | 1835–1919   | Klavierbauer                                                   |
| Viktor Boschetti                 | 1871–1933   | Komponist und Organist                                         |
| Godwin Brumowski                 | 1889–1936   | Jagdflieger                                                    |
| Rudolf Brunngraber               | 1901–1960   | Schriftsteller                                                 |
| Adam Freiherr von Burg           | 1797–1882   | Mathematiker und Techniker                                     |
| Alfred Cossmann                  | 1870–1951   | Kupferstecher                                                  |
| Alfons Czibulka                  | 1842–1894   | Komponist und Dirigent                                         |
| Wilhelm Dachauer                 | 1881–1951   | Maler                                                          |
| Leopold Demuth                   | 1860–1910   | Opernsänger                                                    |
| Franz von Dingelstedt            | 1814–1881   | Schriftsteller und Theaterleiter                               |
| Johann Drahanek                  | 1800–1876   | Kapellmeister                                                  |
| Carl Wilhelm Drescher            | 1850–1925   | Kapellmeister und Komponist                                    |
| Karl Drexler                     | 1833–1883   | Volkssänger                                                    |
| Heinrich Drimmel                 | 1912–1991   | Politiker                                                      |
| Viktor von Ebner-Rofenstein      | 1842–1925   | Histologe                                                      |
| Maria Eis                        | 1896–1954   | Schauspielerin                                                 |
| Rudolf Eisler                    | 1873–1926   | Philosoph                                                      |
| Josef Engelhart                  | 1864–1941   | Maler und Bildhauer                                            |
| Josef Feil                       | 1811–1862   | Historiker                                                     |
| Hans Finsterer                   | 1877–1955   | Chirurg                                                        |
| Karl Föderl                      | 1885–1953   | Komponist                                                      |
| Willy Fränzl                     | 1898–1982   | Balletttänzer                                                  |
| Marco Frank                      | 1881–1961   | Komponist                                                      |
| Gerhart Frankl                   | 1901–1965   | Maler                                                          |
| Hans Fraungruber                 | 1863–1933   | Schriftsteller                                                 |
| Robert Fuchs                     | 1847–1927   | Komponist und Musikpädagoge                                    |
| Carl Führich                     | 1865–1959   | Komponist                                                      |
| Johann Fürst                     | 1825–1882   | Schauspieler und Theaterleiter                                 |
| Karl Heinz Füssl                 | 1924–1992   | Komponist, Musikwissenschaftler und Pädagoge                   |
| Johann Ganglberger               | 1876–1938   | Kapellmeister                                                  |
| Hans Gillesberger                | 1909–1986   | Chorleiter                                                     |
| Alexander Girardi                | 1850–1918   | Schauspieler                                                   |
| Carl Goetz                       | 1862–1932   | Schauspieler                                                   |
| Ludwig Gottsleben                | 1836–1911   | Schriftsteller und Schauspieler                                |
| Mizzi Günther                    | 1879–1961   | Operettensängerin                                              |
| Edmund Guschelbauer              | 1839–1912   | Volkssänger                                                    |
| Arthur Guttmann                  | 1877–1956   | Schauspieler und Sänger                                        |
| Albert Hacke                     | 1869–1952   | Komponist und Schriftsteller                                   |
| Karl Haffner                     | 1804–1876   | Schriftsteller                                                 |
| Eduard Hanslick                  | 1825–1904   | Musikwissenschaftler                                           |
| Johann Nepomuk Hofzinser         | 1806–1875   | Zauberkünstler                                                 |
| Ludwig von Höhnel                | 1857–1942   | Geograph und Afrikaforscher                                    |
| Josef Holaubek                   | 1907–1999   | Polizeipräsident                                               |
| Arthur von Hübl                  | 1853–1932   | Chemiker, Kartograf und Offizier                               |
| Felix Hurdes                     | 1901–1974   | Politiker                                                      |
| Albert Ilg                       | 1847–1896   | Kunsthistoriker                                                |
| Fritz Imhoff                     | 1891–1961   | Schauspieler                                                   |
| Wilhelm August Jurek             | 1870–1934   | Komponist, Kapellmeister und Dirigent                          |
| Moritz Kässmayer                 | 1831–1884   | Komponist und Dirigent                                         |
| Emmerich Kálmán                  | 1882–1953   | Komponist                                                      |
| Ludwig Karpath                   | 1866–1936   | Musikschriftsteller                                            |
| Ludwig von Köchel                | 1800–1877   | Musikschriftsteller, Autor des Köchelverzeichnisses            |
| Johann Koller                    | 1921–2003   | Jazzmusiker, Saxophonist und Maler                             |
| Theodor Kramer                   | 1897–1958   | Schriftsteller                                                 |
| Friedrich Krastel                | 1839–1908   | Schauspieler                                                   |
| Karl Kratzl                      | 1852–1904   | Komponist und Kapellmeister                                    |
| Karl Kraus                       | 1874–1936   | Schriftsteller                                                 |
| Franz Kriebaum                   | 1836–1900   | Volkssänger                                                    |
| Josef Kriehuber                  | 1800–1876   | Maler und Lithograph                                           |
| Johann Krist                     | 1869–1935   | Politiker                                                      |
| Carl Kundmann                    | 1838–1919   | Bildhauer                                                      |
| Viktor Kutschera                 | 1863–1933   | Schauspieler                                                   |
| Josef Labor                      | 1842–1924   | Komponist und Pianist                                          |
| Karl Lafite                      | 1872–1944   | Komponist und Pianist                                          |
| Hans Larwin                      | 1873–1938   | Maler                                                          |
| Hermann Leopoldi                 | 1888–1959   | Komponist und Kabarettist                                      |
| Johann Josef Loschmidt           | 1821–1895   | Physiker und Chemiker                                          |
| Ferdinand Löwe                   | 1865–1925   | Dirigent                                                       |
| Karl Lueger                      | 1844–1910   | Politiker                                                      |
| Carl Luze                        | 1864–1949   | Chormeister                                                    |
| Georg Maikl                      | 1872–1951   | Opernsänger                                                    |
| Emilie Mataja                    | 1855–1938   | Schriftstellerin                                               |
| Franz Mertens                    | 1840–1927   | Mathematiker                                                   |
| Franc Miklošič                   | 1813–1891   | Philologe, gilt als Begründer der wissenschaftlichen Slawistik |
| Josef Modl                       | 1863–1915   | Volkssänger                                                    |
| Helly Möslein                    | 1914–1998   | Kabarettistin, Soubrette und Textdichterin                     |
| Luise Montag                     | 1849–1927   | Volkssängerin                                                  |
| Lothar Müthel                    | 1896–1964   | Schauspieler und Regisseur                                     |
| Maly Nagl                        | 1893–1977   | Wienerliedinterpretin                                          |
| Karl Eugen Neumann               | 1865–1915   | Wegbereiter des Buddhismus in Österreich                       |
| Walter Niesner                   | 1918–2003   | Rundfunksprecher, Moderator                                    |
| Helene Odilon                    | 1865–1939   | Schauspielerin                                                 |
| Robert Oerley                    | 1876–1945   | Architekt                                                      |
| Friedrich Ohmann                 | 1858–1927   | Architekt                                                      |
| Johann Palisa                    | 1848–1925   | Astronom                                                       |
| Karl Paryla                      | 1905–1996   | Schauspieler und Regisseur                                     |
| Guido Peters                     | 1866–1937   | Komponist und Pianist                                          |
| Mario Petrucci                   | 1893–1972   | Bildhauer                                                      |
| Johann Joseph von Prechtl        | 1778–1854   | Technologe                                                     |
| Eugenie Primavesi                | 1874–1962   | Schauspielerin                                                 |
| Louis Ree                        | 1861–1939   | Pianist                                                        |
| Susanne Ree                      | 1862–1937   | Pianistin                                                      |
| Gustav Joseph Richter            | 1854–1930   | Musiker                                                        |
| Alexander Roda Roda              | 1872–1945   | Schriftsteller, Satiriker und Publizist                        |
| Anton Ronacher                   | 1841–1892   | Theaterunternehmer                                             |
| Annie Rosar                      | 1888–1963   | Schauspielerin                                                 |
| Philipp Ruff                     | 1907–1980   | Musikwissenschafter, Kritiker und Journalist                   |
| Rudolf Sanzin                    | 1874–1922   | Ingenieur und Lokomotiv-Konstrukteur                           |
| Josef Franz Georg Scheu          | 1841–1904   | Musiker und Gewerkschafter                                     |
| Günther Schifter                 | 1923–2008   | Radio- und Fernsehmoderator                                    |
| Theodor Franz Schild             | 1859–1929   | Komponist                                                      |
| Julius von Schlosser             | 1866–1938   | Kunsthistoriker                                                |
| Martin Schneeweiss               | 1907–1947   | Motorradrennfahrer                                             |
| Arthur Scholz                    | 1883–1945   | Komponist                                                      |
| Wenzel Seidl                     | 1842–1921   | Volkssänger                                                    |
| Karl Seitz                       | 1869–1950   | Politiker                                                      |
| Edip Sekowitsch                  | 1958–2008   | Boxer                                                          |
| Joseph Sellény                   | 1824–1875   | Maler                                                          |
| Matthias Sindelar                | 1903–1939   | Fußballspieler, Kapitän des österreichischen „Wunderteams“     |
| Johann Sioly                     | 1843–1911   | Komponist und Kapellmeister                                    |
| August Stauda                    | 1861–1928   | Fotograf des "alten Wiens"                                     |
| Josef Steidler                   | 1846–1996   | Schauspieler                                                   |
| Josef Steinbach                  | 1879–1937   | Sportler                                                       |
| Sebastian Stelzer                | 1849–1892   | Schauspieler                                                   |
| Leopold Strassmeyer              | 1846–1927   | Schauspieler                                                   |
| Ernst Tautenhayn                 | 1873–1944   | Operettensänger                                                |
| Willy Thaller                    | 1854–1941   | Schauspieler                                                   |
| Karl Udel                        | 1844–1927   | Musiker                                                        |
| Leopold Uhl                      | 1875–1934   | Volkssänger                                                    |
| Eberhard Waechter                | 1929–1992   | Opernsänger                                                    |
| Hans Wagner-Schönkirch           | 1872–1940   | Komponist                                                      |
| Josef Wagner                     | 1856–1908   | Komponist                                                      |
| Anton Waldvogel                  | 1846–1917   | Verkehrsplaner                                                 |
| Paul Weingarten                  | 1886–1948   | Klaviervirtuose                                                |
| Karl Wetaschek                   | 1859–1936   | Militärkapellmeister                                           |
| Grete Wiesenthal                 | 1885–1970   | Tänzerin und Choreographin                                     |
| Franz Wolfsecker                 | 1869–1952   | Musiker                                                        |
| Theodor Wottitz                  | 1875–1937   | Komponist und Kapellmeister                                    |
| Carl Zeller                      | 1842–1898   | Komponist                                                      |
| Carl Zeska                       | 1862–1938   | Schauspieler                                                   |